# Regionaler Naturpark Mont-Ventoux

Logo des Naturparks

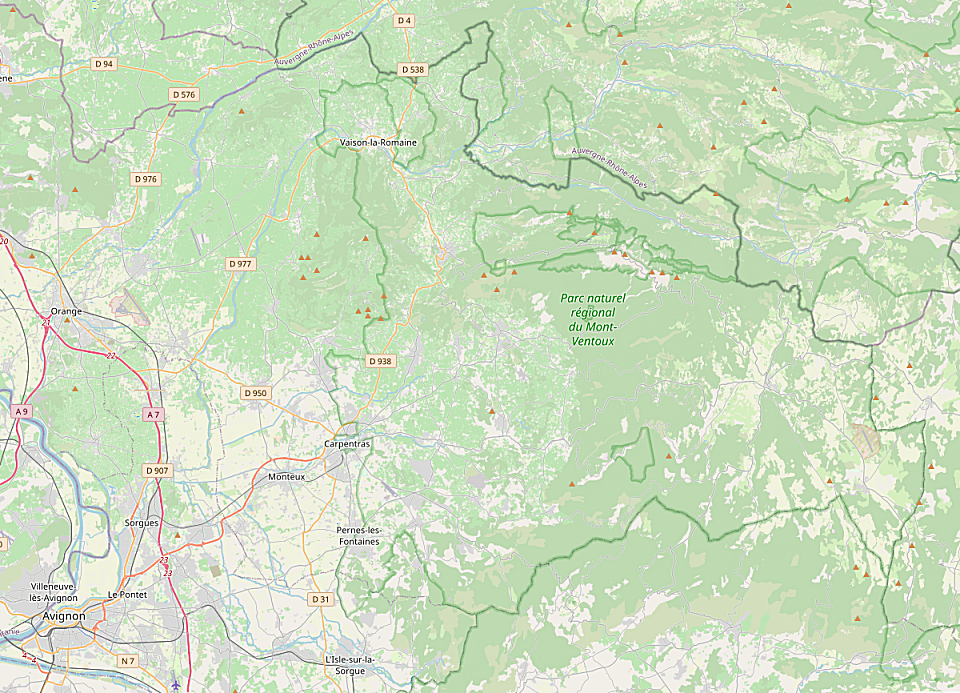
Lageplan des Naturparks

Der Regionale Naturpark Mont-Ventoux (französisch Parc naturel régional du Mont-Ventoux) liegt in der französischen Region Provence-Alpes-Côte d’Azur, im Département Vaucluse, östlich von Carpentras und erstreckt sich rund um den namengebenden Berg Mont Ventoux mit einer Gipfelhöhe von 1910 Metern. Im Norden grenzt der Park an den Regionalen Naturpark Baronnies Provençales, im Süden an den Regionalen Naturpark Luberon.

## Parkverwaltung
Die Gründung des Naturparks erfolgte am 29. Juli 2020. Der Park umfasst aktuell eine Fläche von rund 876 km². 37 Gemeinden mit einem Einzugsgebiet von etwa 89.000 Bewohnern bilden den Park. Die Parkverwaltung mit dem Maison du Parc hat ihren Sitz in Carpentras (44° 3′ 11″ N, 5° 2′ 57″ O).
Im Jahr 2021 sind zu den ursprünglich 35 Gemeinden zwei weitere dem Naturpark beigetreten.

## Größere Orte im Park
Die Besiedelung des Gebietes ist sehr unterschiedlich. Die dichter besiedelten Orte liegen im Westen, die übrigen Gebiete haben zumeist nur kleinere Siedlungen.
Größere Gemeinden sind:
- Carpentras im Westen,
- Aubignan im Westen,
- Mazan im Westen,
- Saint-Didier im Westen,
- Bédoin im Westen,
- Caromb im Westen,
- Pernes-les-Fontaines im Südwesten,
- Malaucène im Nordwesten,
- Vaison-la-Romaine im Nordwesten.

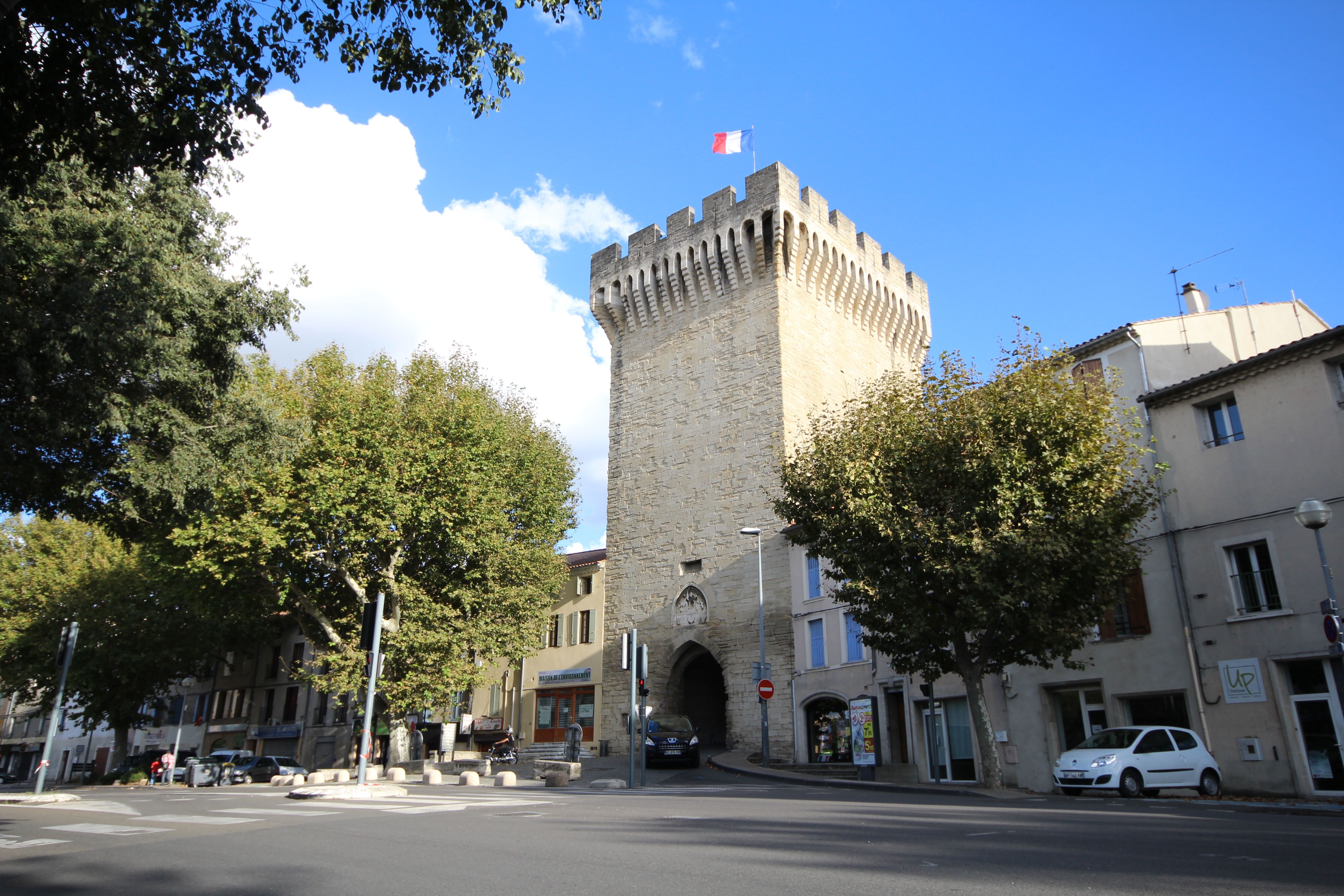
Stadttor Porte d’Orange in Carpentras
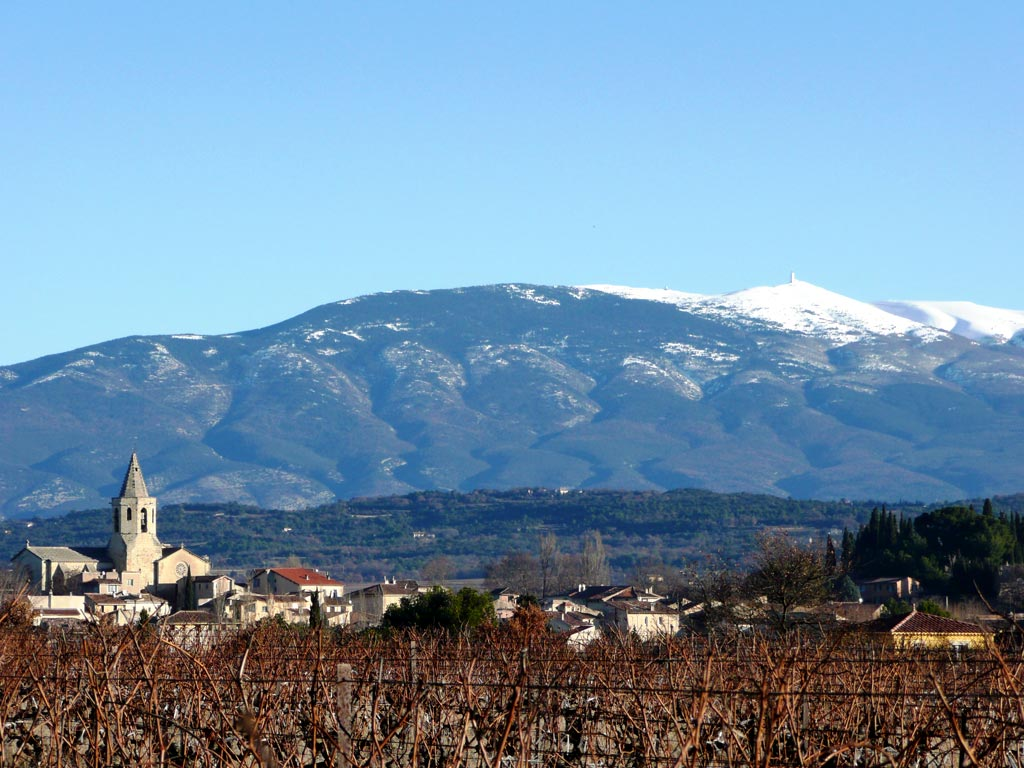
Mazan mit dem Mont Ventoux im Hintergrund
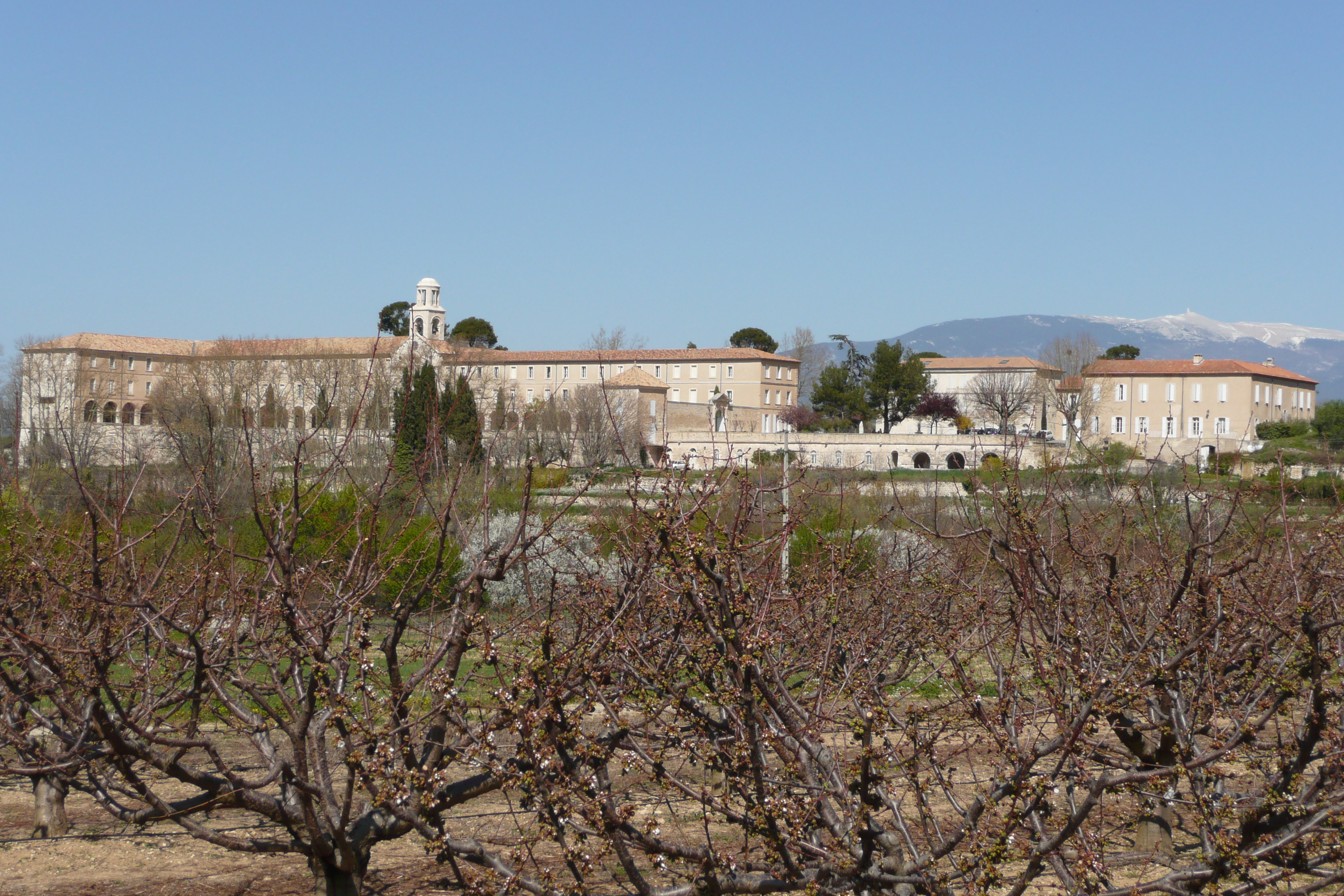
Kloster Sainte-Garde-des-Champs in Saint-Didier
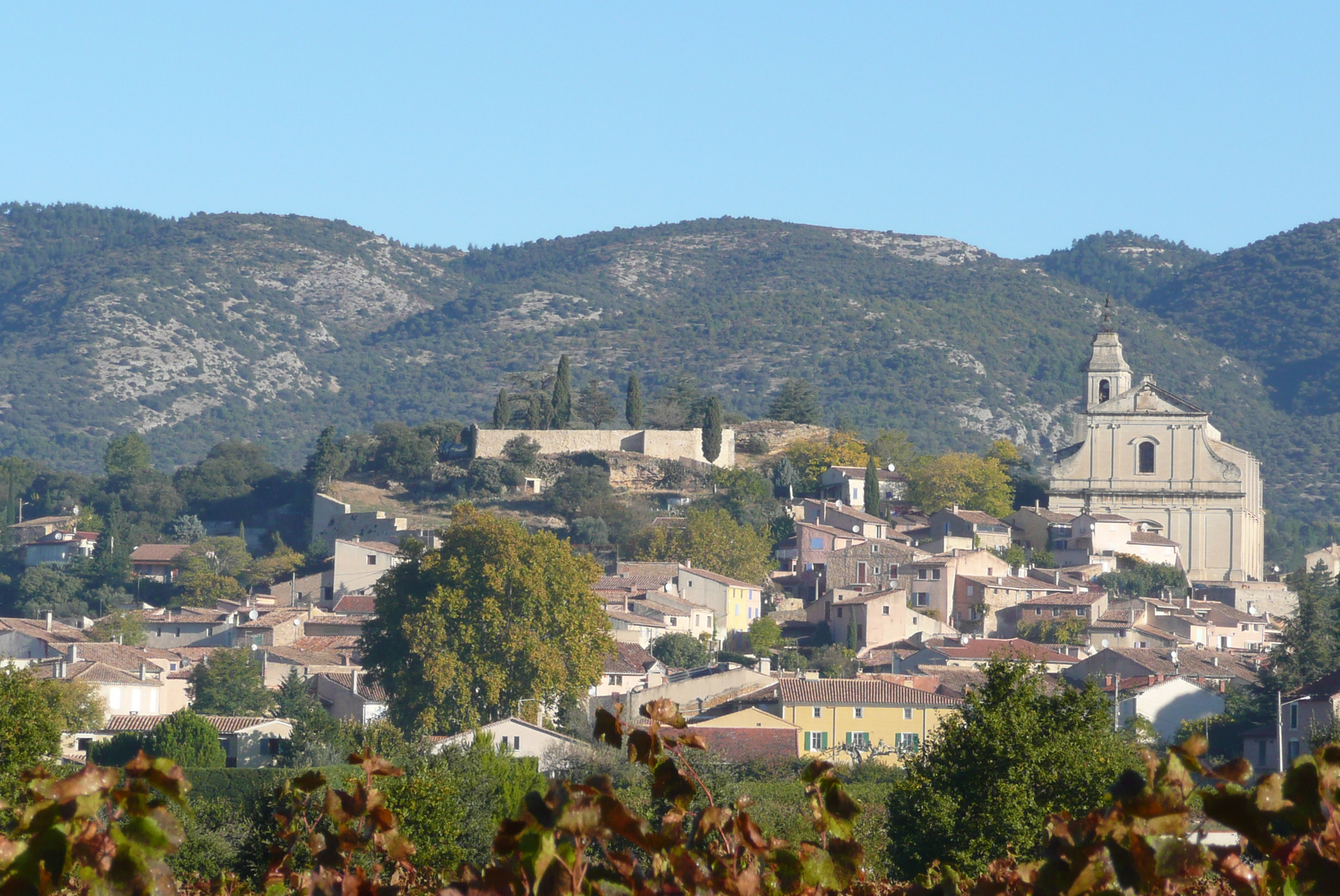
Blick auf Bédoin
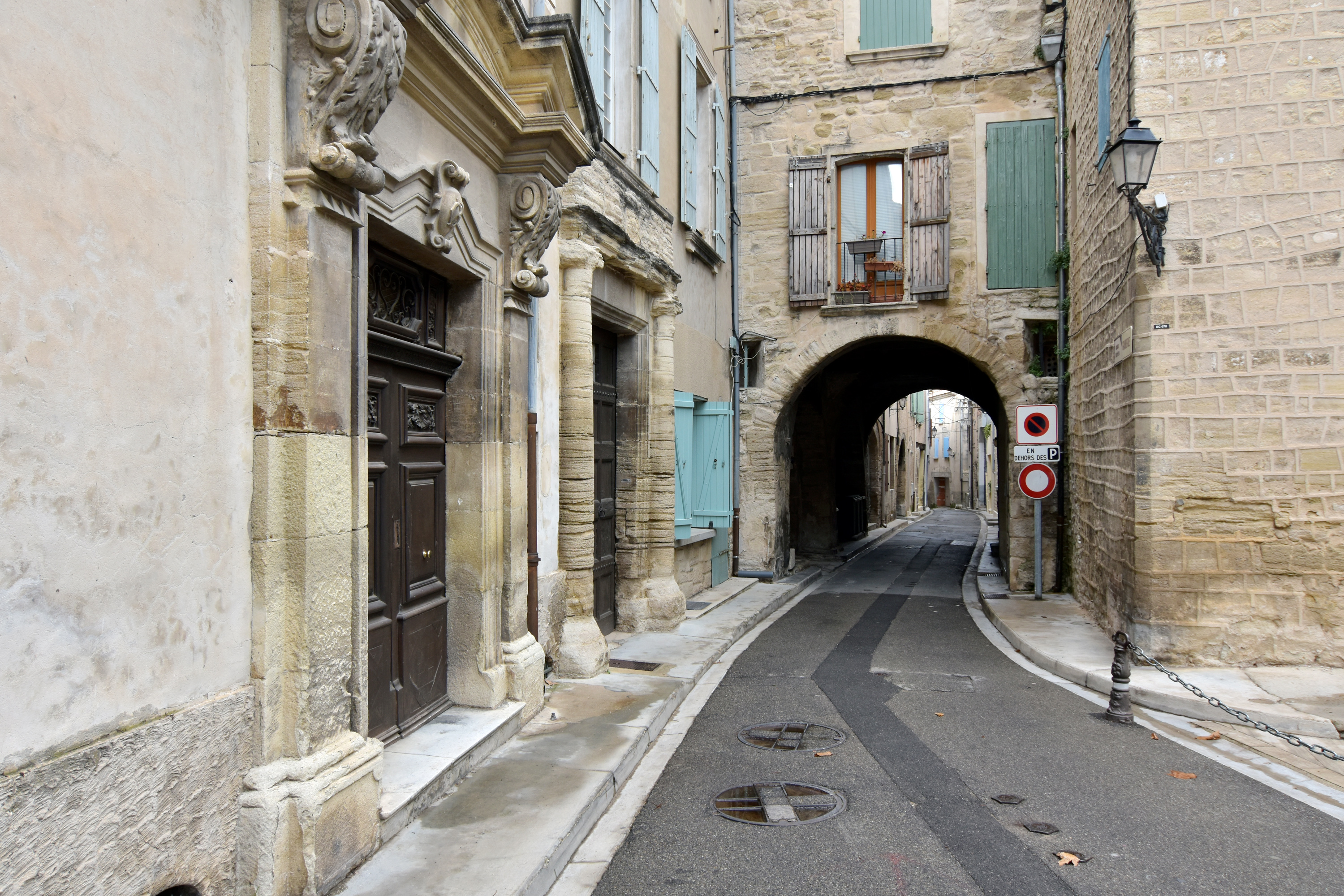
Im Zentrum von Caromb
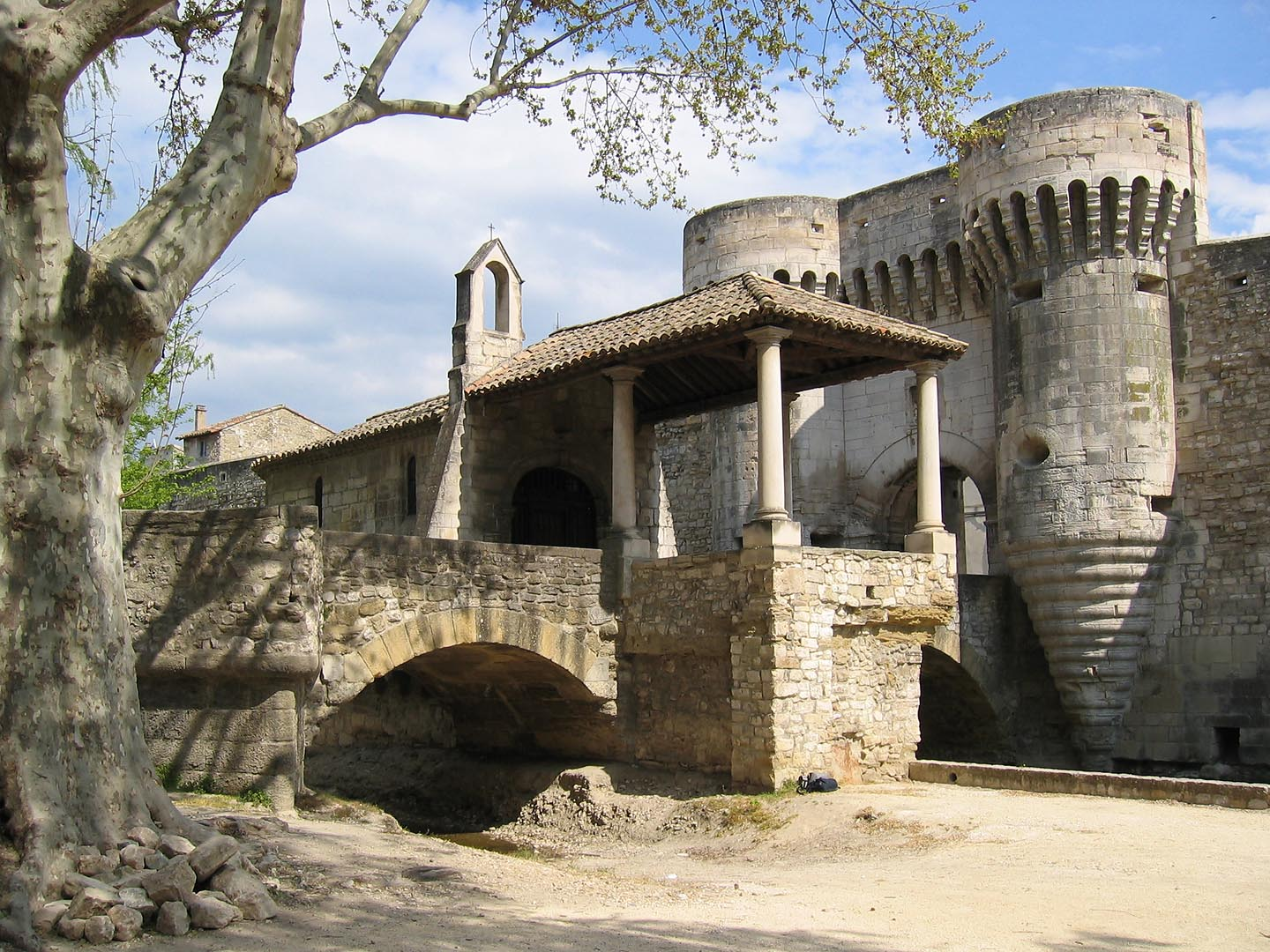
Stadtbefestigung von Pernes-les-Fontaines
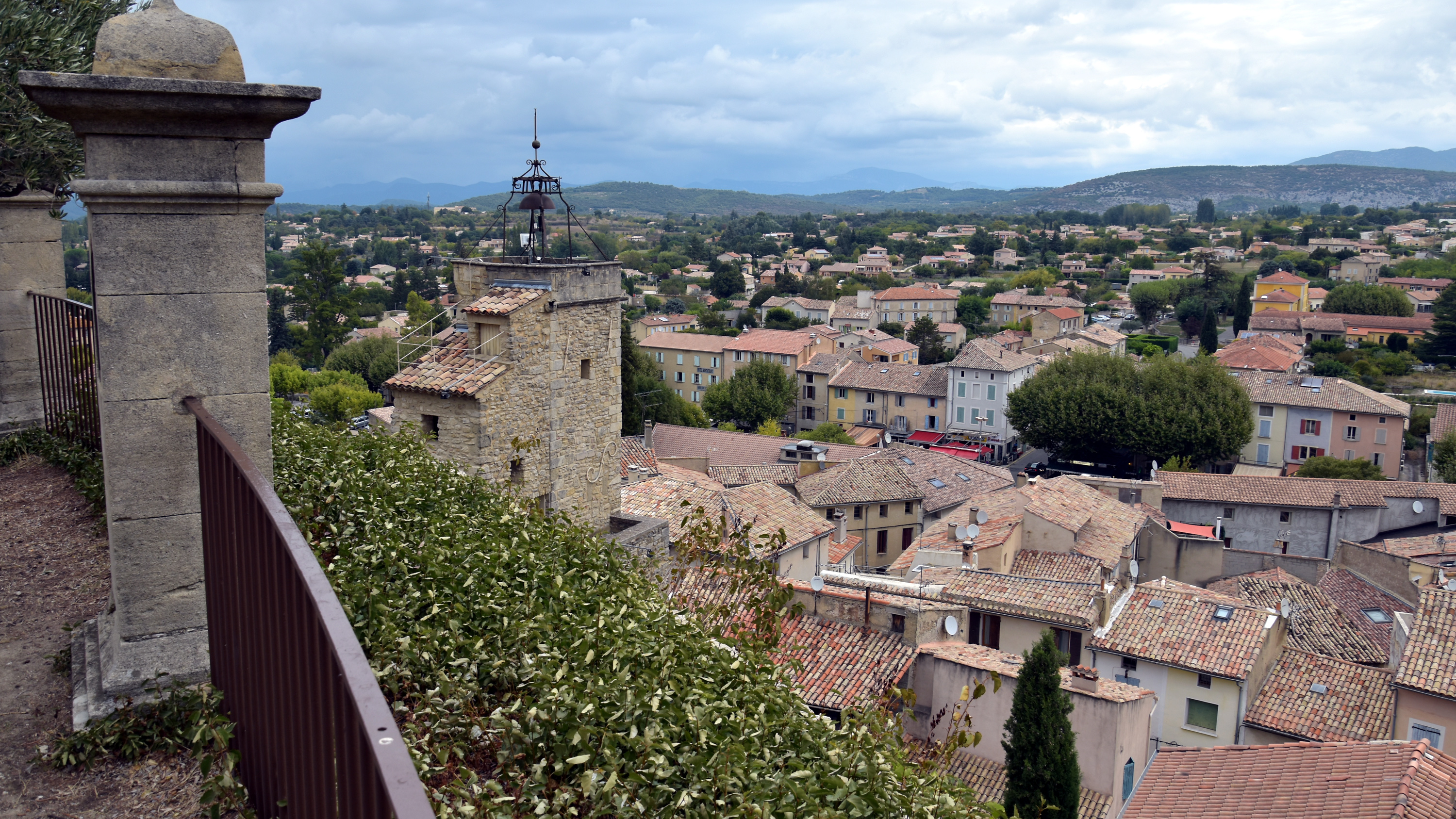
Blick auf Malaucène
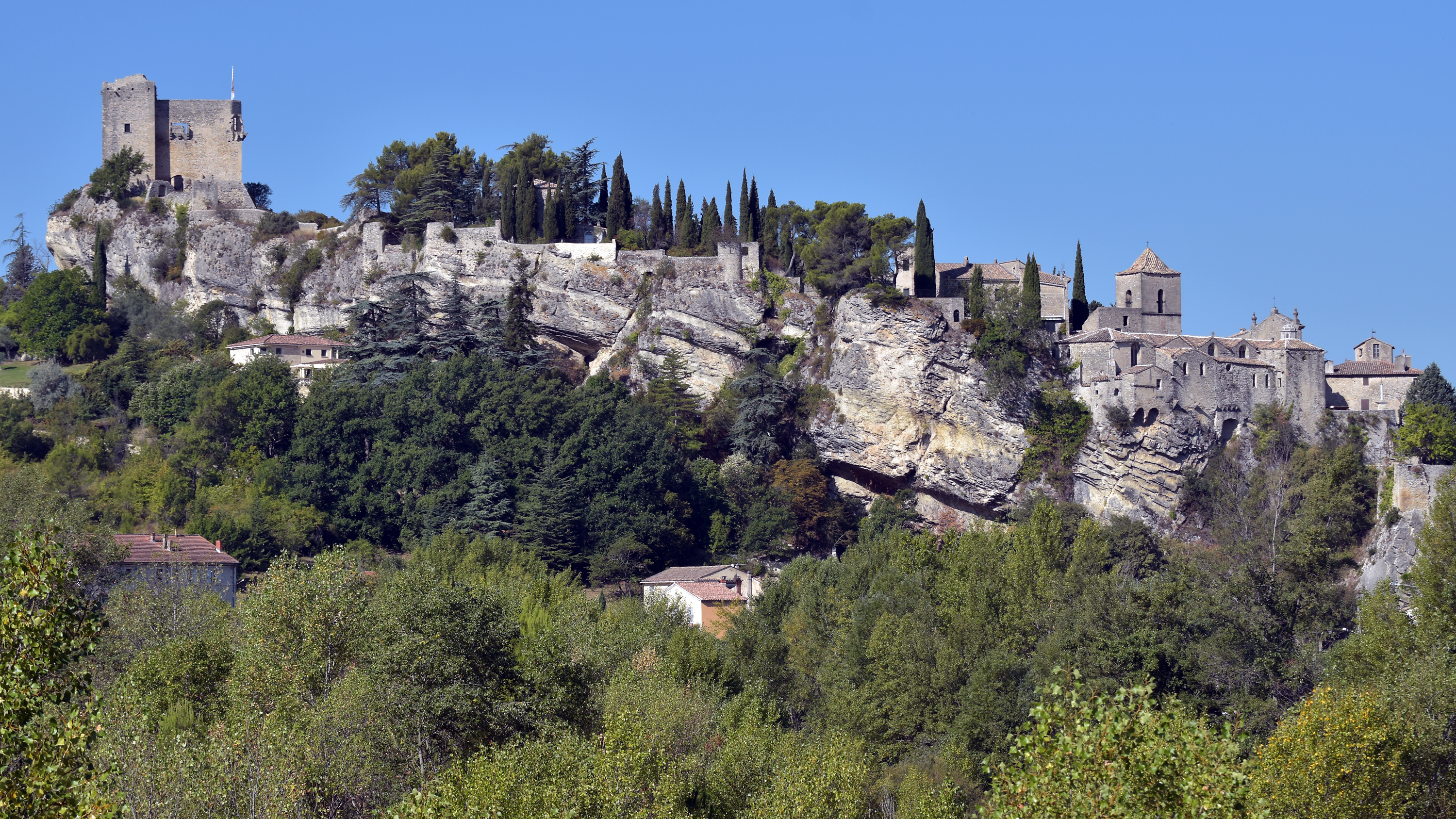
Altstadt und Burg von Vaison-la-Romaine

## Landschaften

### Mont Ventoux
Der Mont Ventoux ist ein in West-Ost-Richtung gestrecktes Bergmassiv im nördlichen Zentralgebiet des Naturparks. Die Länge des leicht S-förmig gekrümmten Bergkammes beträgt etwa 23 km. Er ist Teil eines Kalksteinplateaus, das sich vom Tal der Rhône im Westen bis zum Tal der Durance im Osten erstreckt. Im Vergleich zur relativ sanft ansteigenden Südwestseite des Berges, wo vor allem Schafzucht betrieben wird, ist die Nordwestflanke und vor allem die Nordostflanke deutlich steiler. Dort finden sich auch Felswände und Schrofengelände. Der Berggipfel ist bis nach Avignon am Horizont zu sehen und daher ein Symbolbild für den nach ihm benannten Naturpark. Der Gipfel ist über die Départementsstraße D974 zu erreichen. Dort befinden sich heute unter anderem ein Observatorium und verschiedene Sendeanlagen.

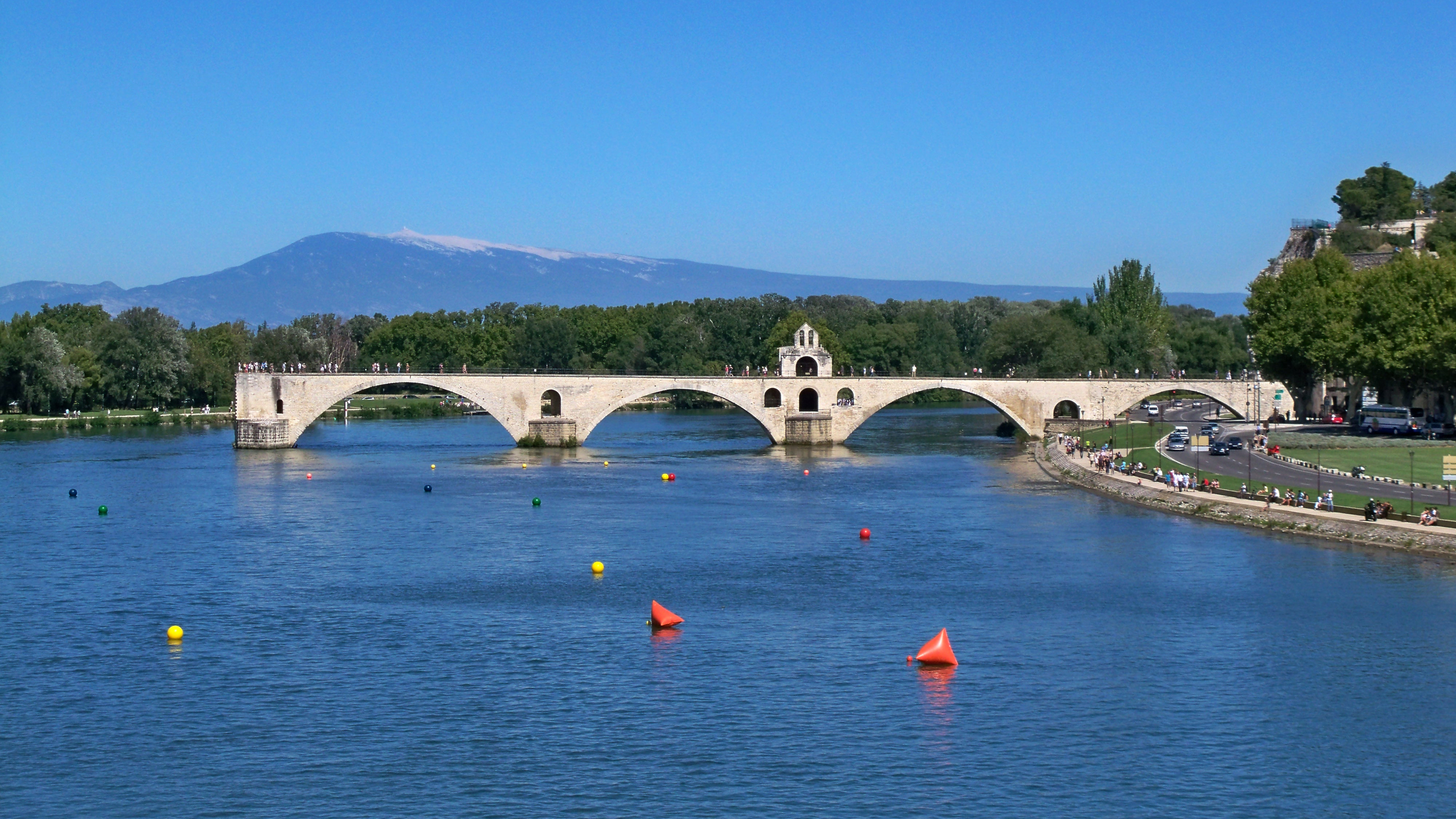
Blick von Avignon auf den Mont Ventoux
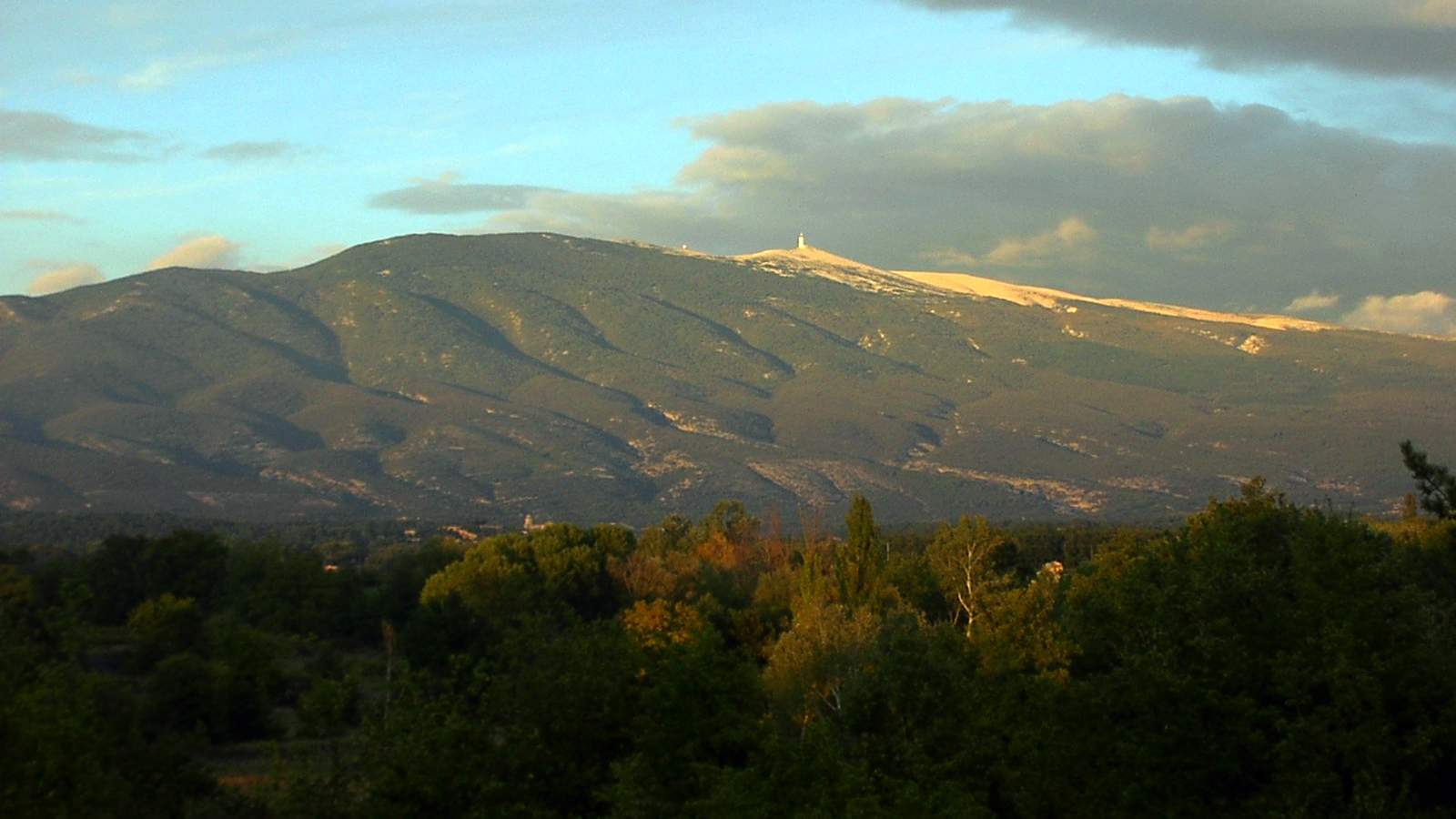
Der Berg in der Abendsonne
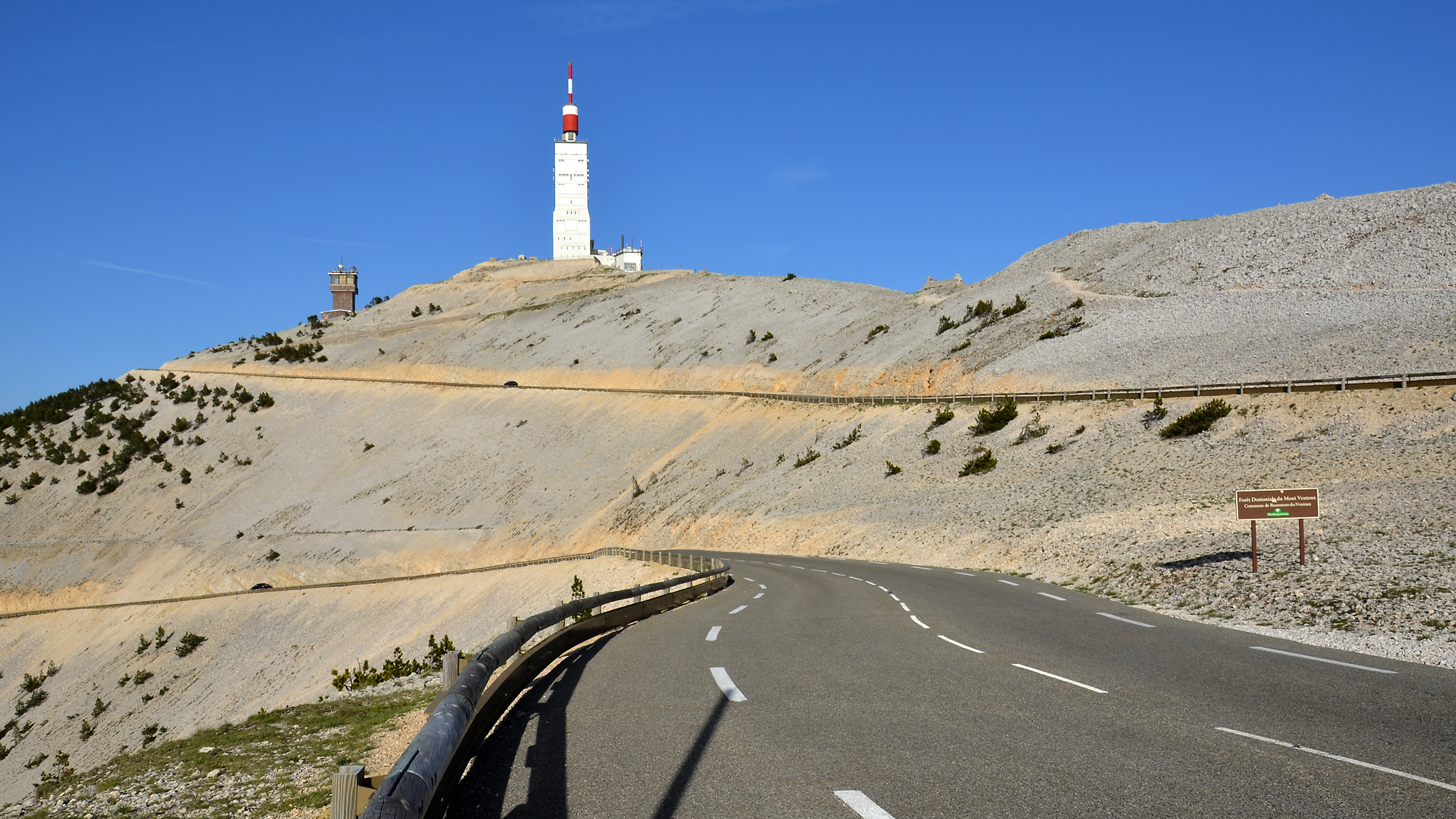
Der Gipfel aus Blickrichtung Nordwest
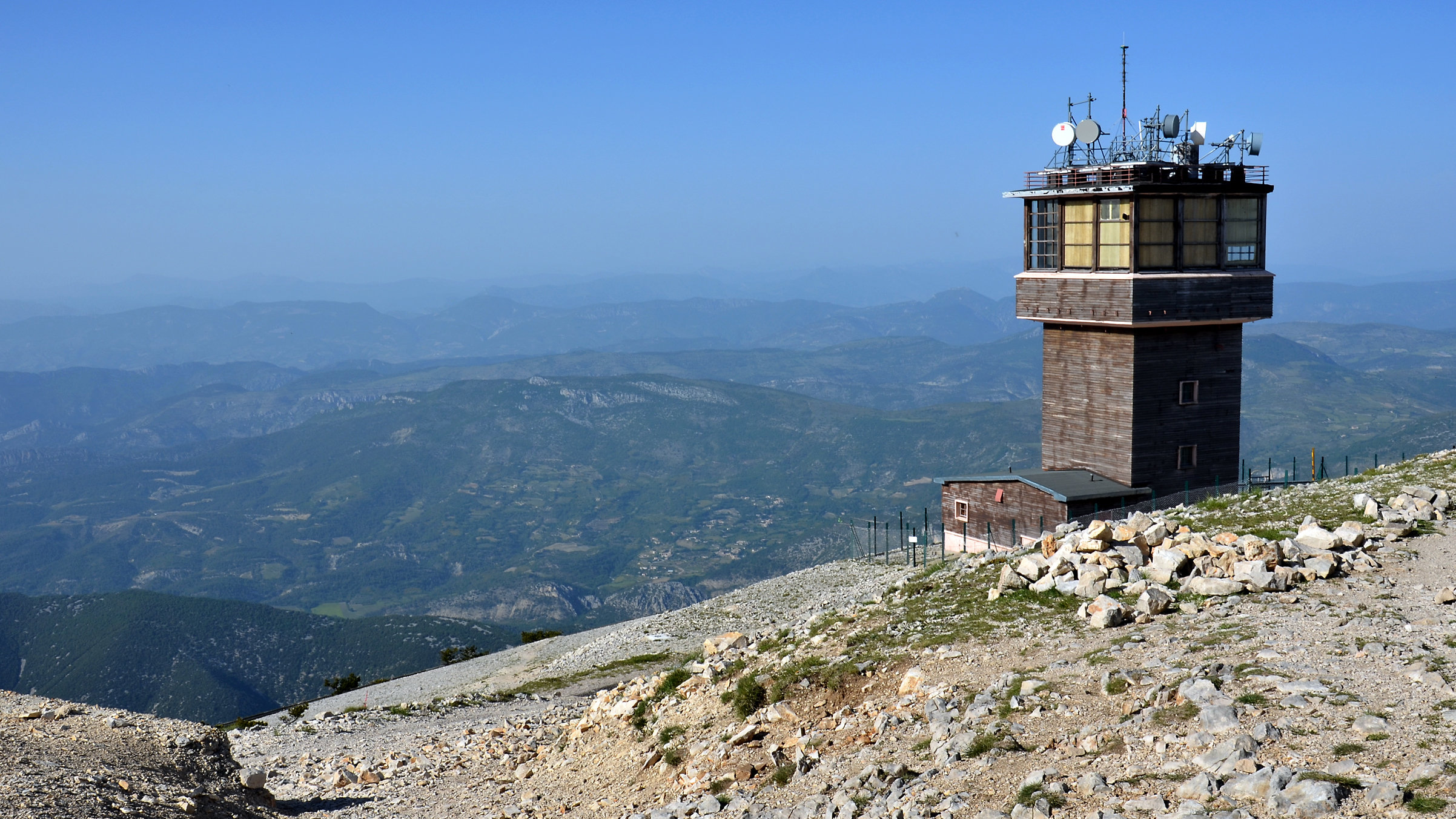
Blick vom Gipfel Richtung Norden
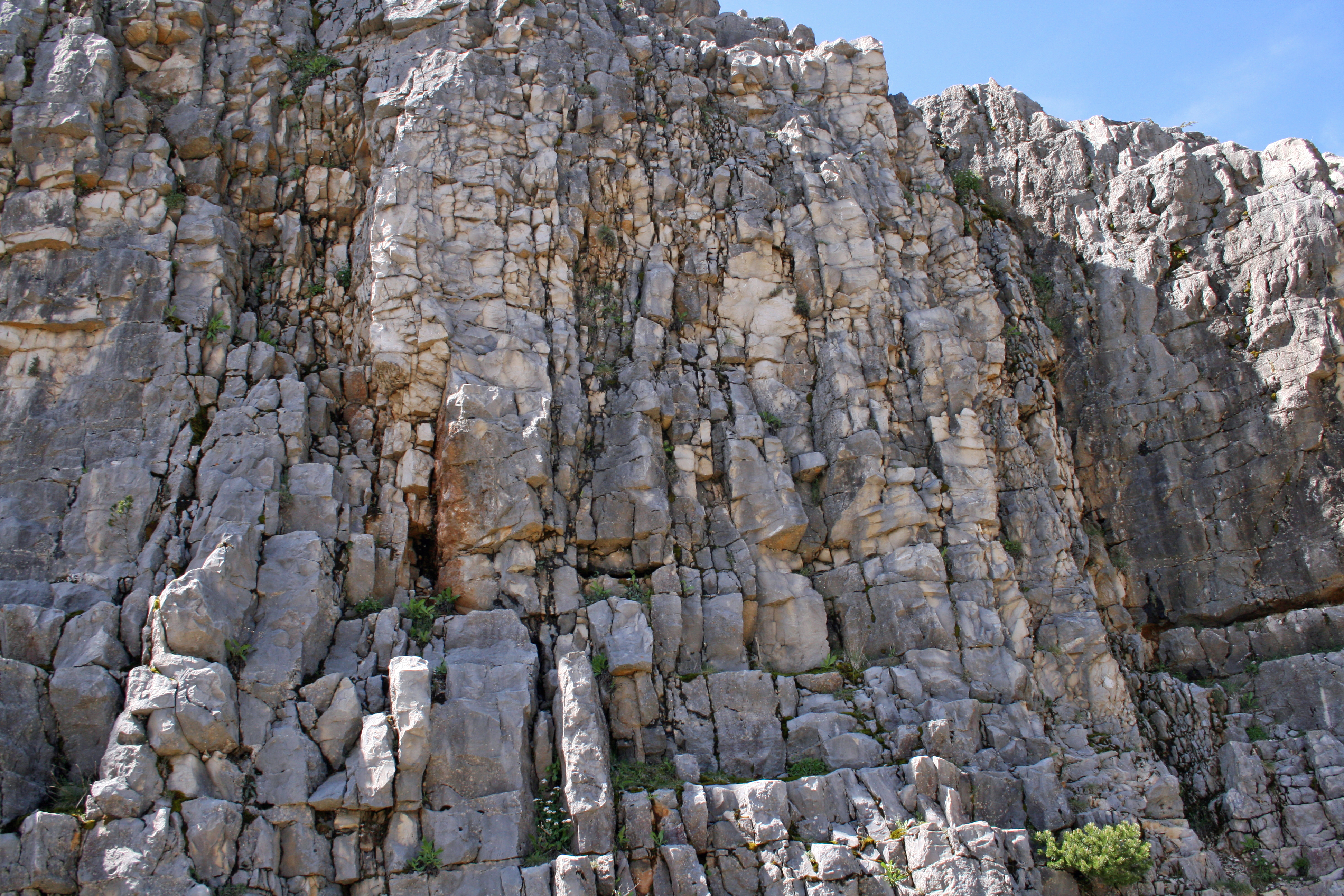
Gesteinsaufschluss
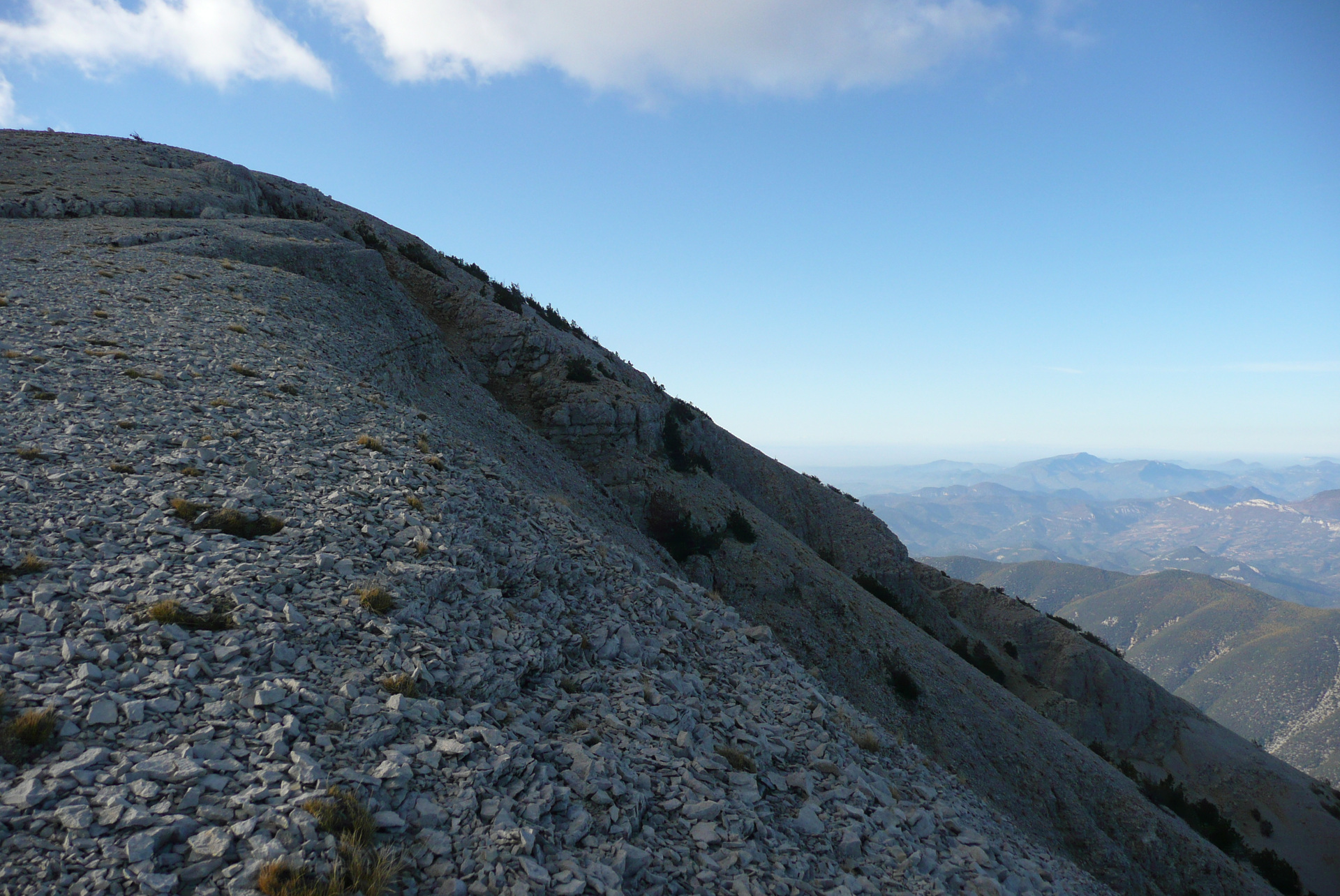
Am Col des Tempêtes – knapp unterhalb des Gipfels
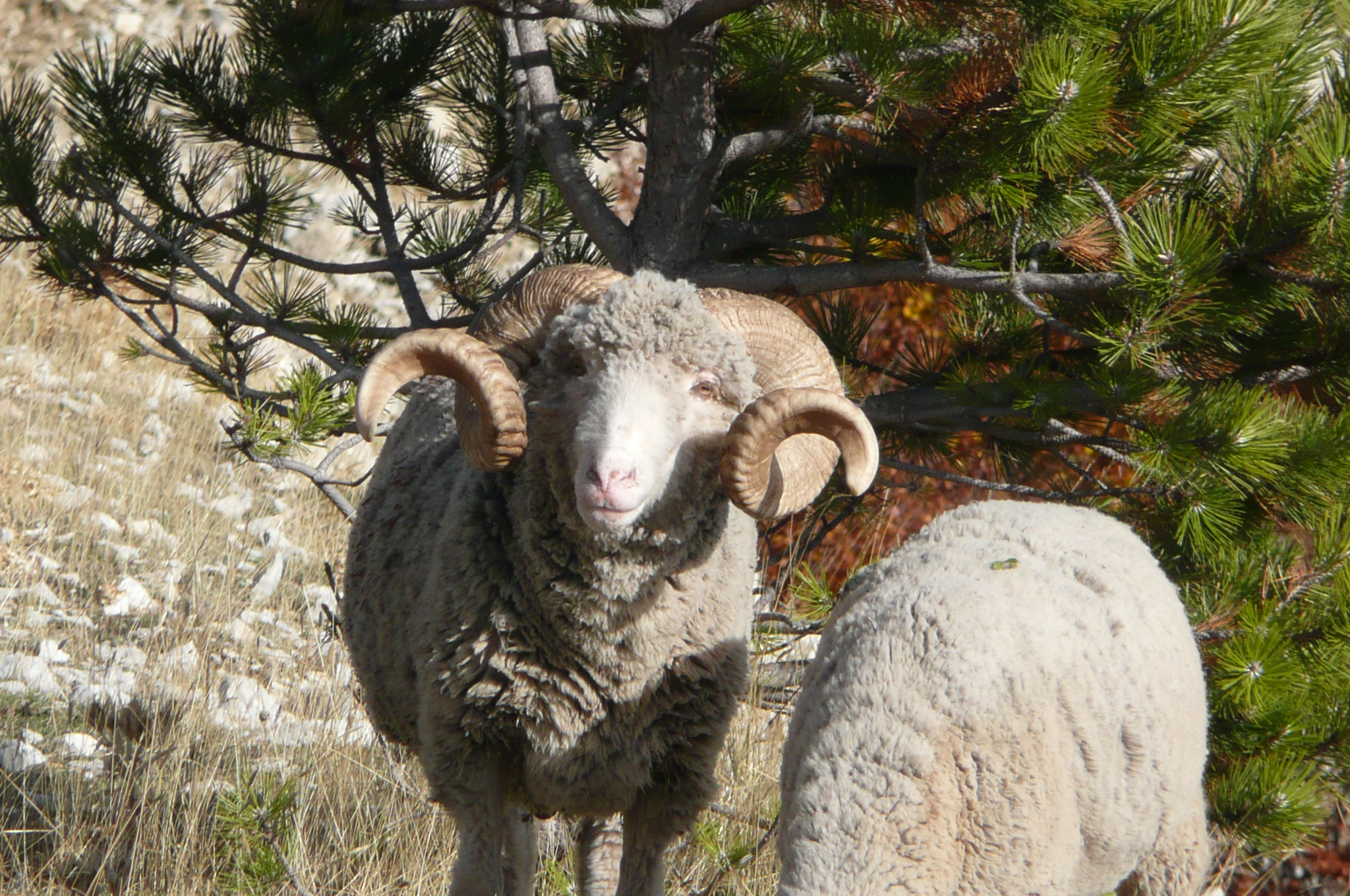
Schafhaltung auf der Südseite
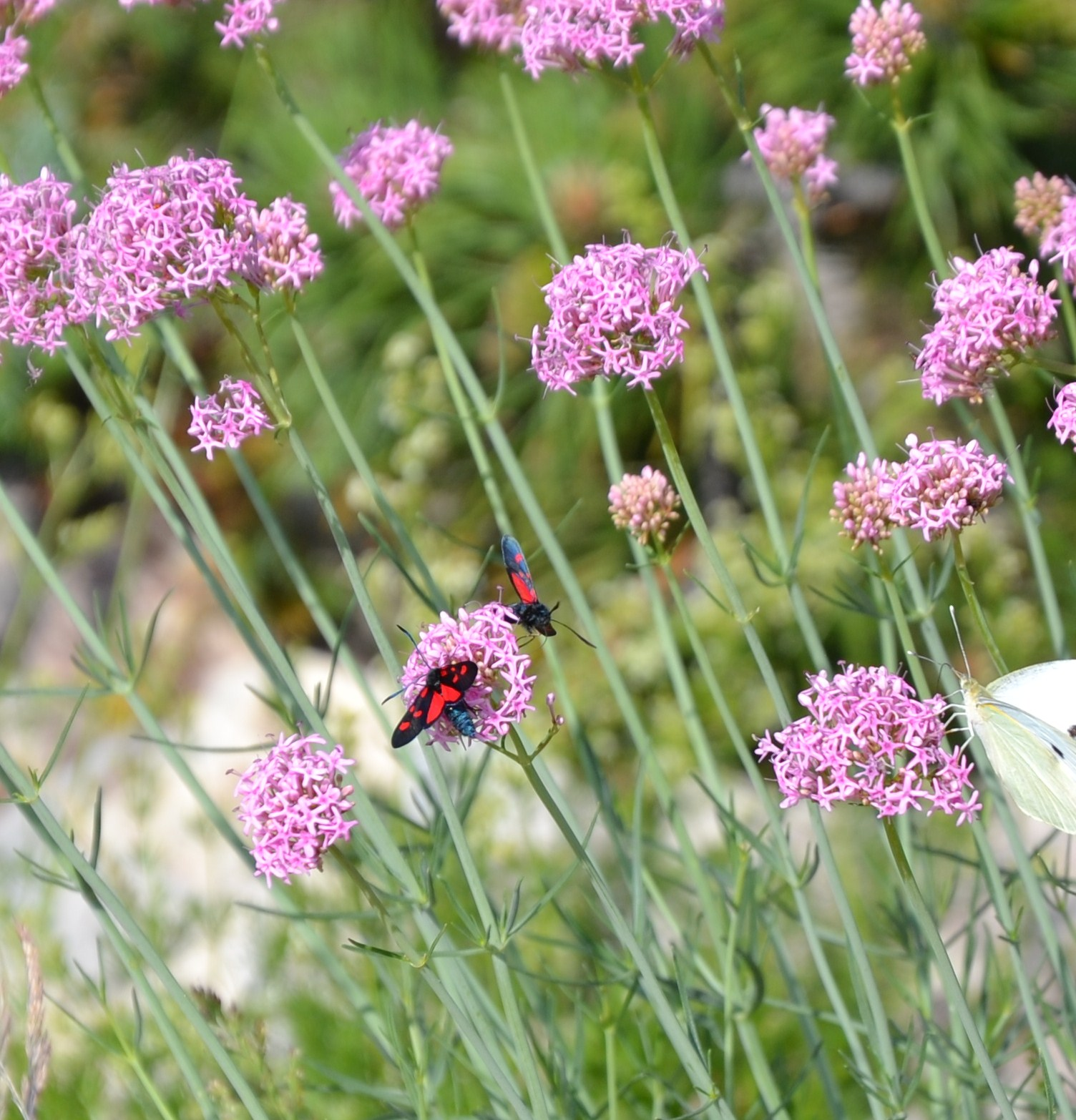
Flora und Fauna

### Comtadine-Bogen
Der Name bezieht sich auf das Comtat Venaissin, eine historische Grafschaft in diesem Gebiet.
Die Südflanke des Mont Ventoux, verlängert durch die Monts de Vaucluse und die Dentelles de Montmirail, bildet einen riesigen, sanft abfallenden Landschaftsbogen. Dieses Gelände beherbergt eine typisch provenzalische Landschaft. Im Westen liegen Gemüse- und Getreidefelder mit Schutzhecken gegen den Mistral, nach Osten verschwinden die Hecken, das Relief erhebt sich zu Hügeln. Weinberge und Obstplantagen verflechten sich mit kleinteiligen Mosaikwäldern. Die wichtigsten Flüsse sind der Mède im Norden, der Auzon in der Mitte und die Nesque im Süden. Alle entwässern generell in westlicher Richtung zur Sorgue. Auch der Canal de Carpentras durchquert die Landschaft von Süden nach Norden und dient vor allem zur landwirtschaftlichen Bewässerung. Das Gebiet bietet unterschiedliche Farbeffekte, die auf den geologischen Reichtum des Bereiches (Ocker, Sand, Gips, Mergel und Kalkstein) zurückzuführen sind. In der Ebene, wie auf den Hügeln, befinden sich je nach Terrain meist die alten Ortskerne in beherrschender Stellung. Ihre charakteristischen Silhouetten heben sich von der Landschaft ab.

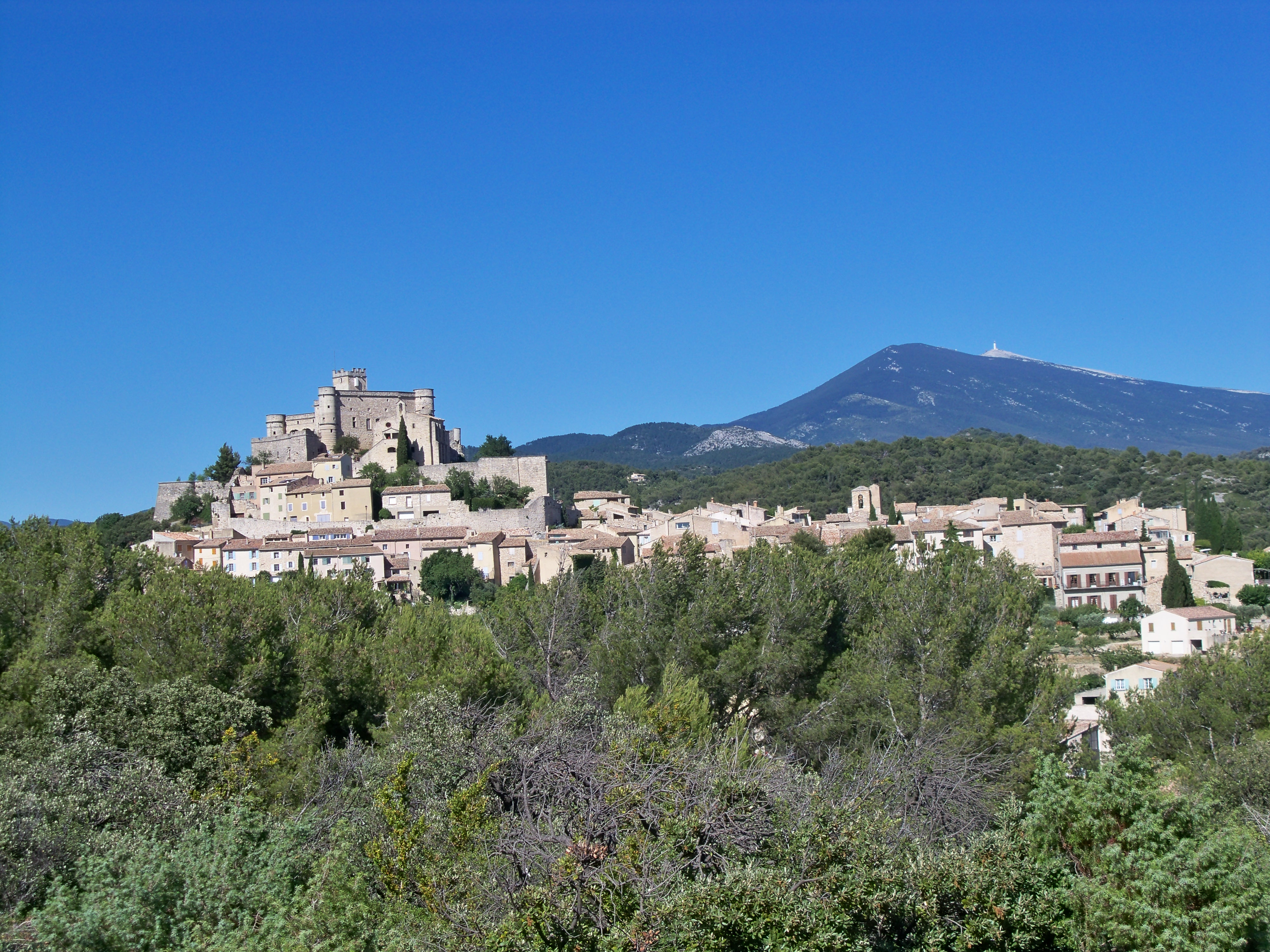
Blick auf Le Barroux mit dem Mont Ventoux im Hintergrund
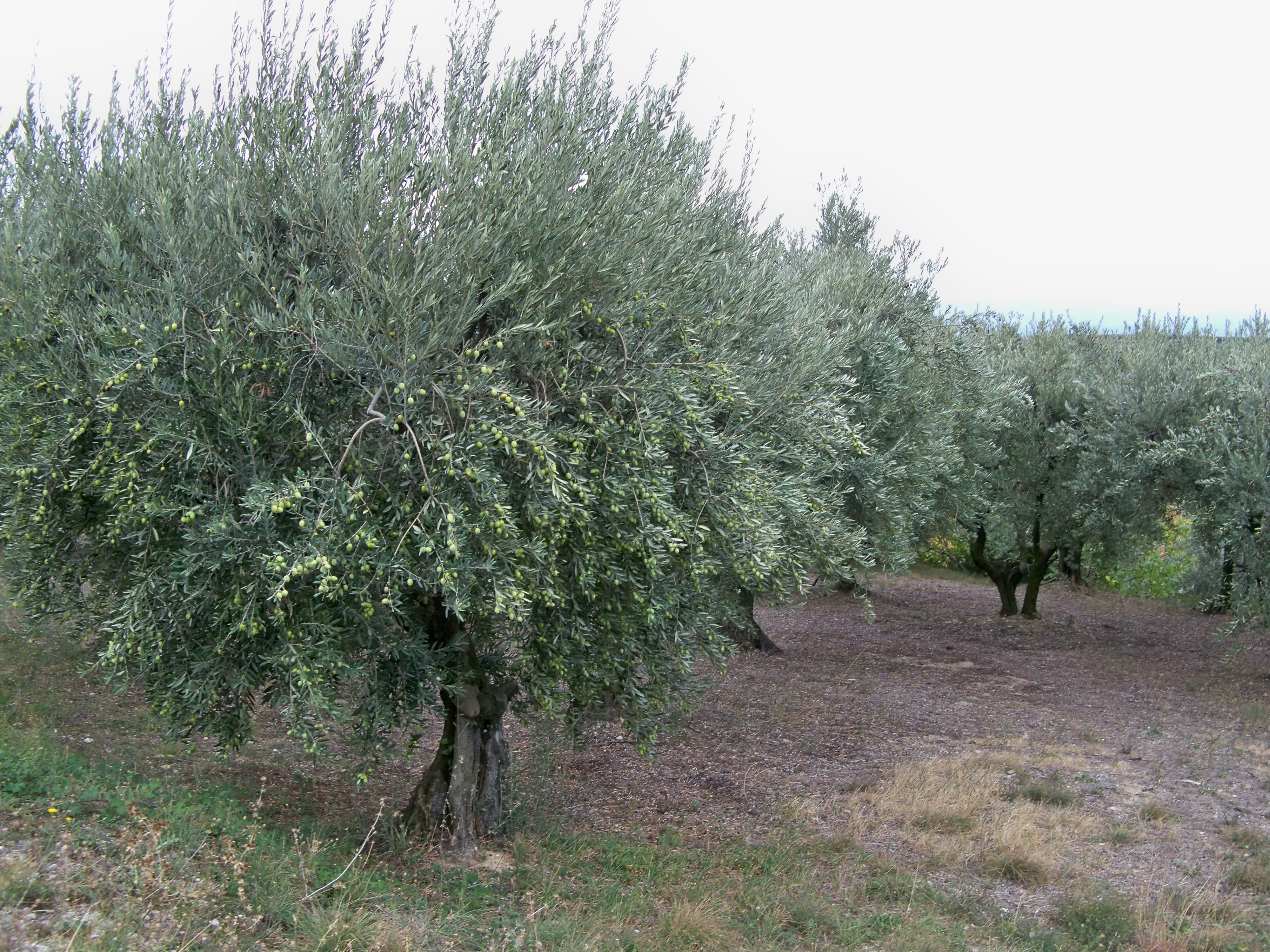
Olivenhain in Le Barroux
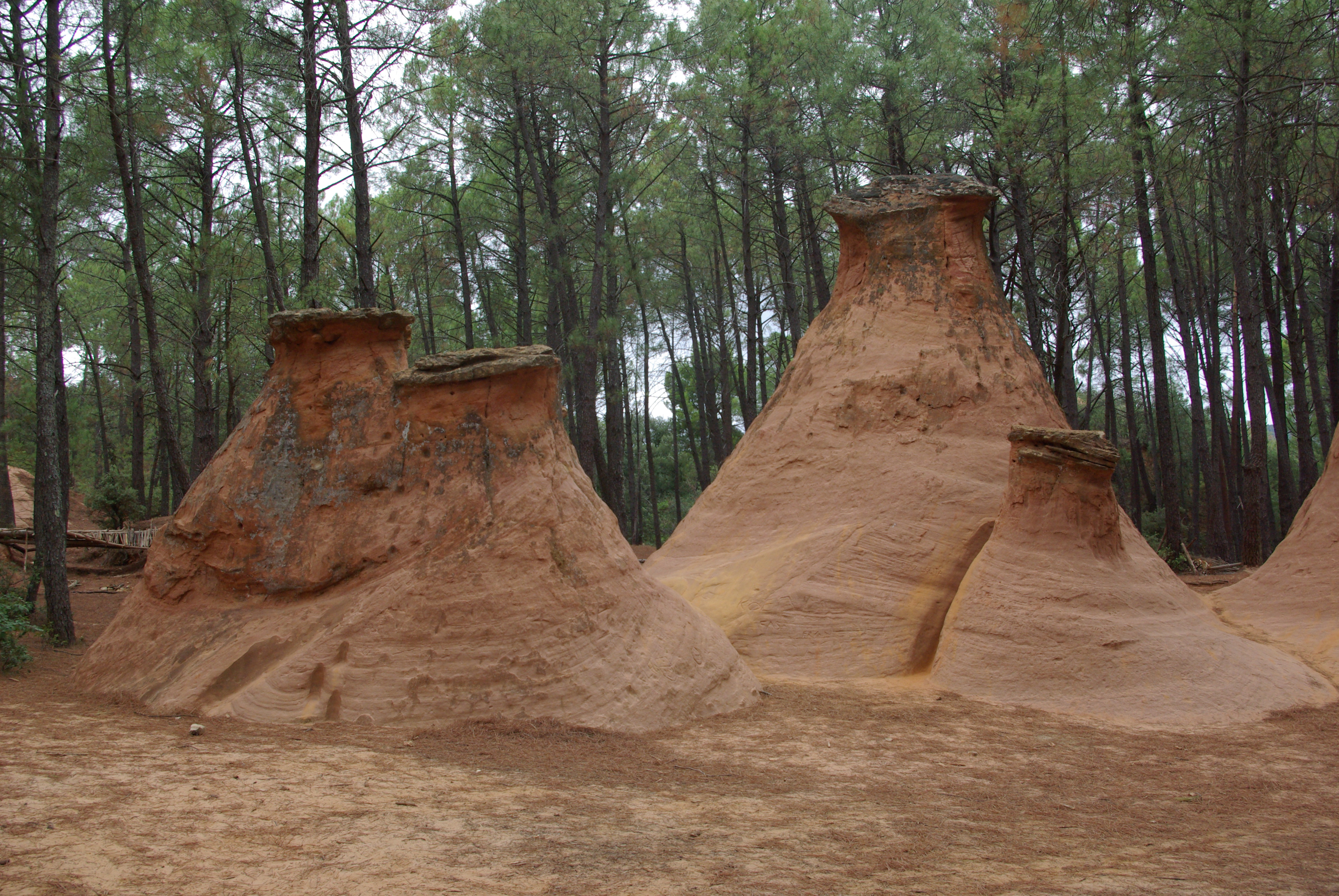
Erdpyramiden bei Bédoin, genannt Demoiselles Coiffées
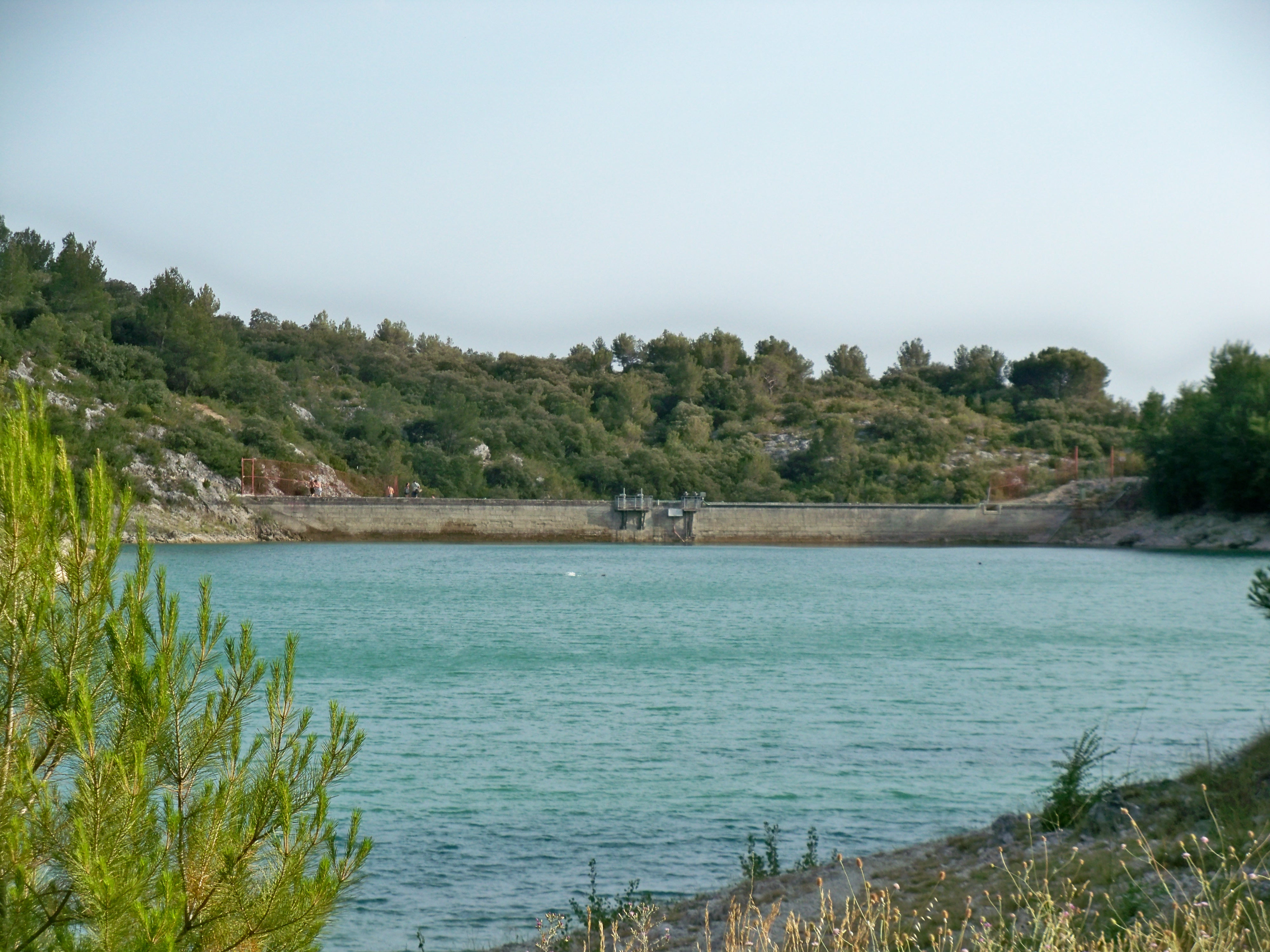
Der Stausee Lac du Paty bei Caromb
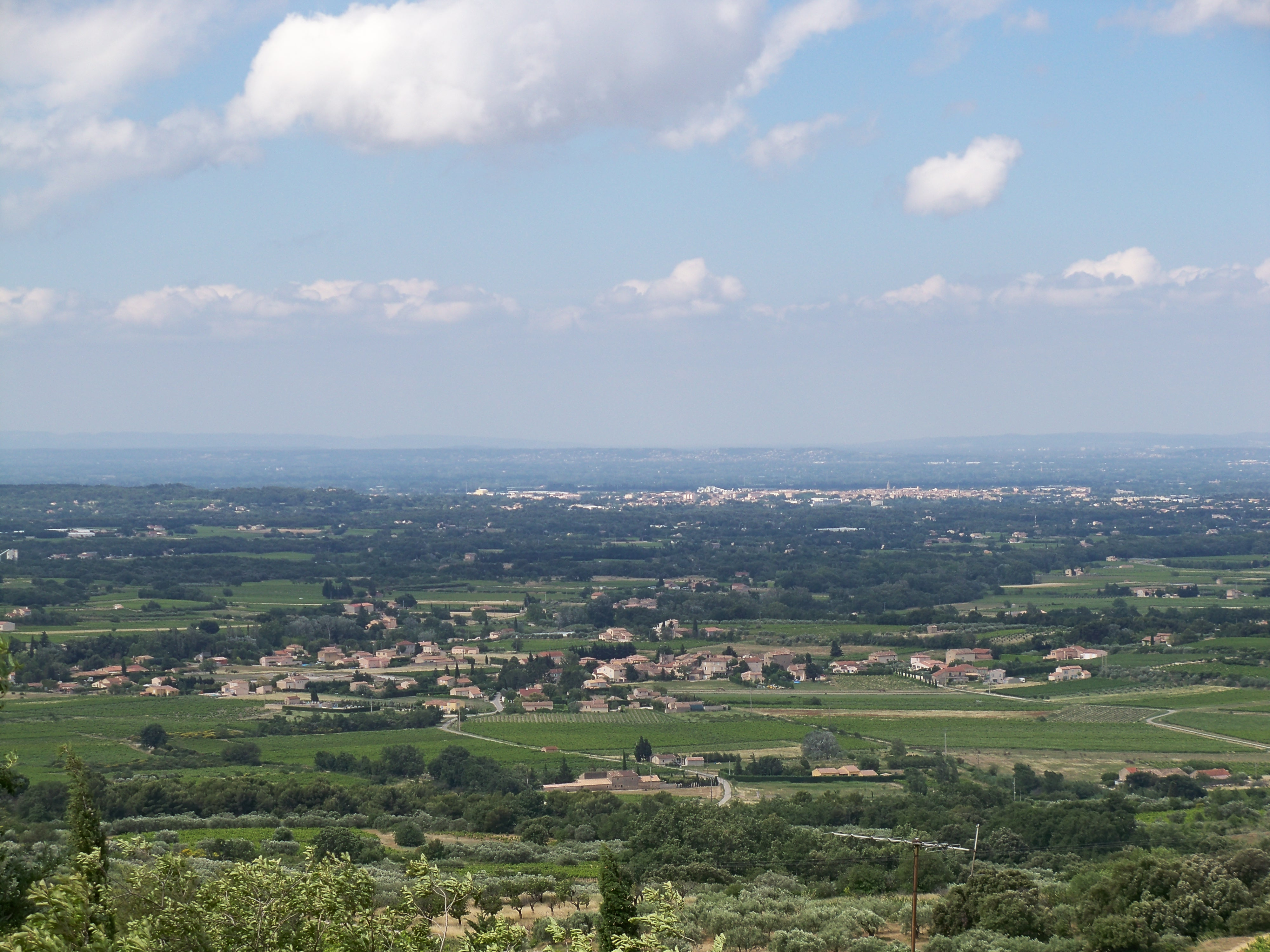
Blick von Crillon-le-Brave in die Ebene von Carpentras
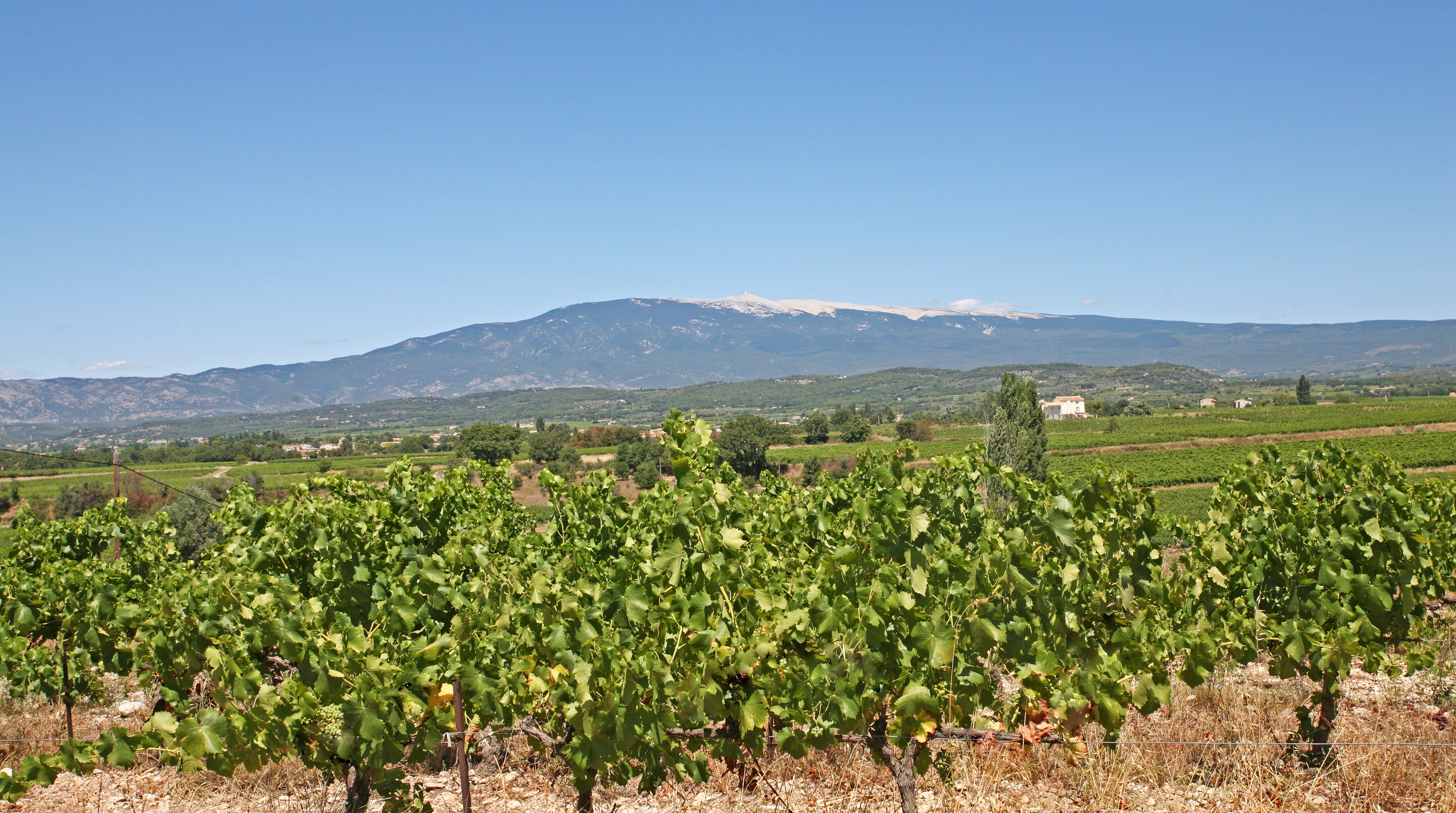
Weinreben bei Mazan
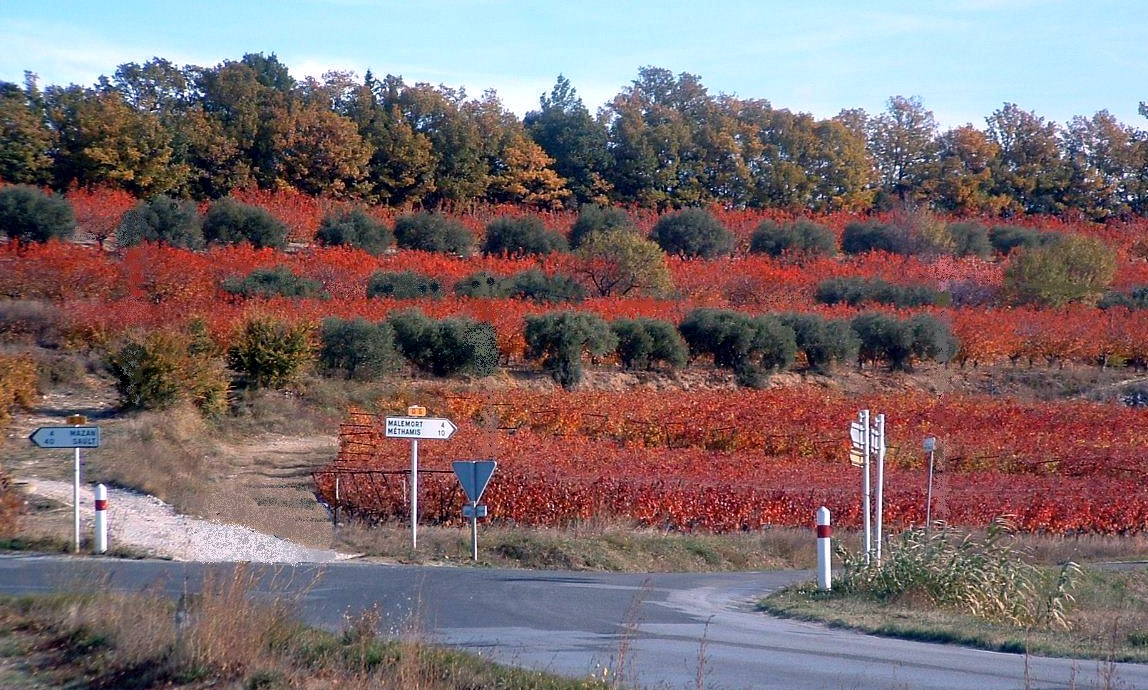
Hügellandschaft Garrigues bei Malemort-du-Comtat
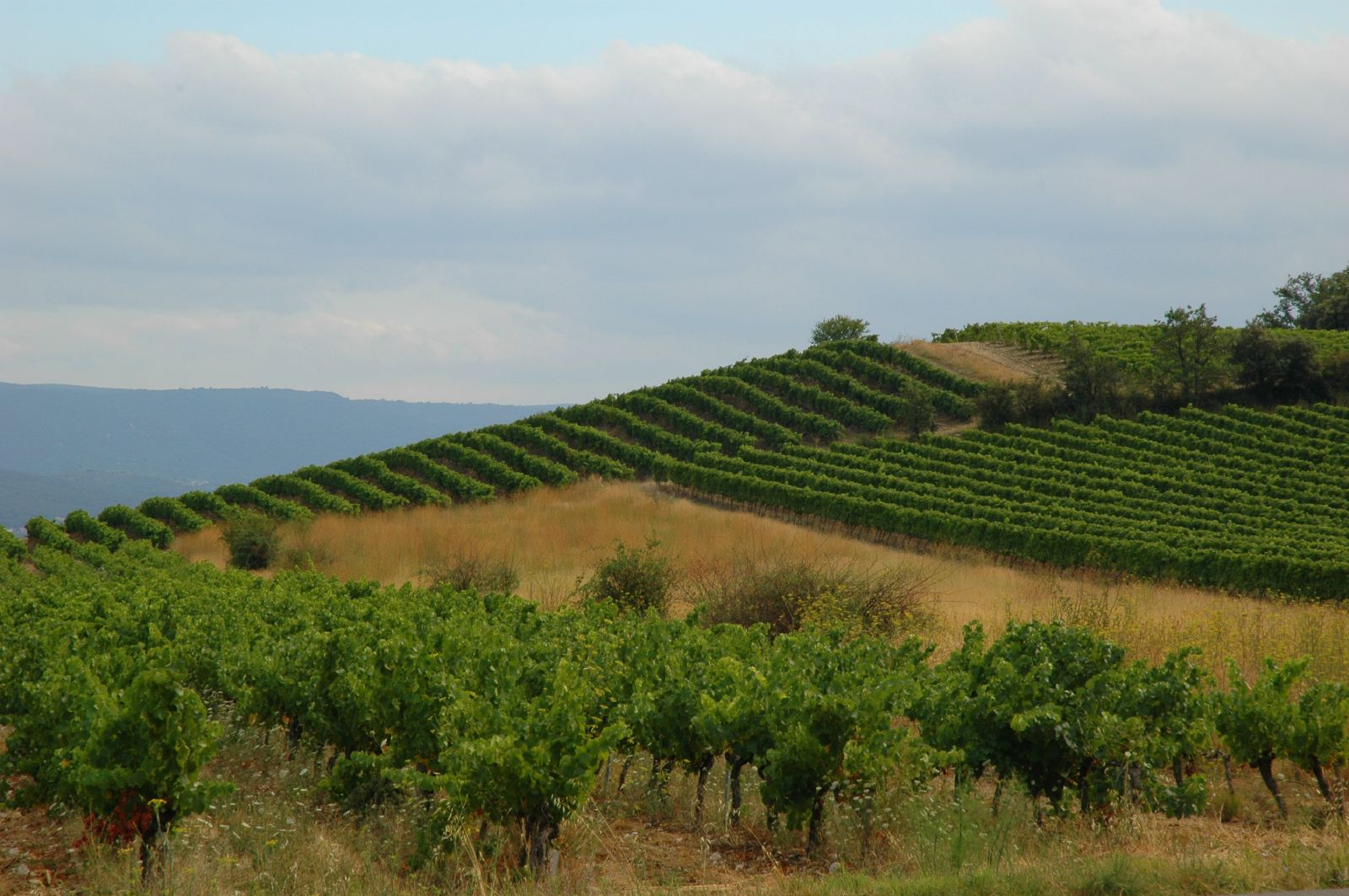
Weingärten bei Flassan
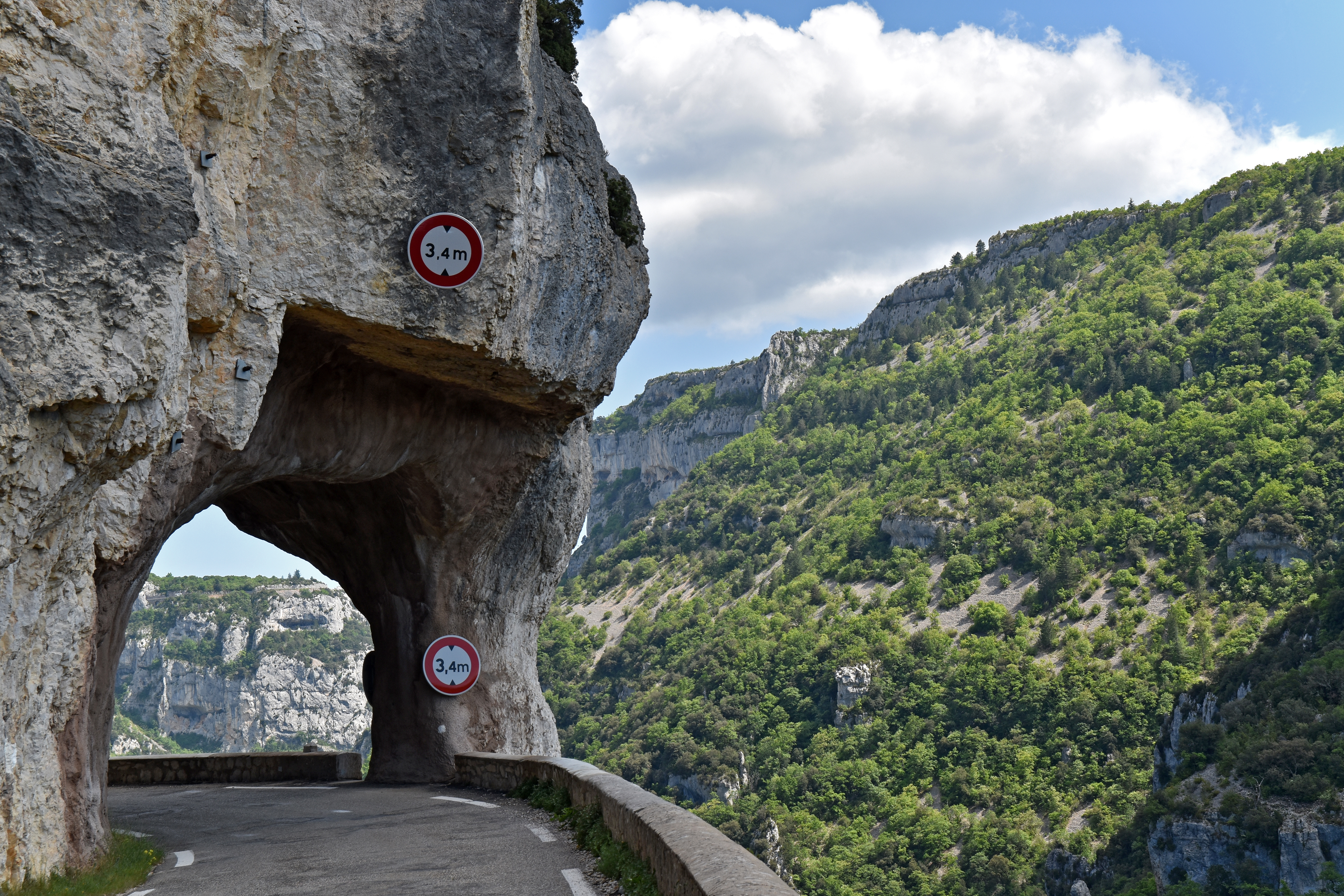
Die Nesque-Schlucht
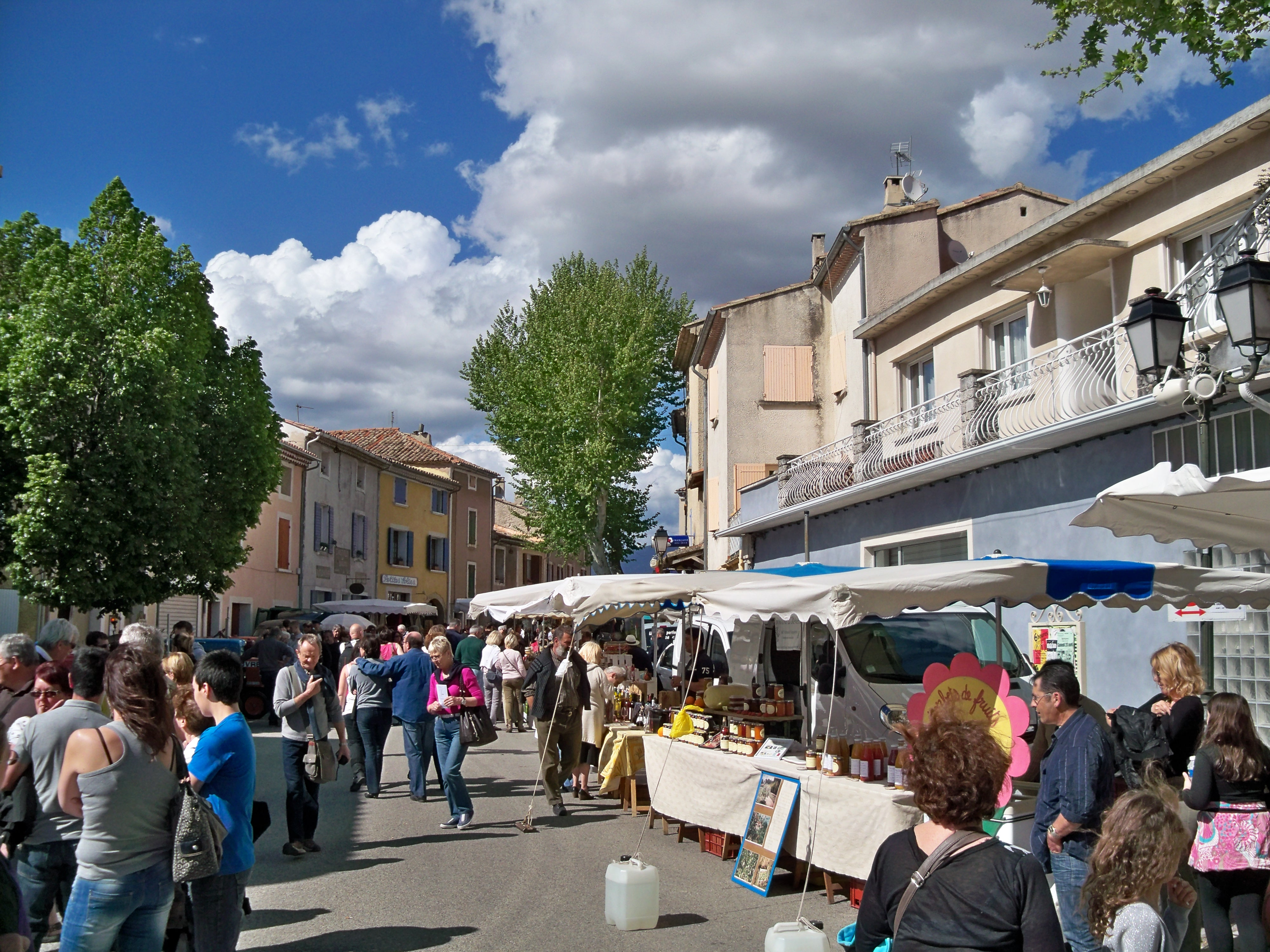
Markt in Mormoiron
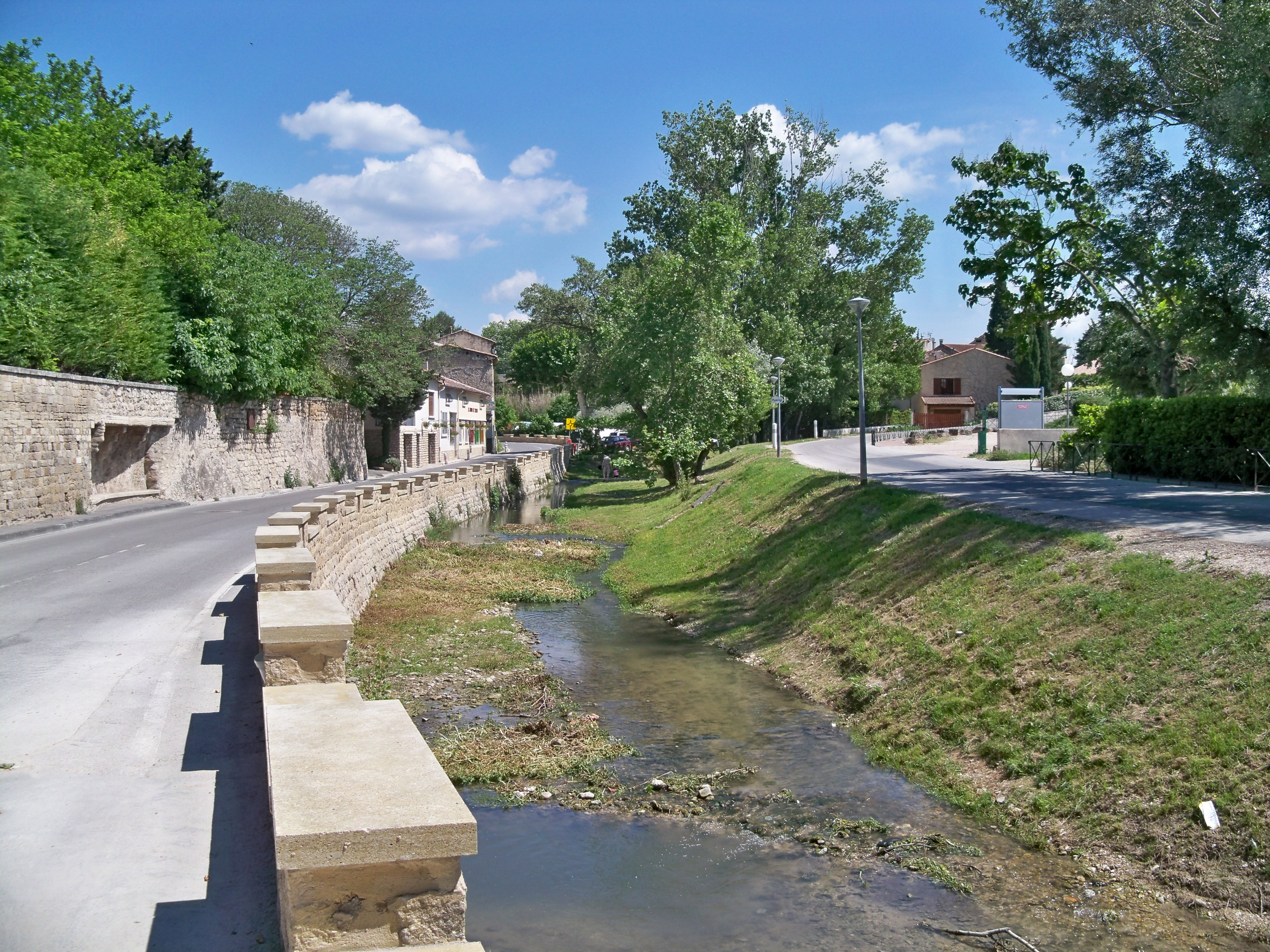
Der Fluss Auzon in Mazan
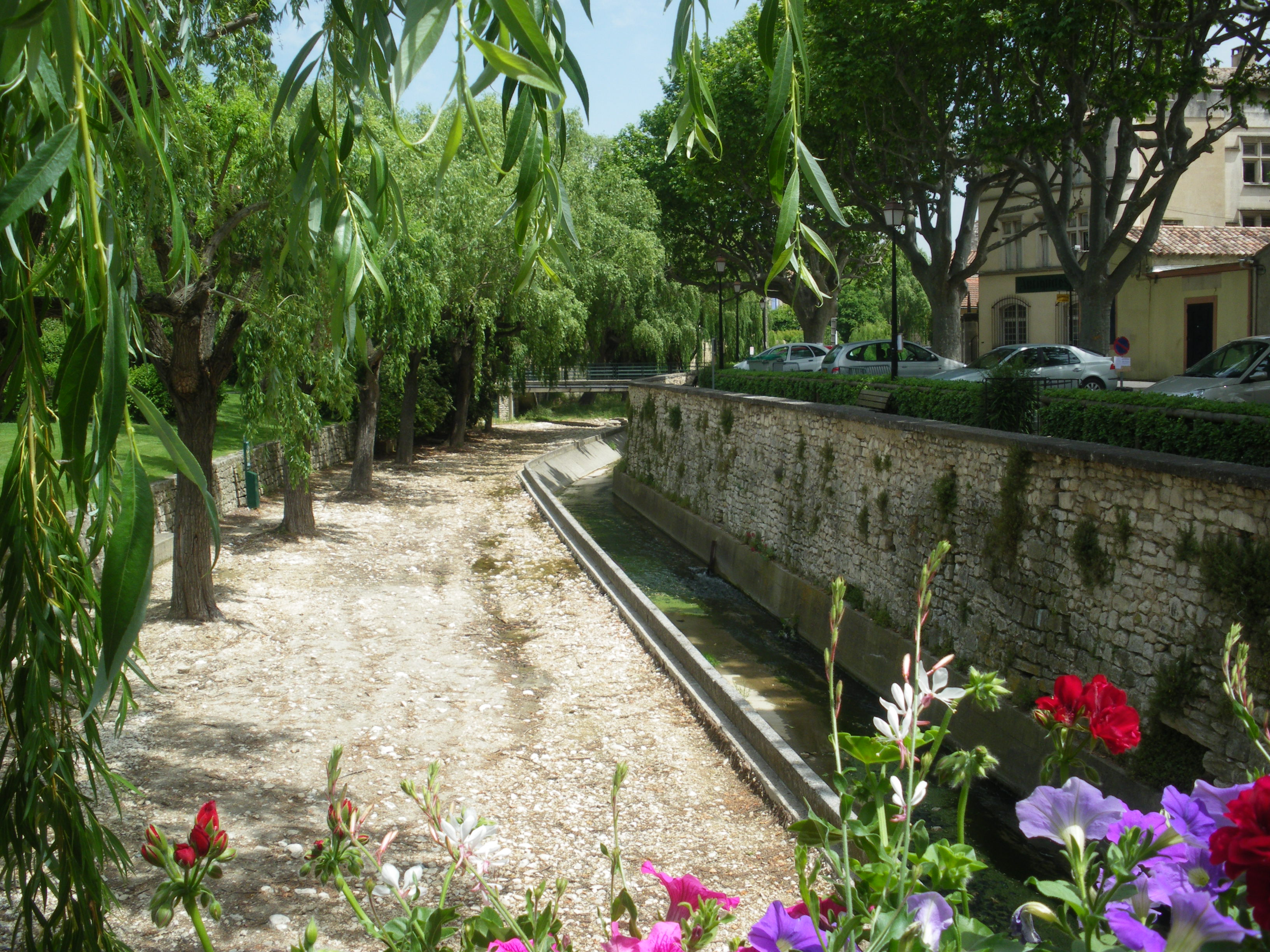
Der Fluss Nesque in Pernes-les-Fontaines
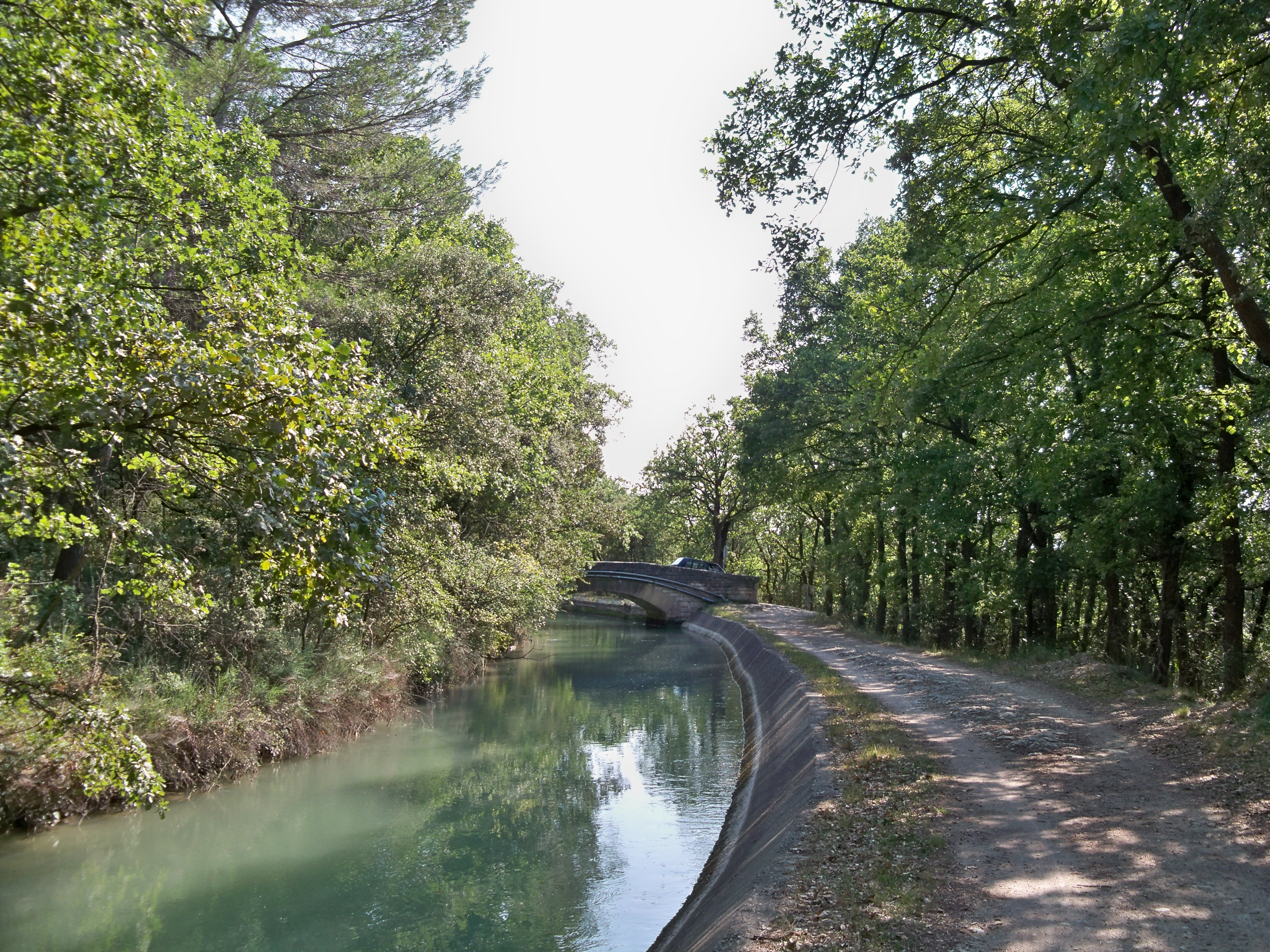
Canal de Carpentras bei Velleron
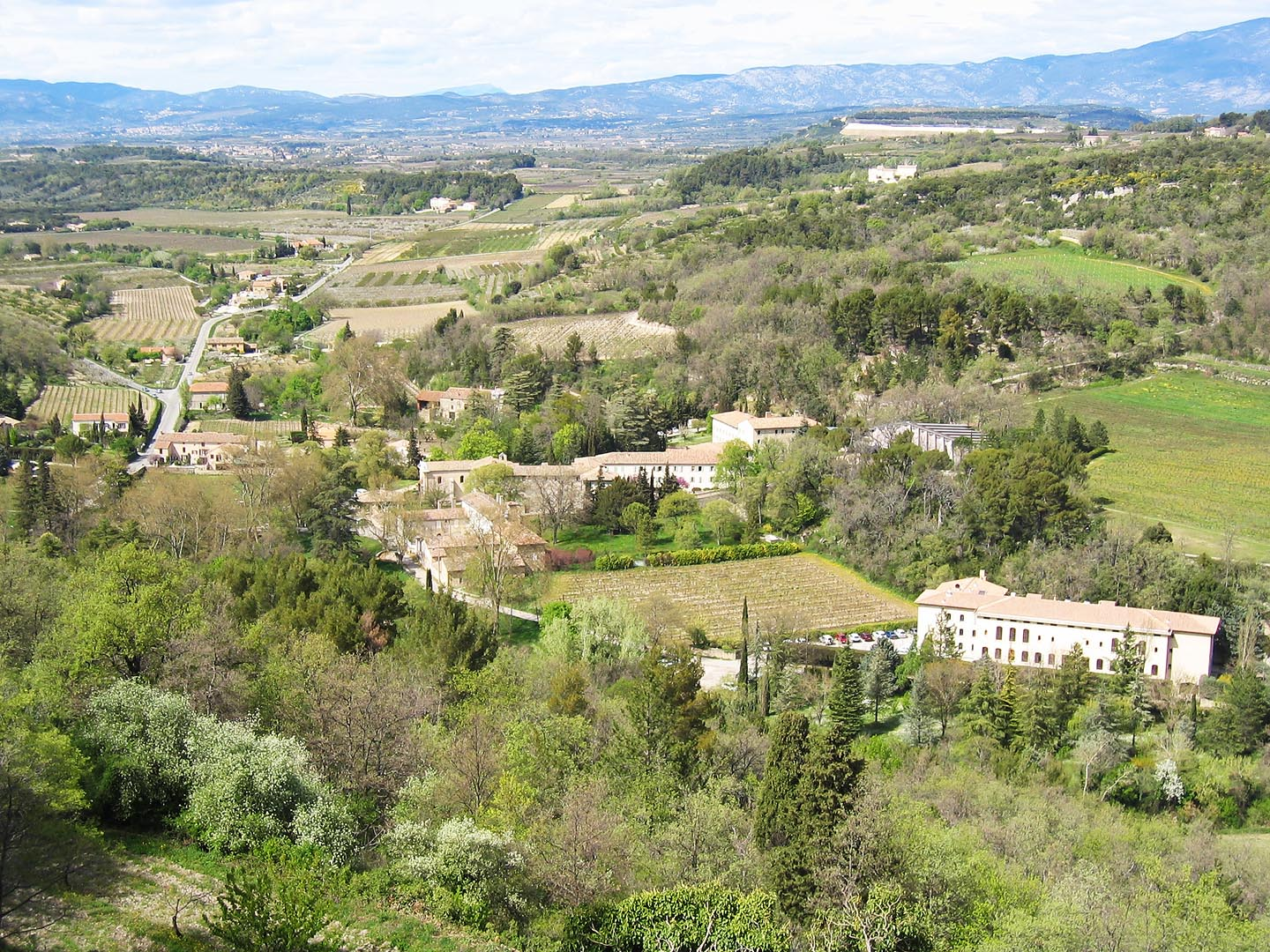
Blick in die Comtat-Ebene bei Venasque
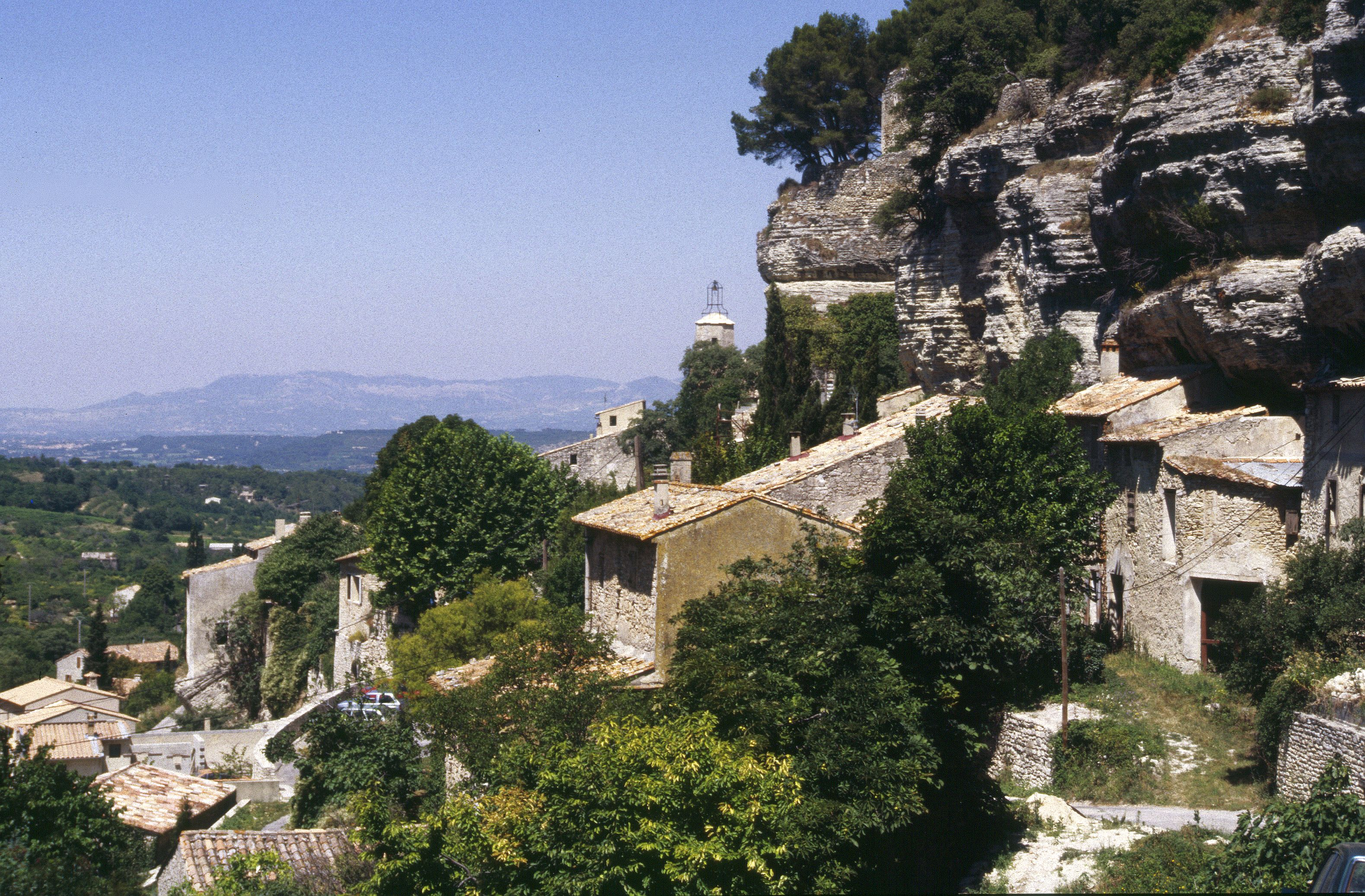
Le Beaucet an den Ausläufern der Monts Vaucluse, Blickrichtung Norden

### Sault-Plateau
im Osten des Naturparks gelegen, umrahmt von den bewaldeten Hängen des Mont Ventoux, dem Berg Albion und den Monts de Vaucluse, weist die Hochebene von Sault einen kargen Boden auf, auf dem seine Kalksteinbasis zum Vorschein kommt. Umfangreiche Kulturpflanzen, die an das geringe Vorhandensein von Wasser angepasst sind, wie zum Beispiel Lavendel, Getreide und Hülsenfrüchte, gedeihen auf den sanften Hügel des Plateaus. Aber auch Viehzucht ist ein wesentlicher Bestandteil der dortigen Landwirtschaft. Die offenen Landschaften sind mit vielen Wäldern durchsetzt. Das Tal bei Sault, in dessen Mitte sich der Fluss Nesque windet, bietet eine abwechslungsreichere Vegetation, wo viele Hecken und Feuchtwiesen den Auwald dieses Baches begleiten. Kalkstein ist in vielen Aufschlüssen an der Oberfläche vorhanden und dient als weit verbreitetes Baumaterial. Das Gebiet ist nur gering besiedelt.

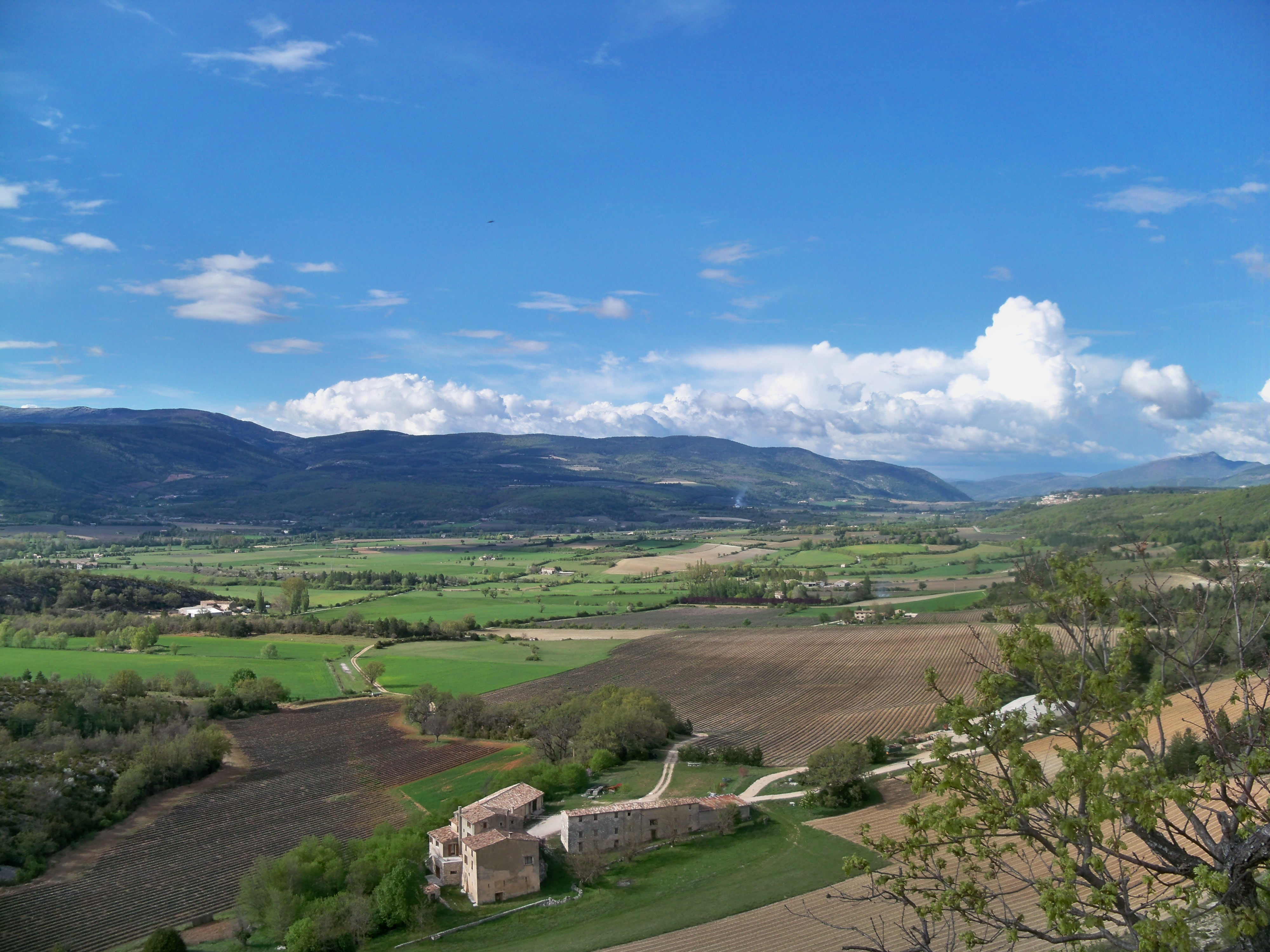
Die Landschaft um Sault
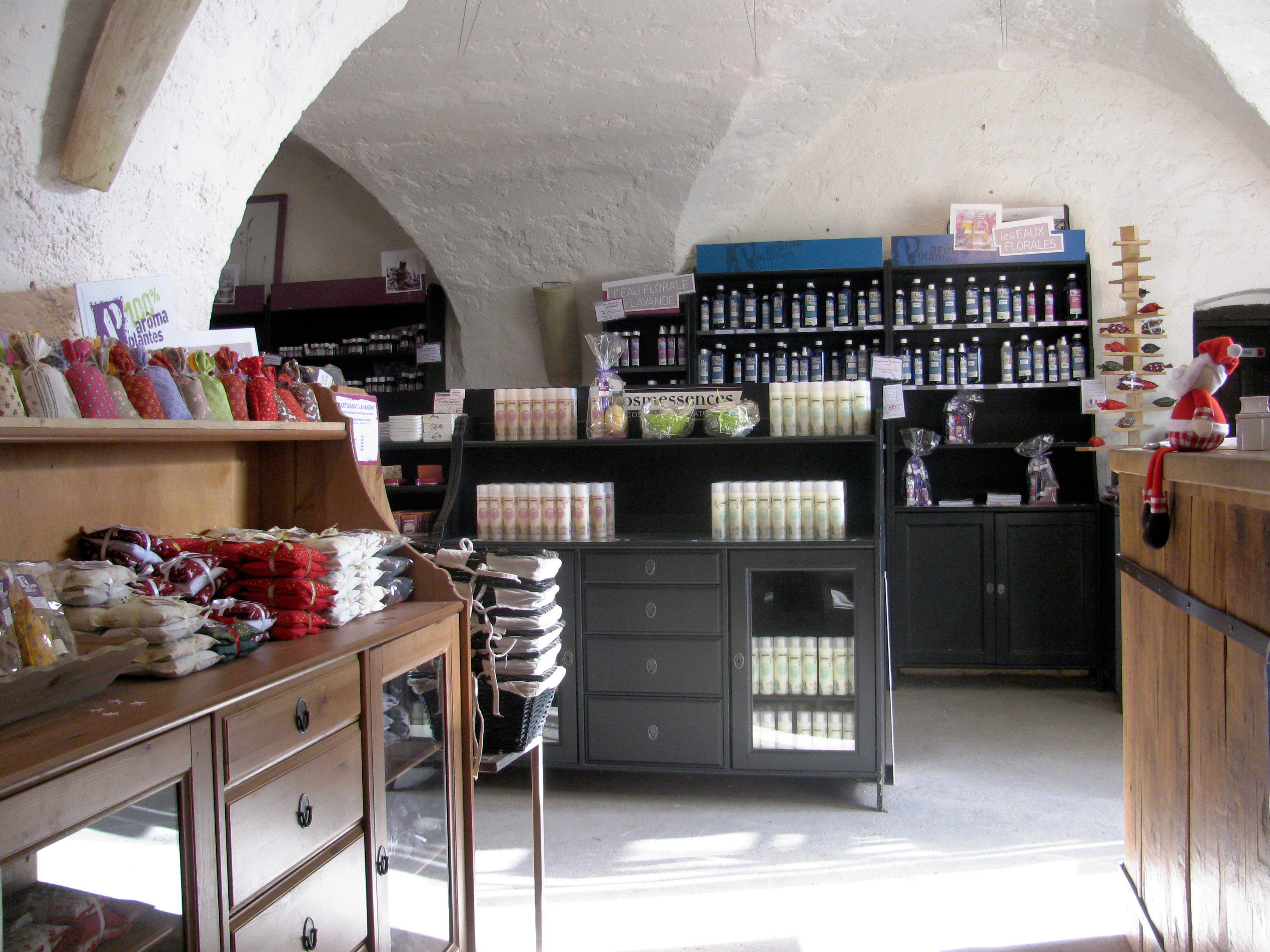
Aroma-Boutique in Sault
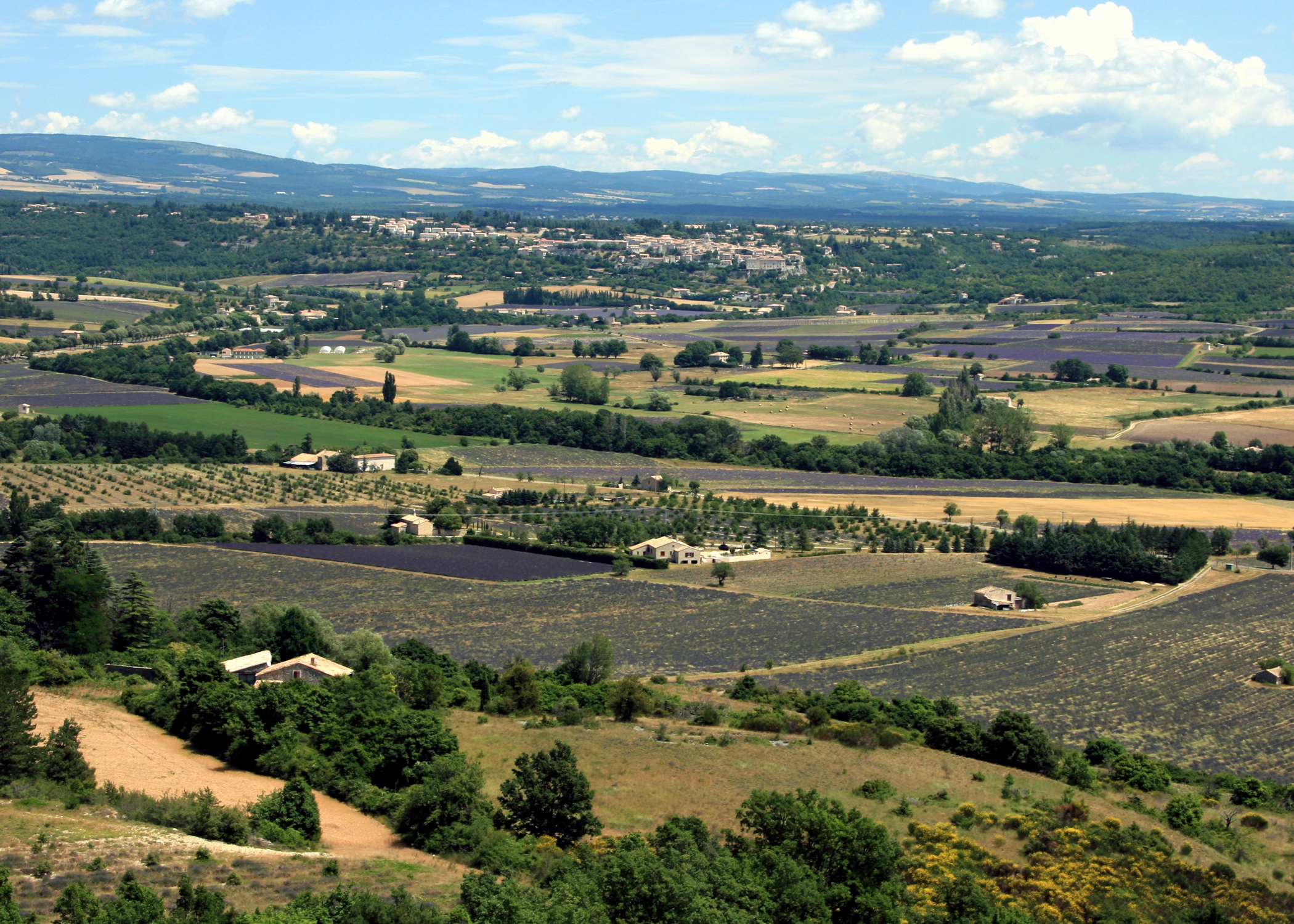
Blick auf Sault
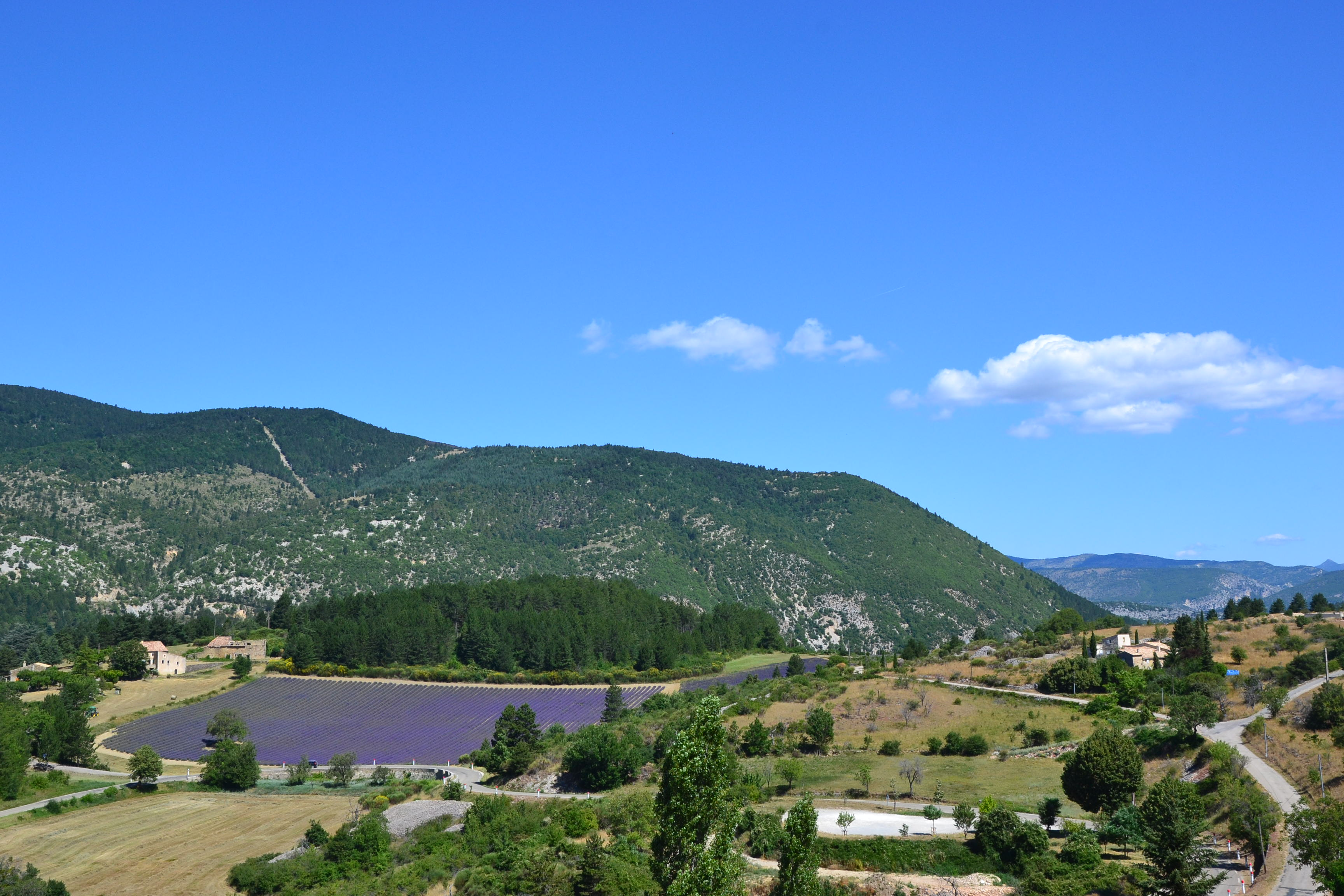
Landschaft bei Aurel
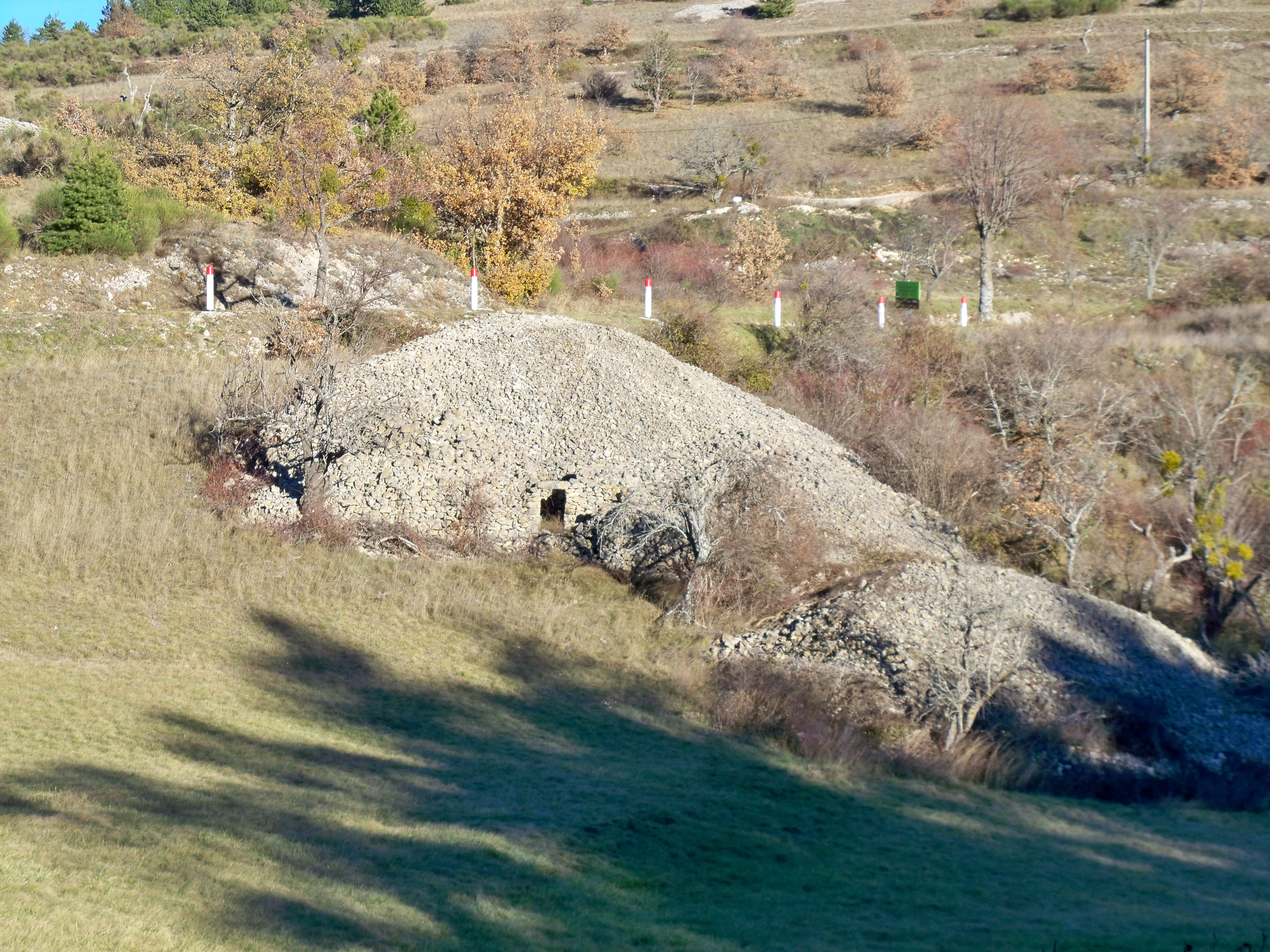
Steinhütten bei Aurel
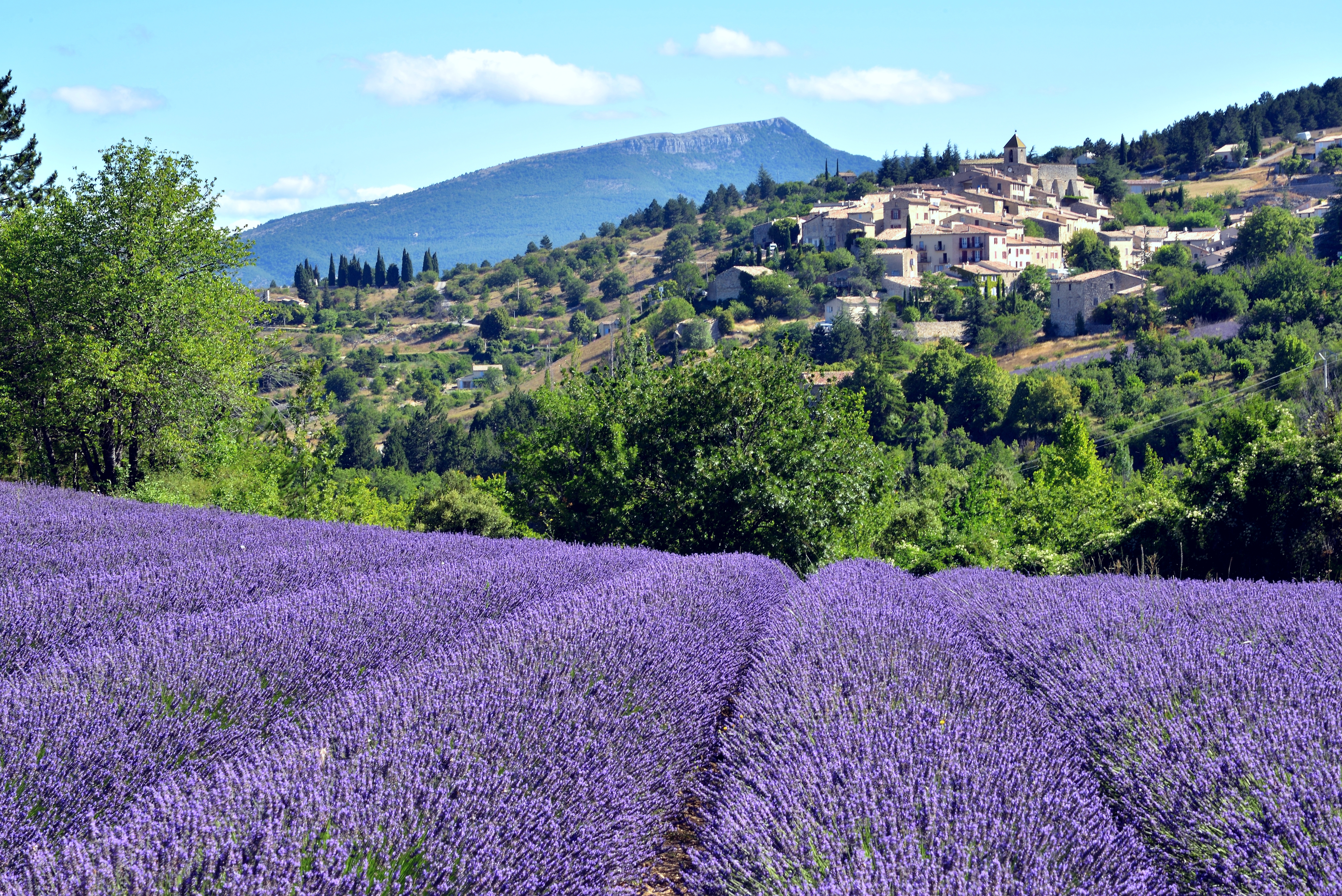
Lavendelfeld, im Hintergrund Aurel
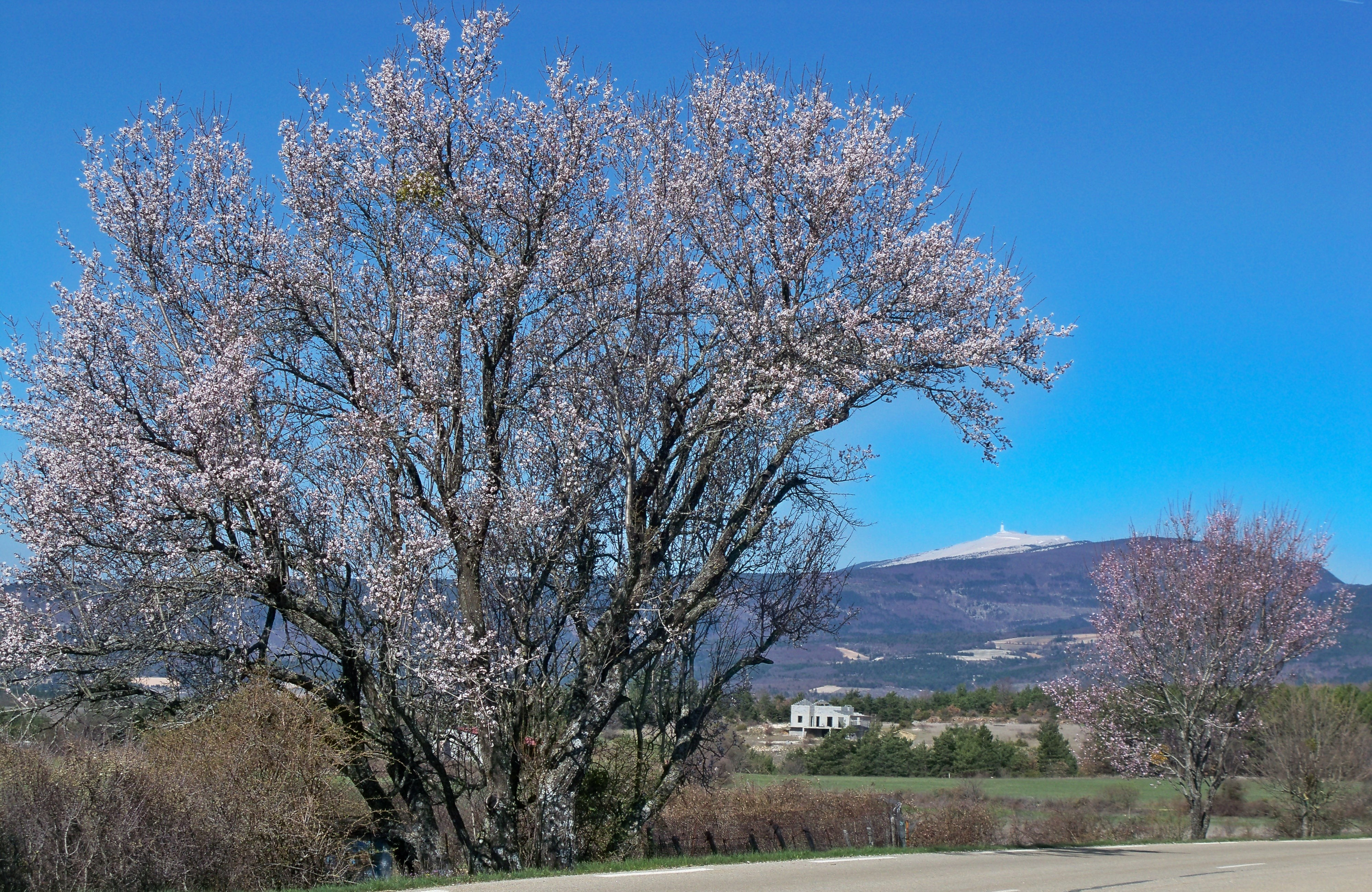
Blick von Saint-Trinit auf den Mont Ventoux
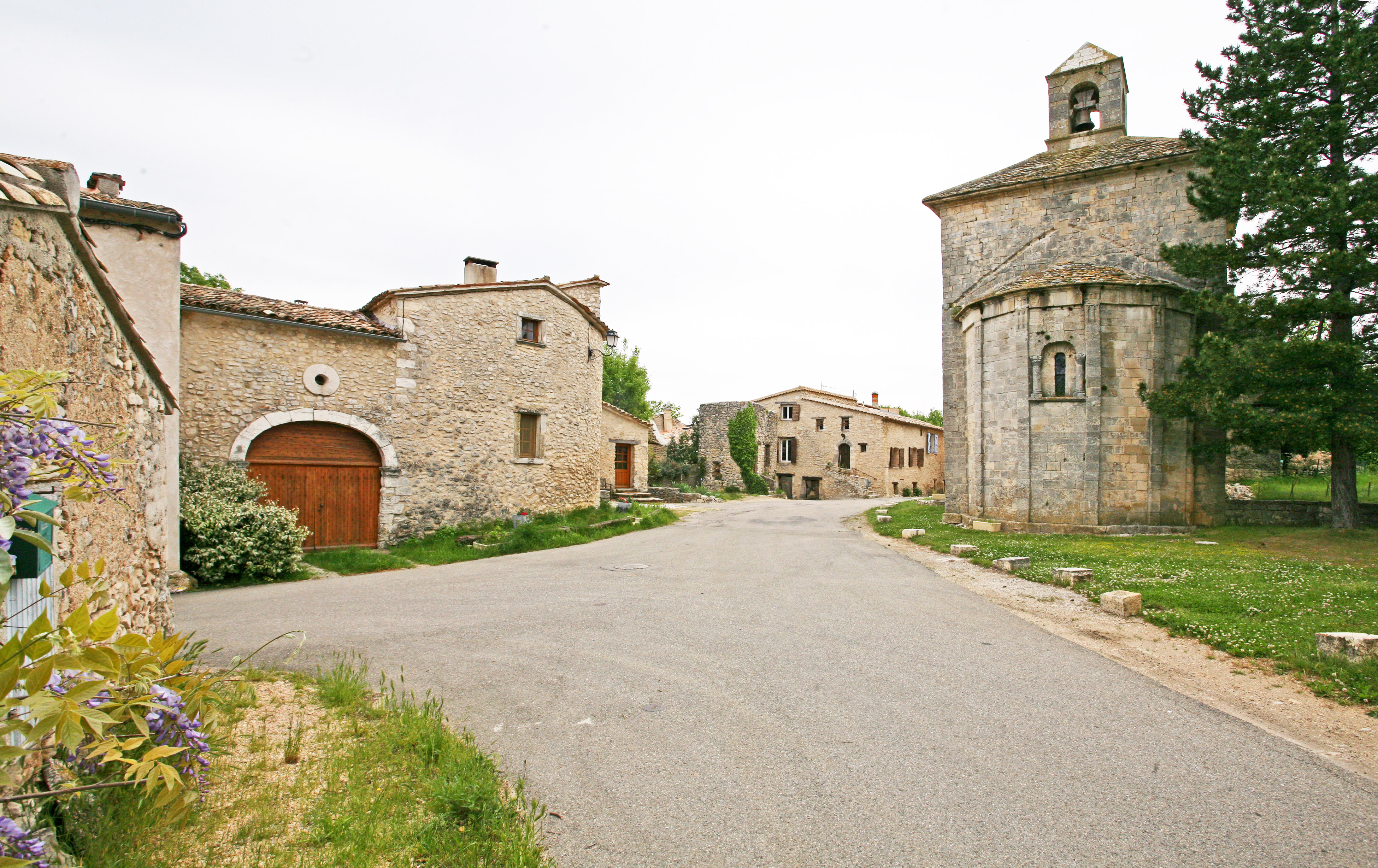
Das Ortszentrum von Saint-Trinit
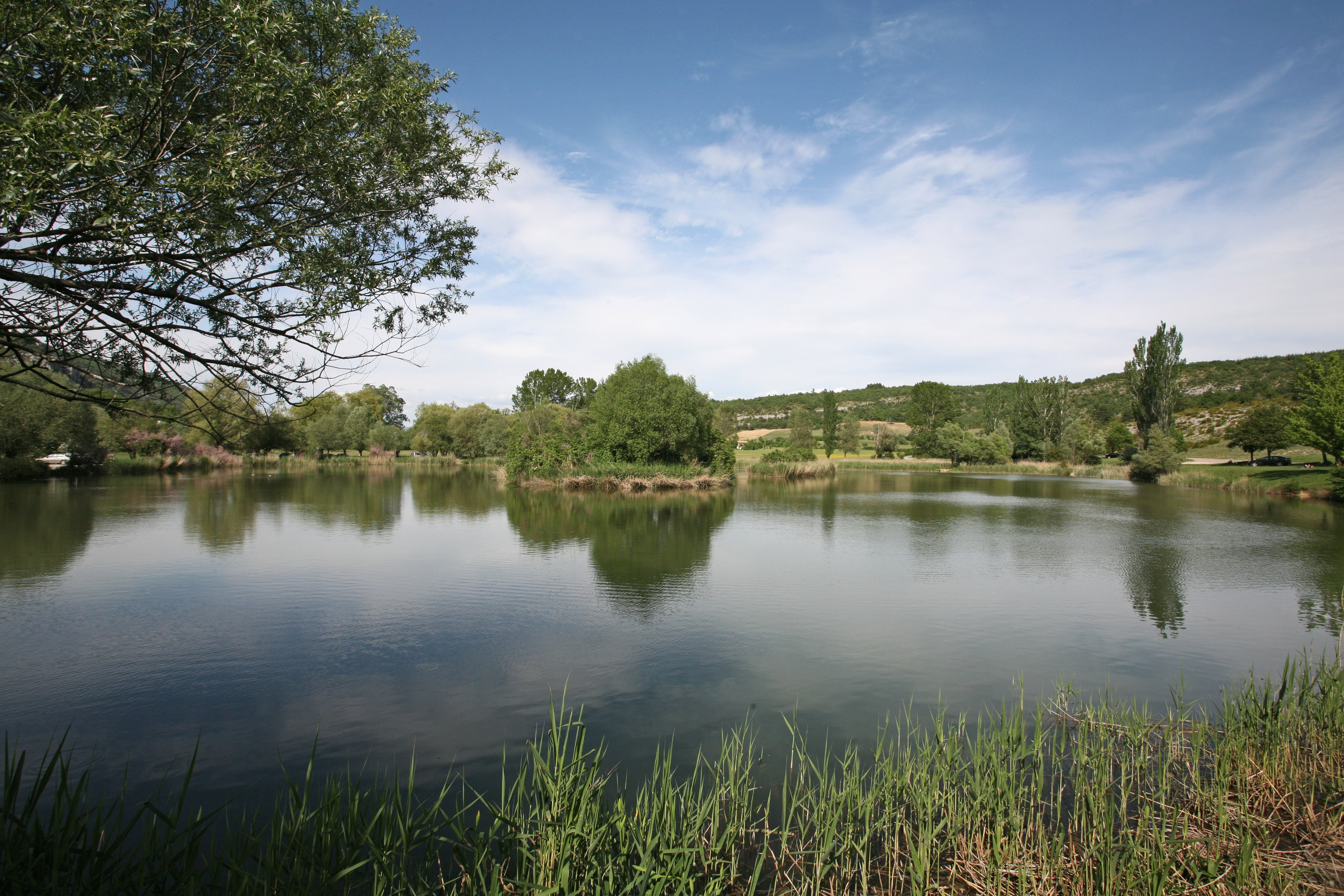
Stausee der Nesque bei Monieux
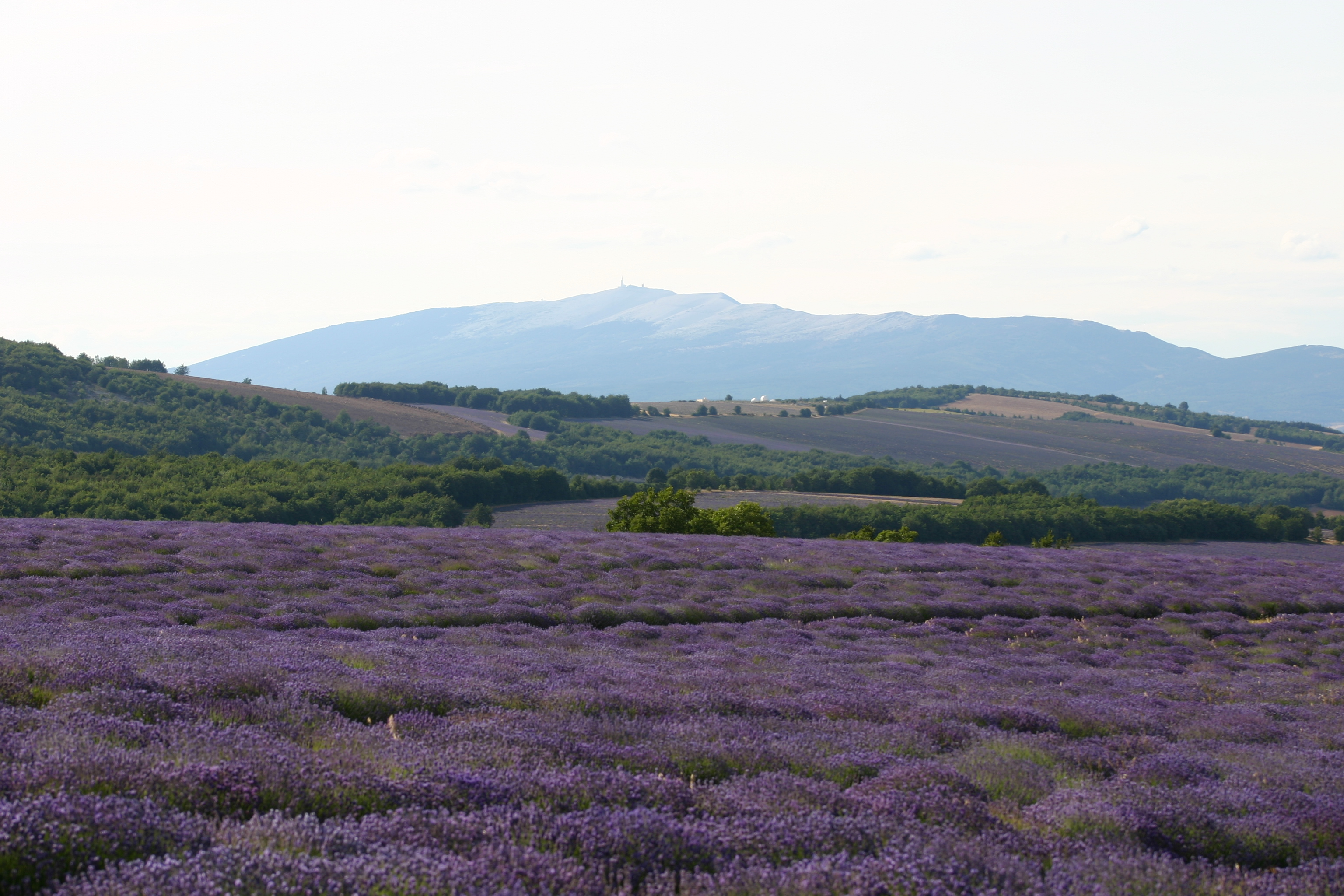
Lavendelfelder vor auf dem Mont Ventoux bei Saint-Christol

### Toulourenc-Tal
Der Toulourenc-Fluss, der zwischen dem Baronnies-Massiv und der Nordwand des Mont Ventoux verläuft, trägt alle Attribute eines Gebirgsbachs, wie eine Niedrigwasserperiode im Sommer und turbulente Wasserführungen in den Übergangszeiten, wobei große Felsbrocken verfrachtet werden können. Dieses tiefe Tal ist sehr dünn besiedelt und nur wenige Dörfer und Weiler folgen seinem Verlauf. Sie haben nur sehr wenig Erweiterungen erfahren und so weitgehend ihr historisches Aussehen bewahrt. Am Südhang der Montagne de Bluye wachsen viele Steineichen und die gegenüberliegende Nordwand des Mont Ventoux wird von vielen Geröllfeldern bedeckt. Auf einigen ebenen Flächen in den Talsohlen wird noch Landwirtschaft betrieben. Viehzucht, Getreide- und in geringerem Maße Gartenbau begleiten die Umgebung des Auwaldes. Mit dem Rückgang der landwirtschaftlichen Nutzung werden verstärkt Waldflächen kultiviert. Auch der Tourismus hat einen gewissen Einfluss auf die Entwicklung dieser Landschaft, besonders die Schluchten des Toulourenc, einer der wenigen Wasserzugänge rund um den Mont Ventoux, werden von Sommerfrischlern gerne besucht.

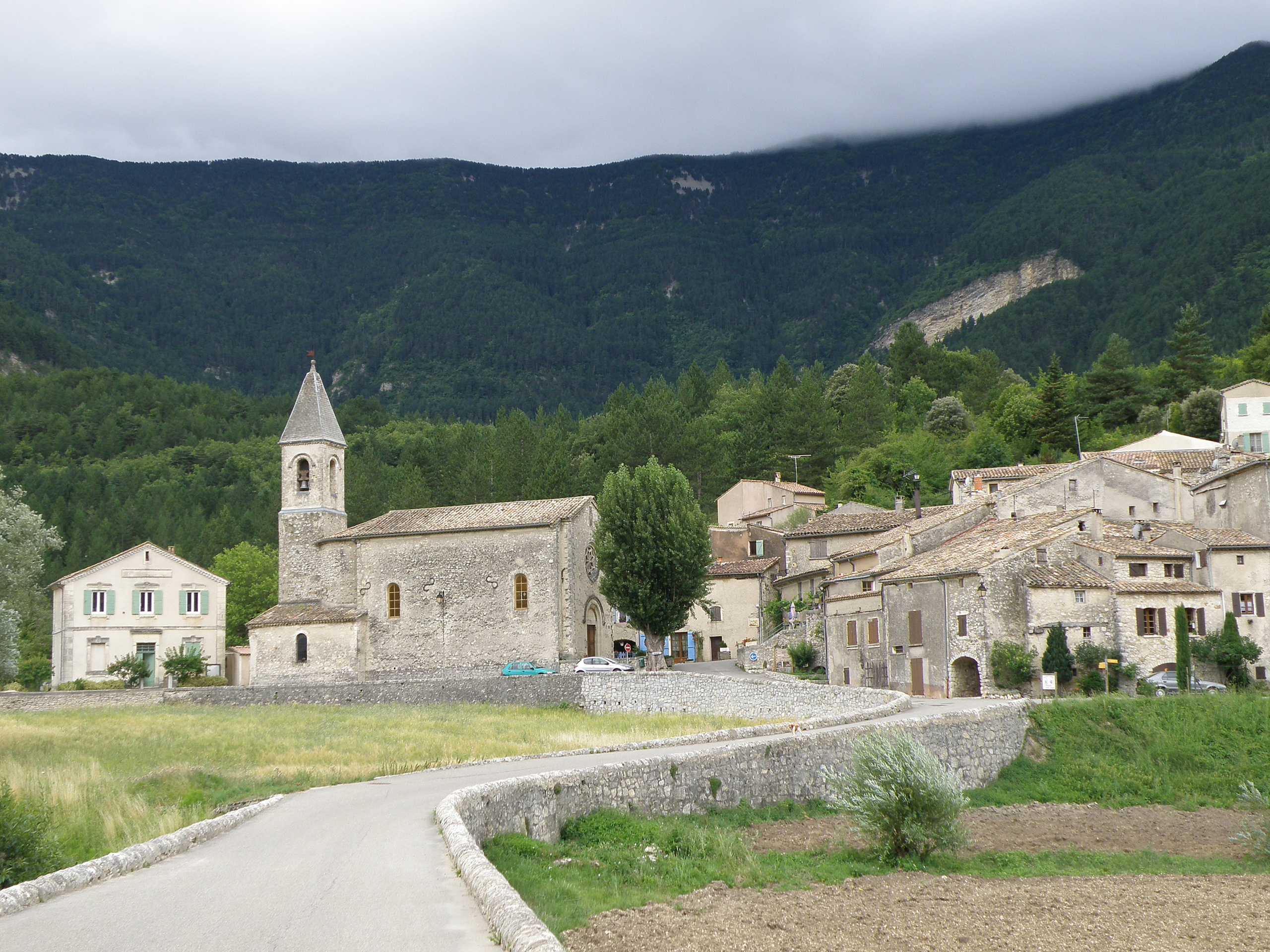
Blick auf Savoillan
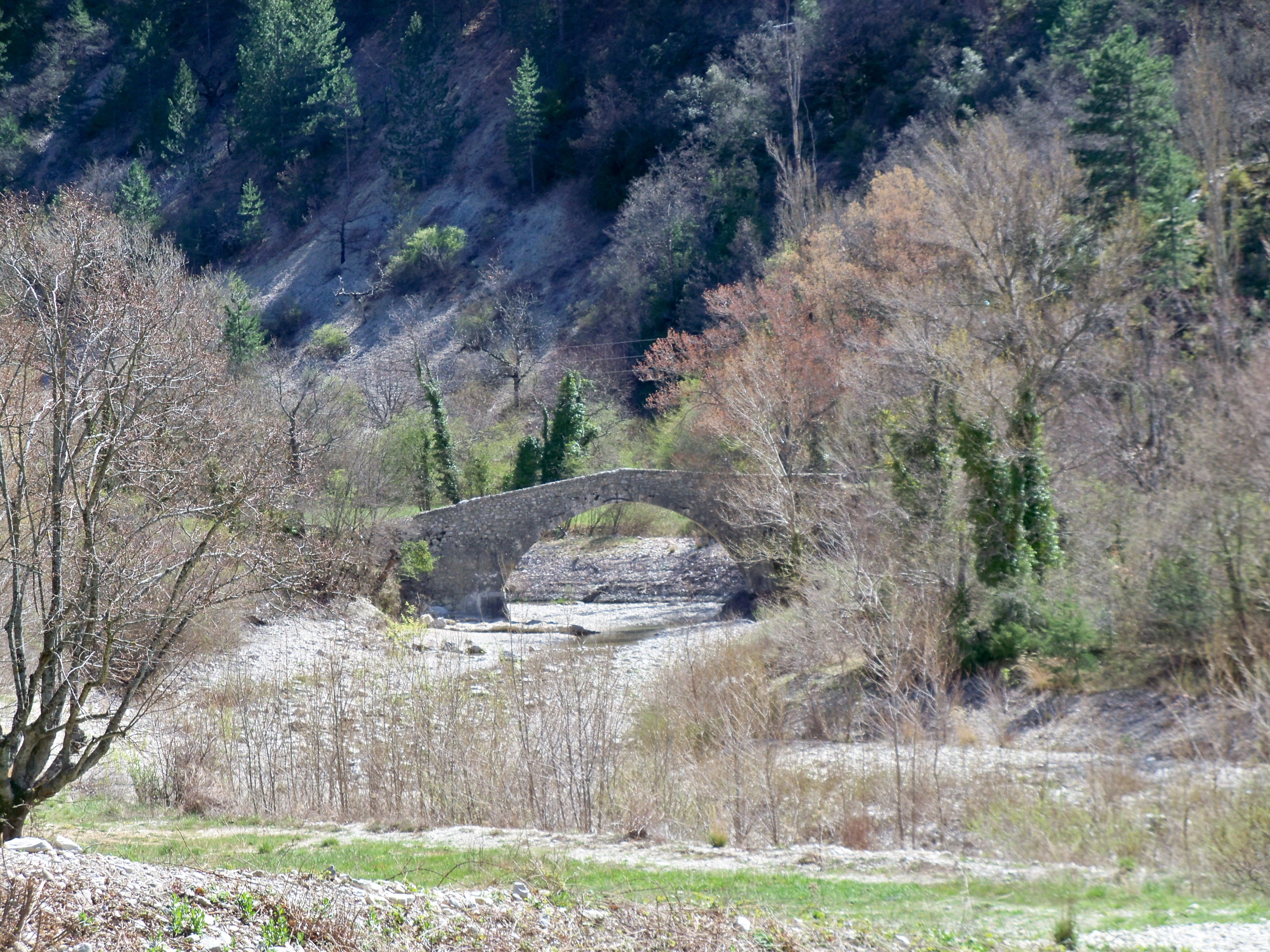
Brücke über den Toulourenc bei Brantes
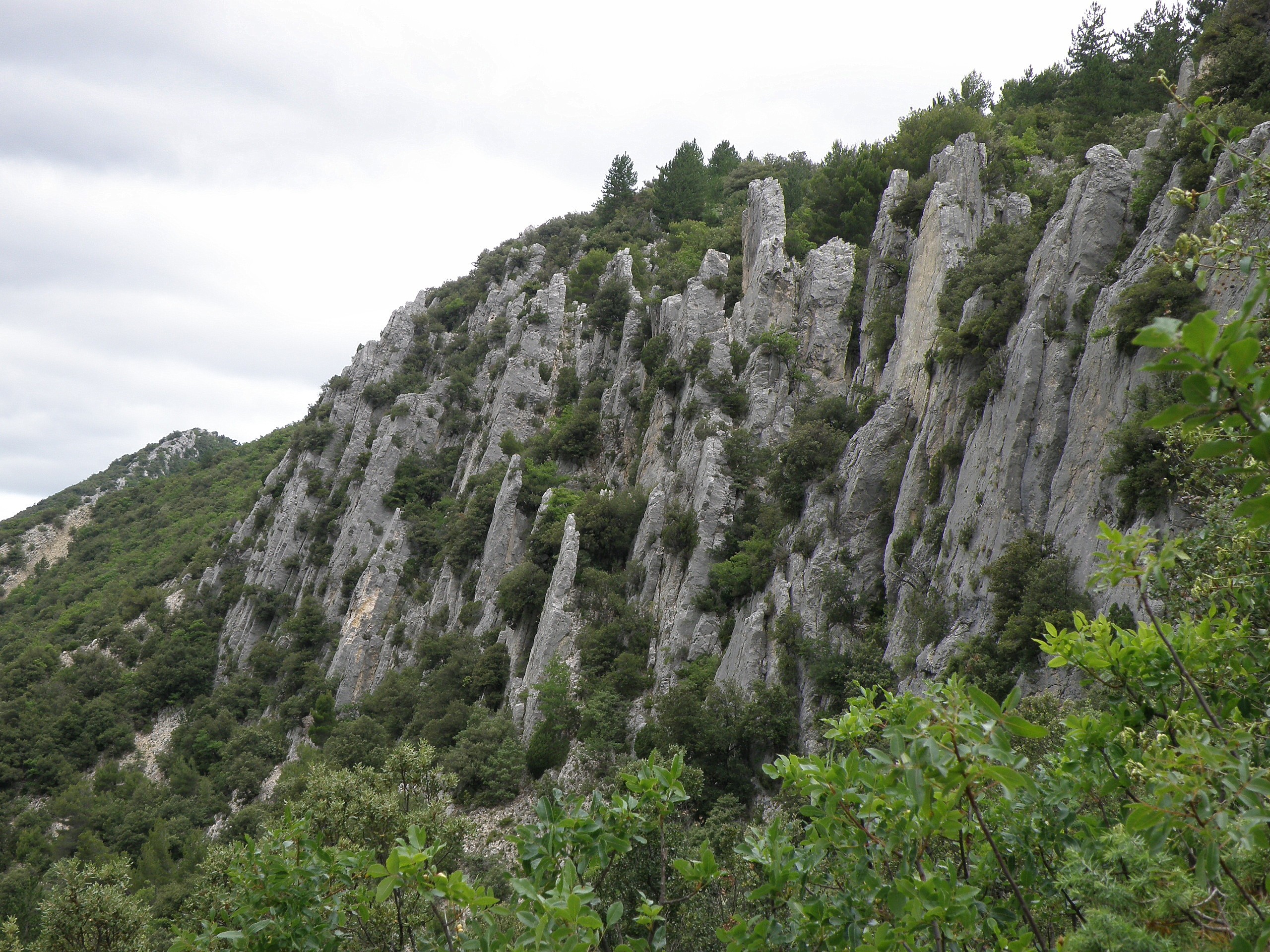
Felsformationen bei Brantes
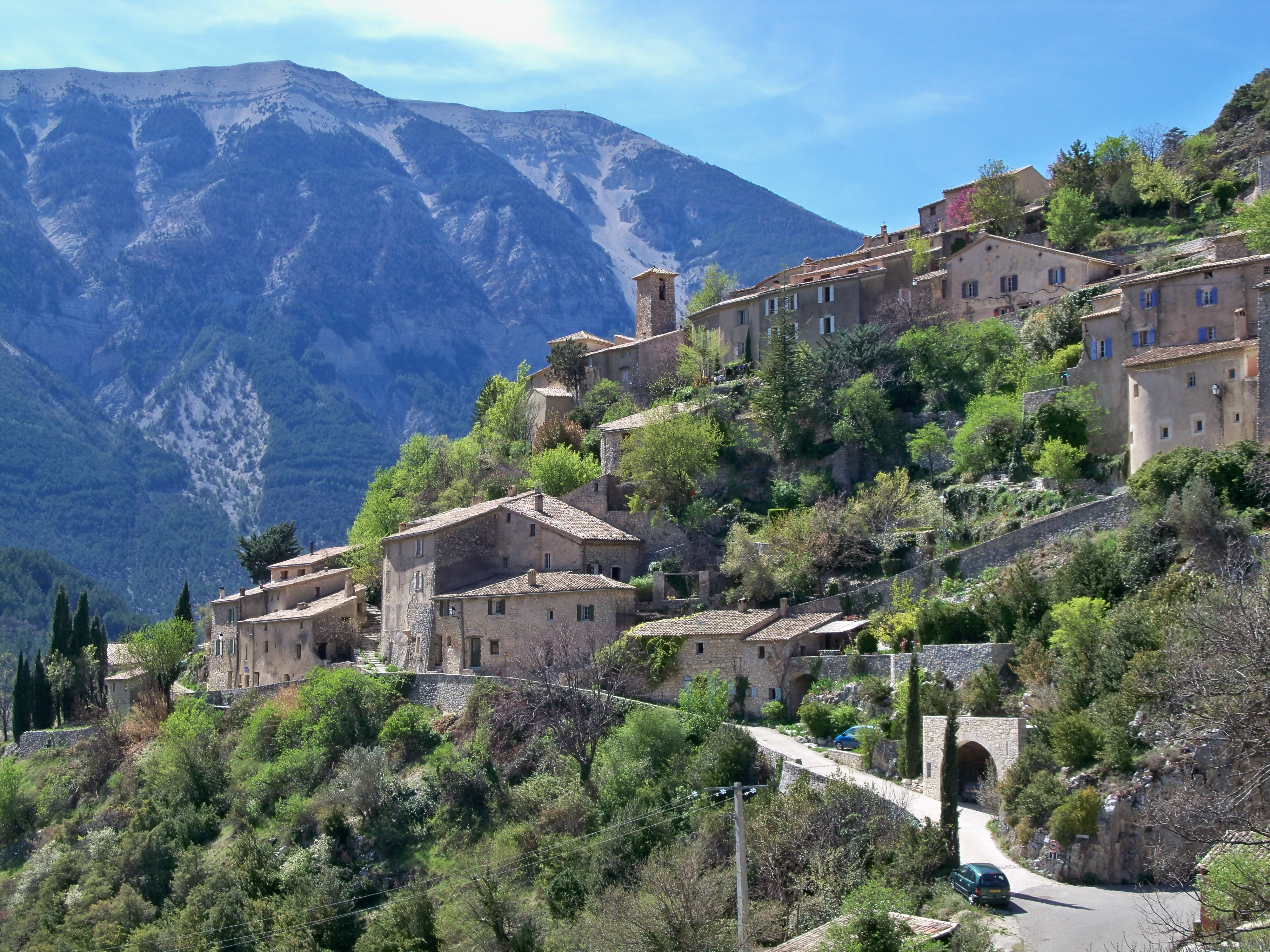
Blick auf Brantes
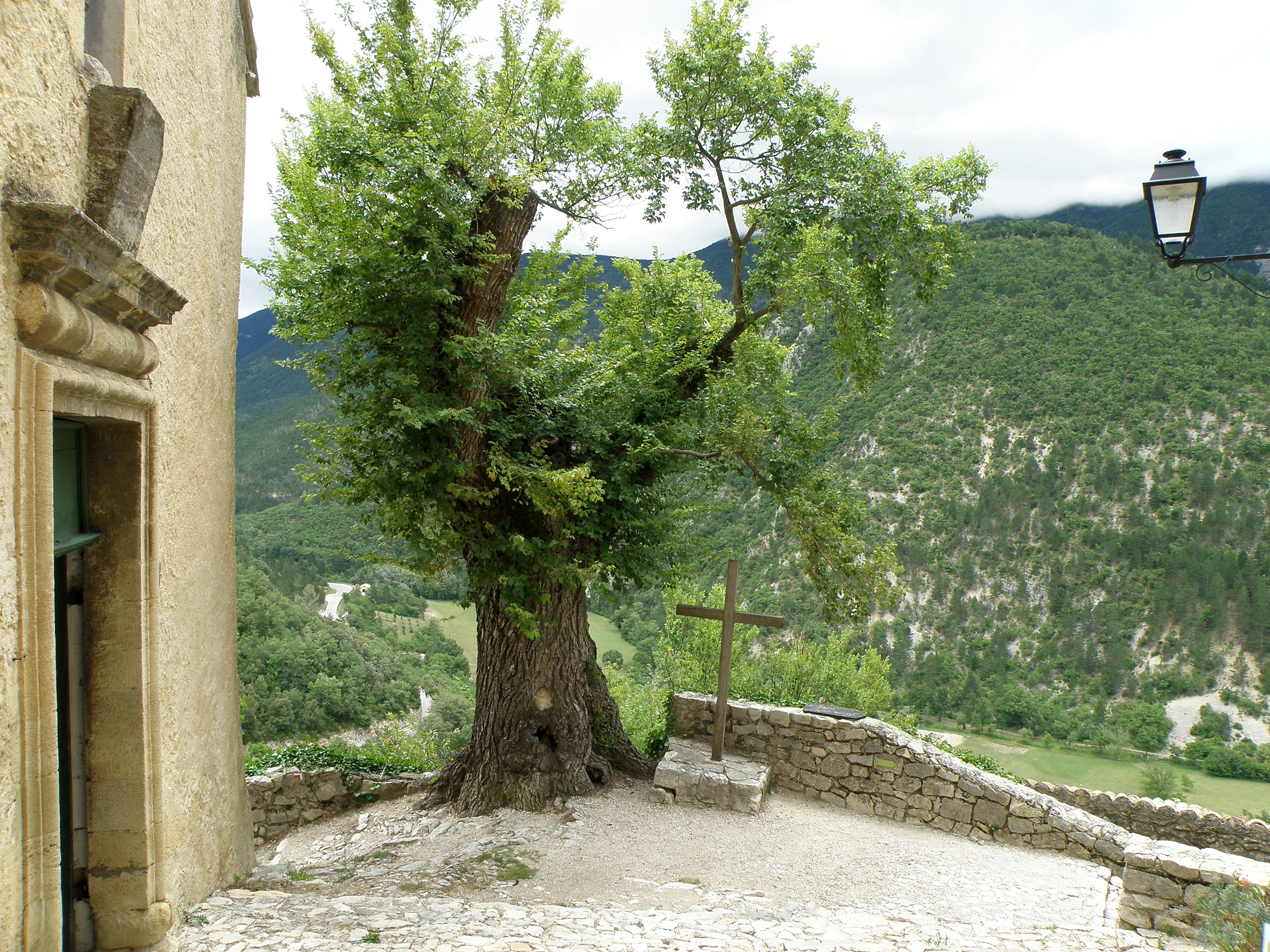
Brantes, vor der Kirche Saint-Sidoine
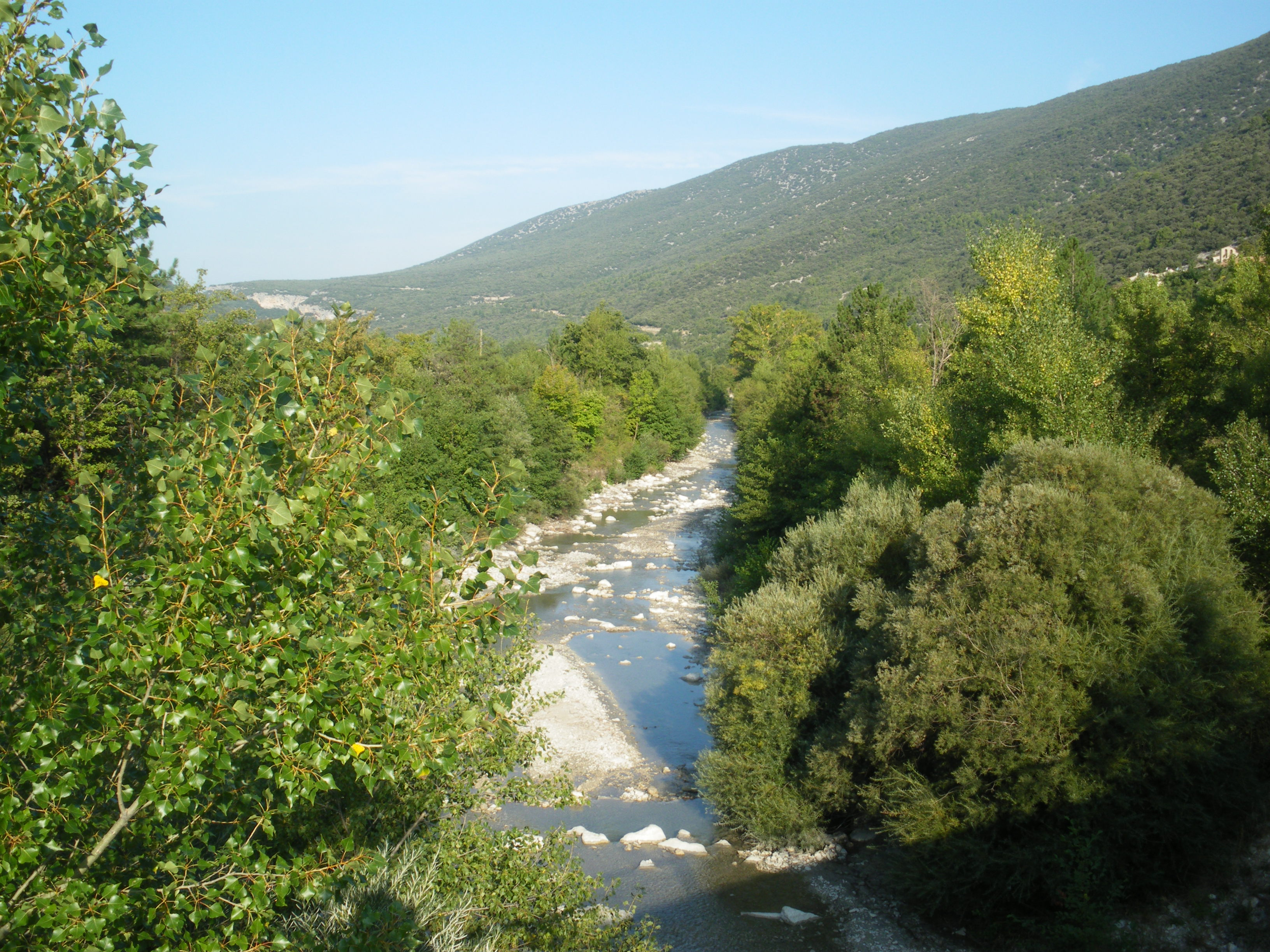
Blick auf den Toulourenc bei Saint-Léger-du-Ventoux
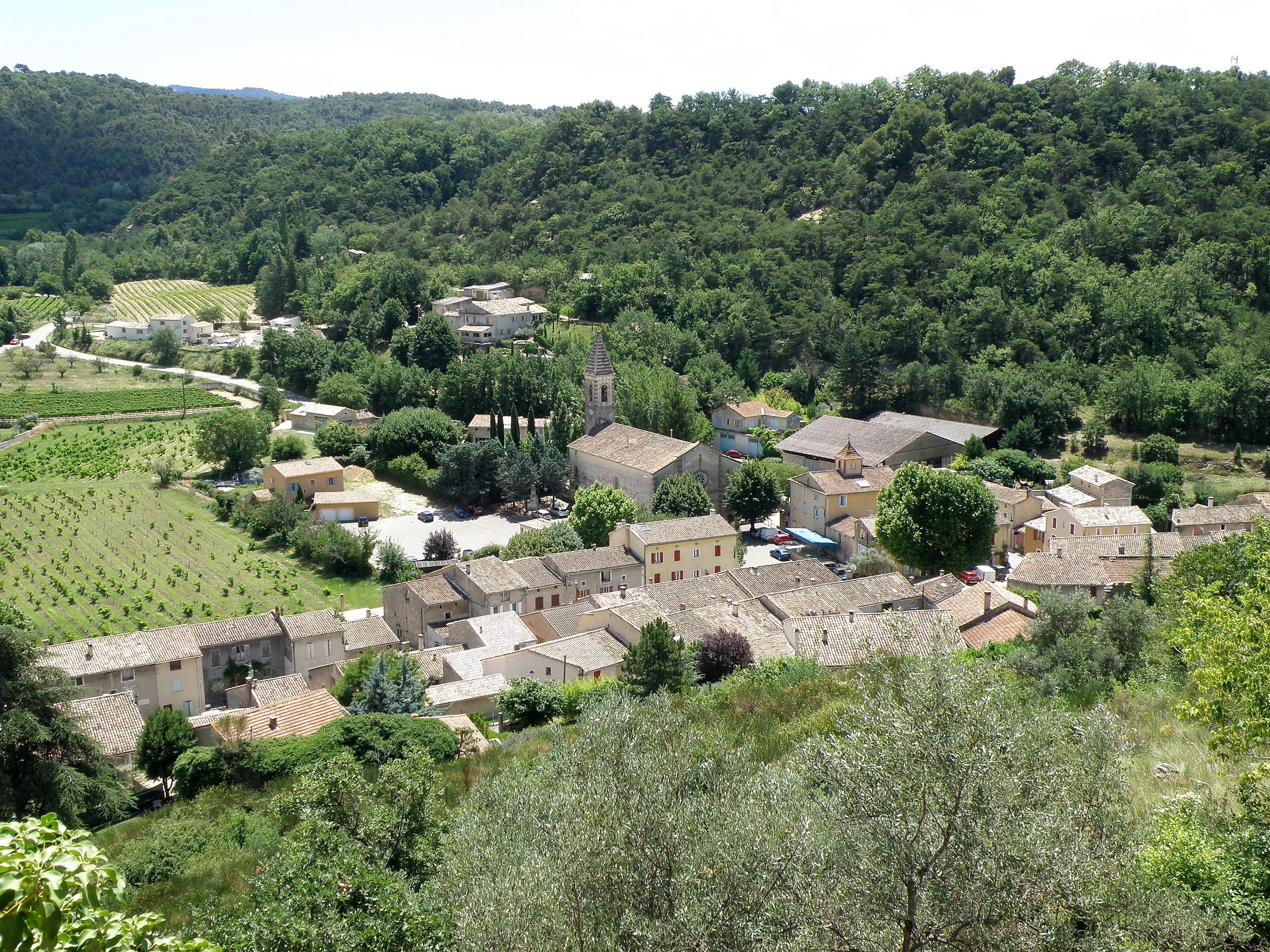
Blick auf Entrechaux
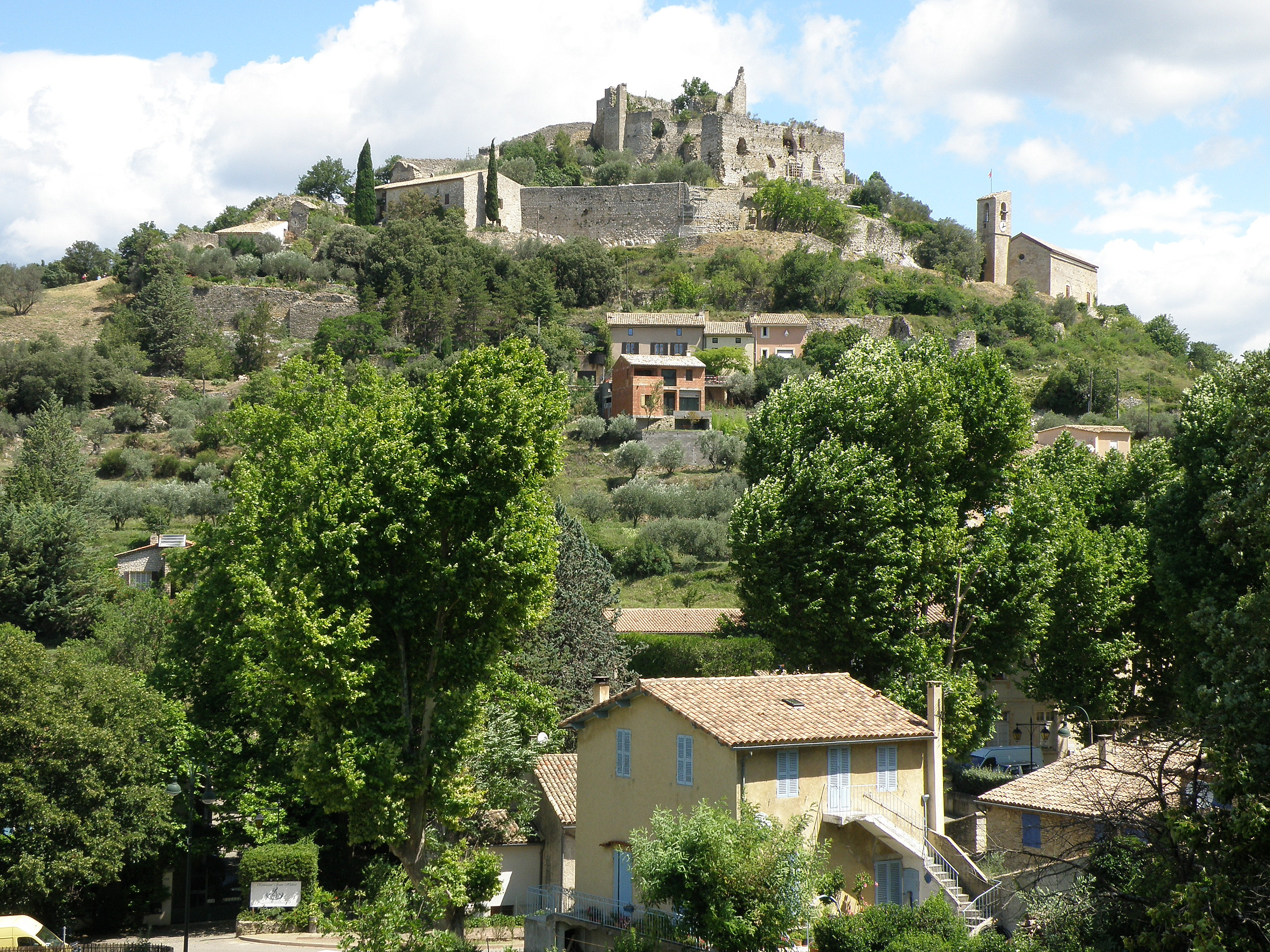
Burgruine von Entrechaux

### Vaisonnais
Das Vaisonnais ist Landschaft rund um die Stadt Vaison-la-Romaine. Dort breitet sich ein Hügelland zwischen dem Mont Ventoux, dem Baronnies-Massiv und den Dentelles de Montmirail aus. Diese Gegend ist stark bewaldet mit Weißeichen, Steineichen und Kiefern, wofür der Kalkstein-Untergrund verantwortlich ist, der für die landwirtschaftliche Nutzung nicht sehr geeignet ist. Auf den Hängen liegen kleine Anbauflächen, die mit Reben oder Obstgärten bepflanzt sind. Die stärker landwirtschaftlich genutzten Täler und Becken werden vom Fluss Ouvèze und seinen Zuflüssen durchzogen, an deren Ufern sich ein dichter Auwald befindet. Die Zentren der Dörfer liegen fast alle in einer dominierenden Position auf den Gipfeln und an den Hängen der Hügel. Diese Mischung aus bebauten Gebieten, Waldgebieten und Kulturflächen prägt diese Landschaften stark.
Die Spuren der ehemaligen römischen Präsenz sind in dieser Gegend zahlreich vorhanden.

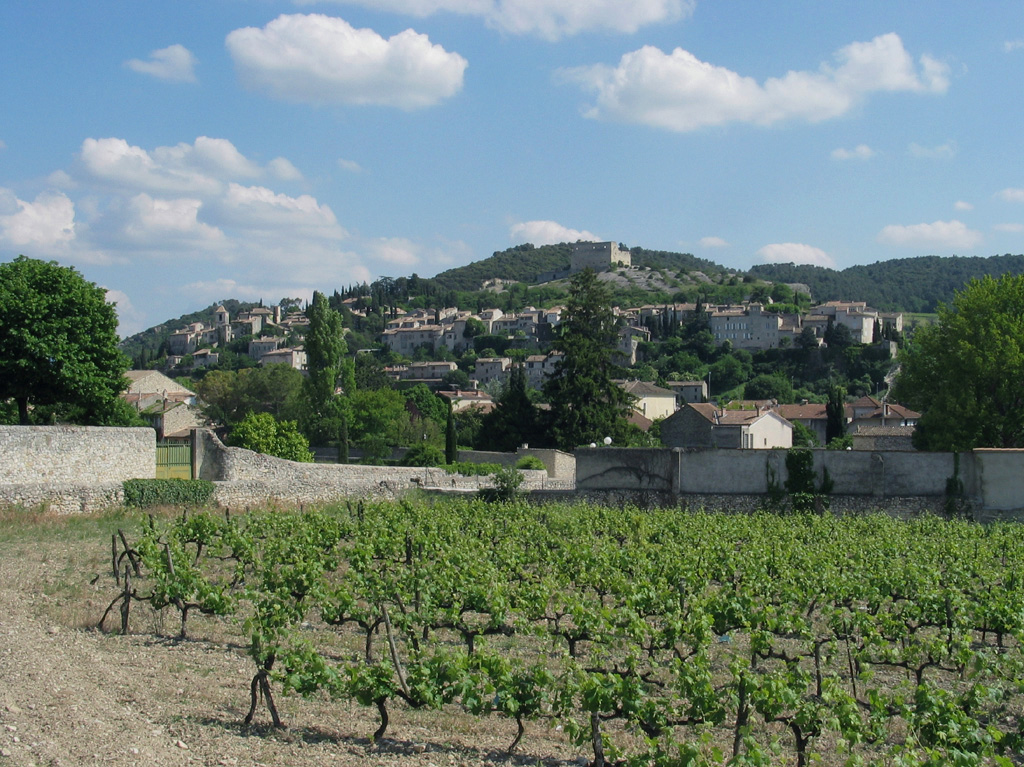
Blick auf Vaison-la-Romaine
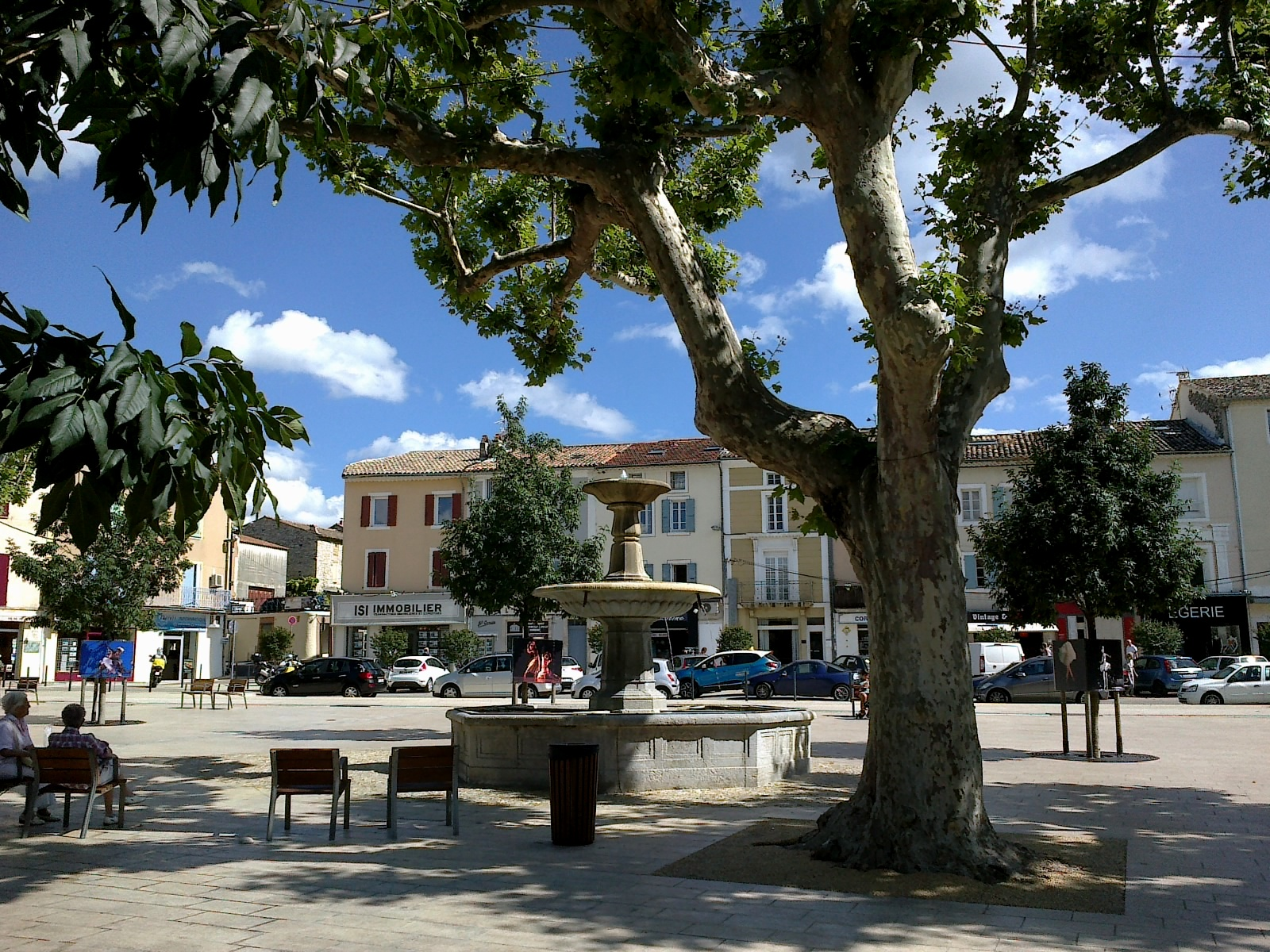
Im Stadtzentrum von Vaison-la-Romaine
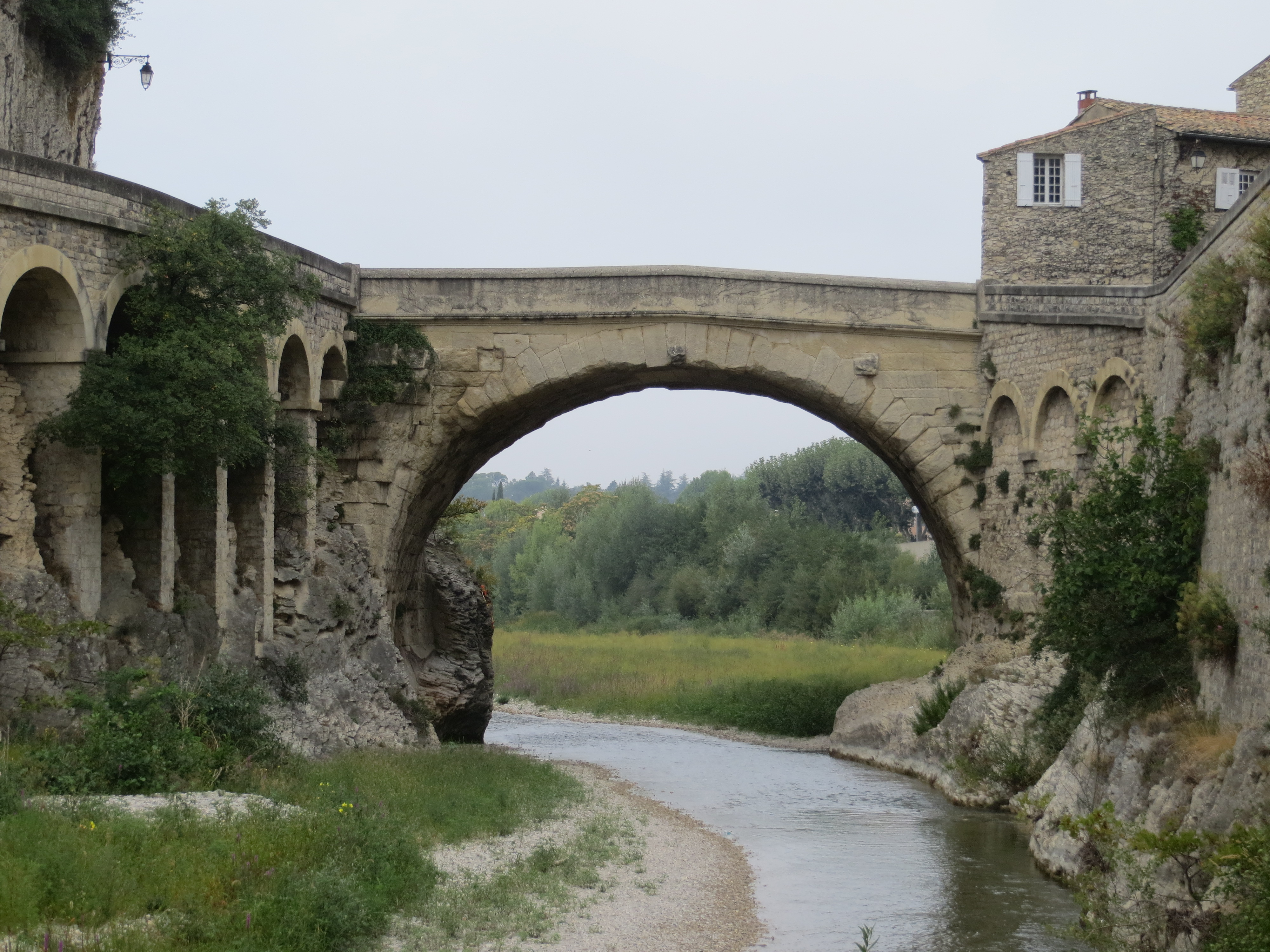
Brücke über die Ouvèze in Vaison-la-Romaine
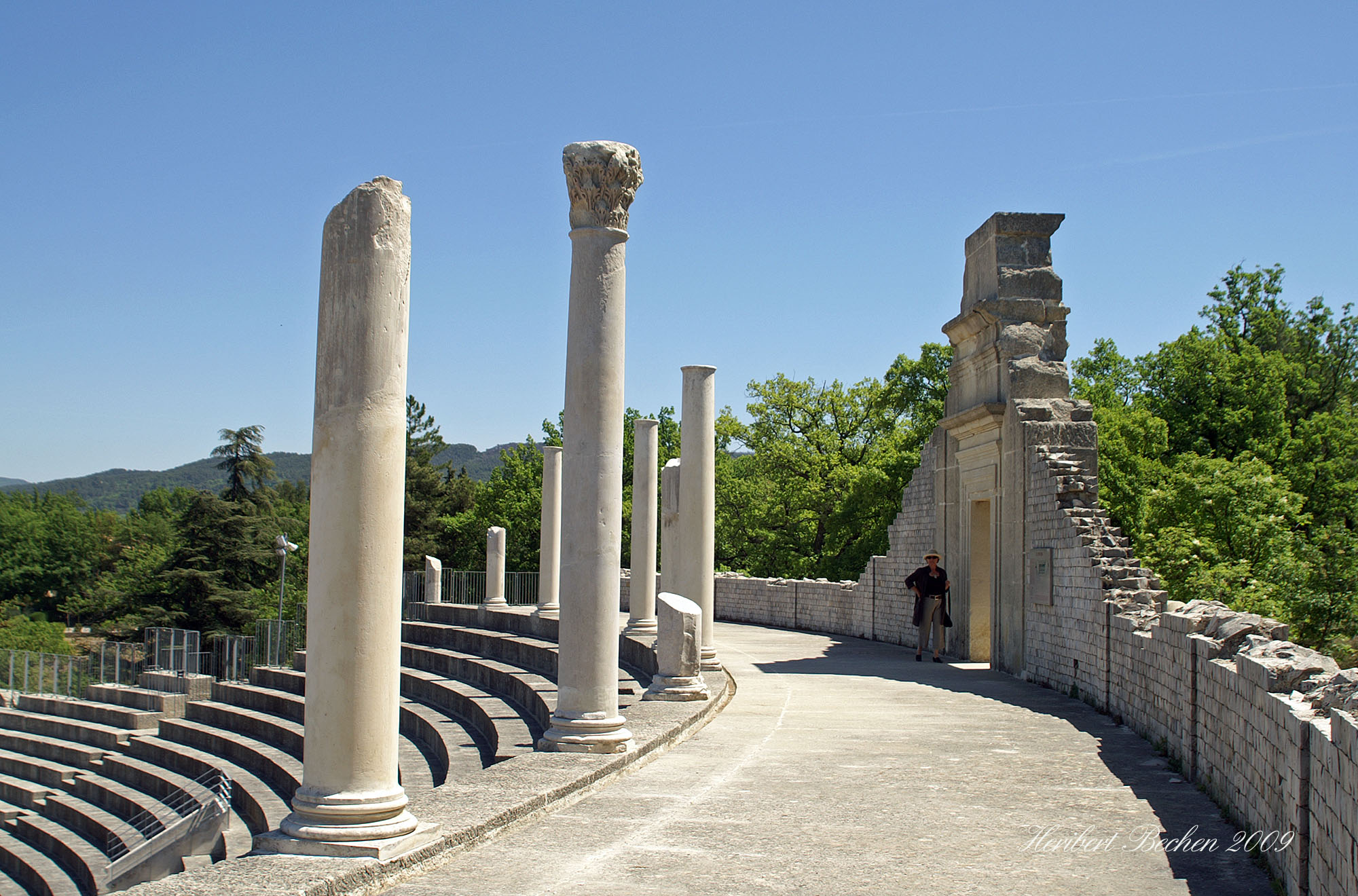
Römisches Amphitheater in Vaison-la-Romaine
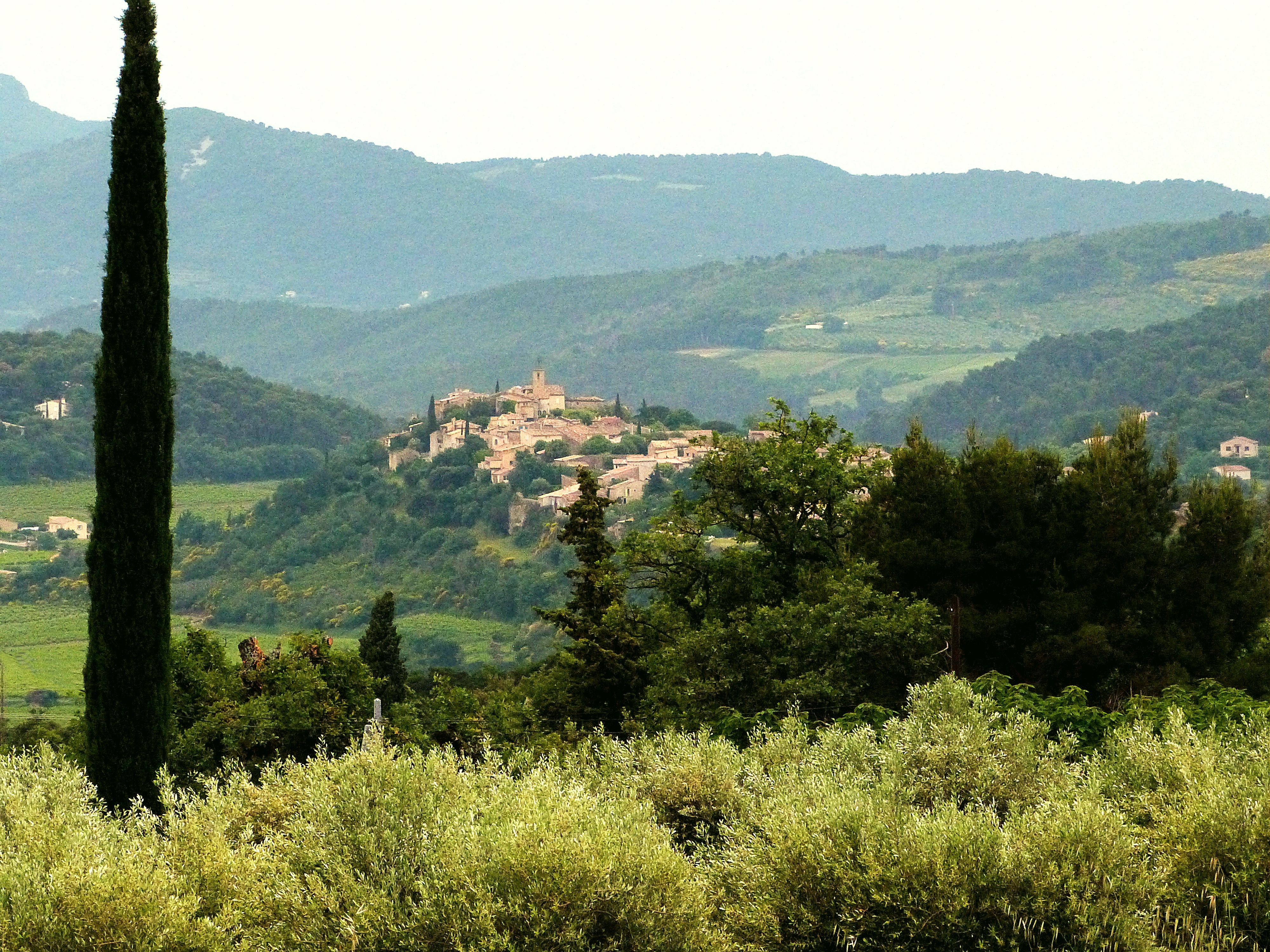
Blick auf Faucon
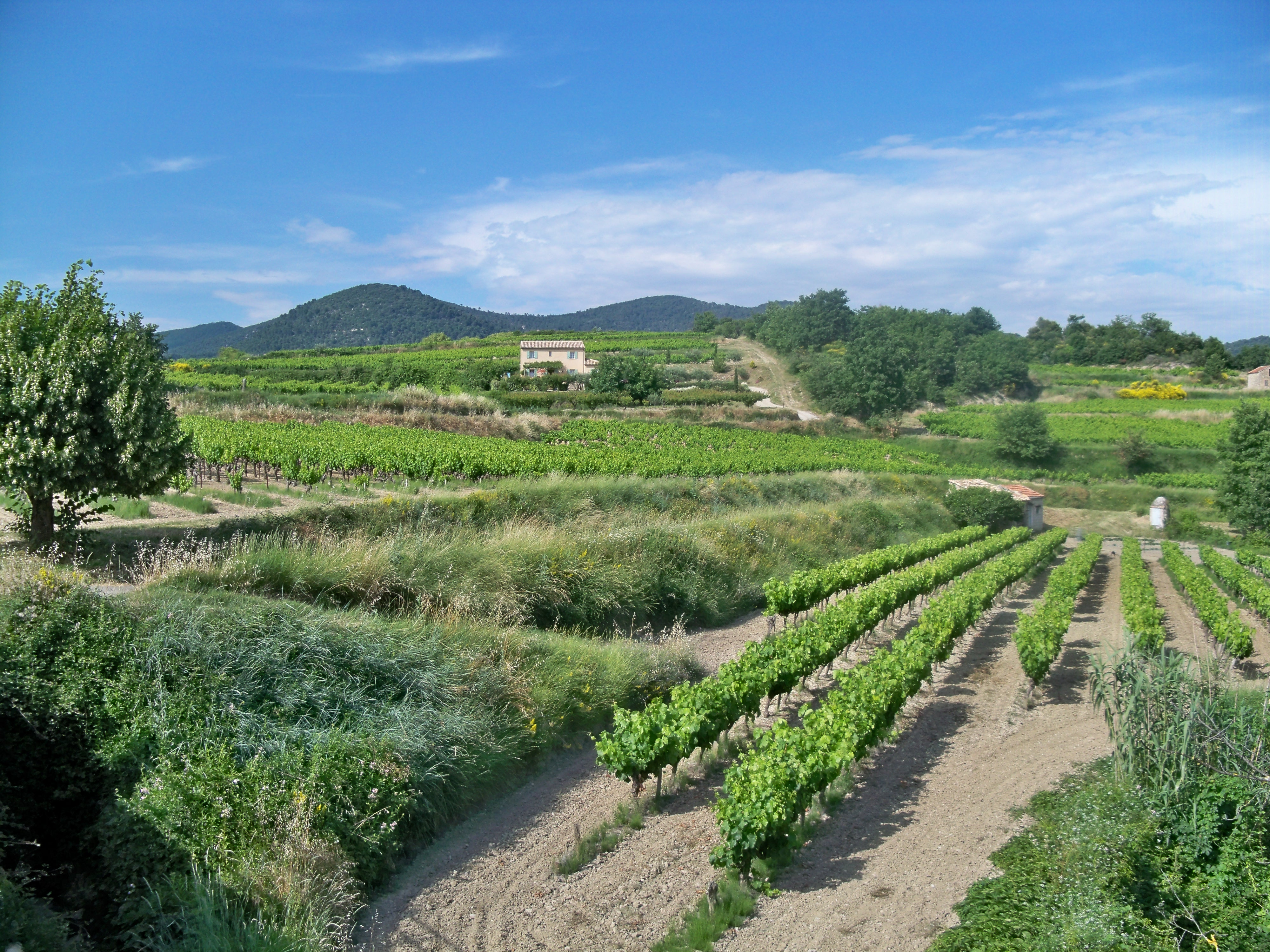
Weinberge im Puyméras
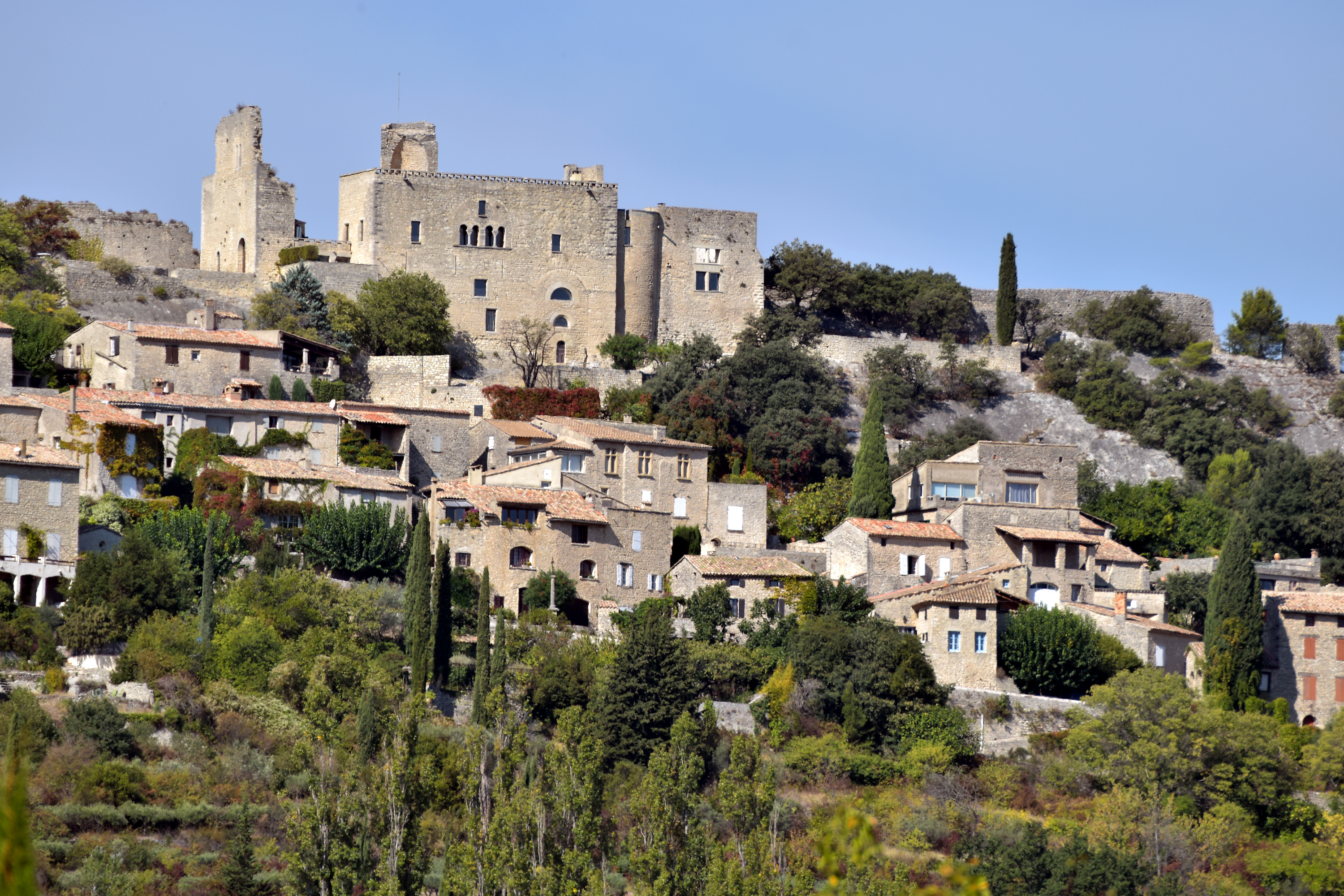
Blick auf Crestet
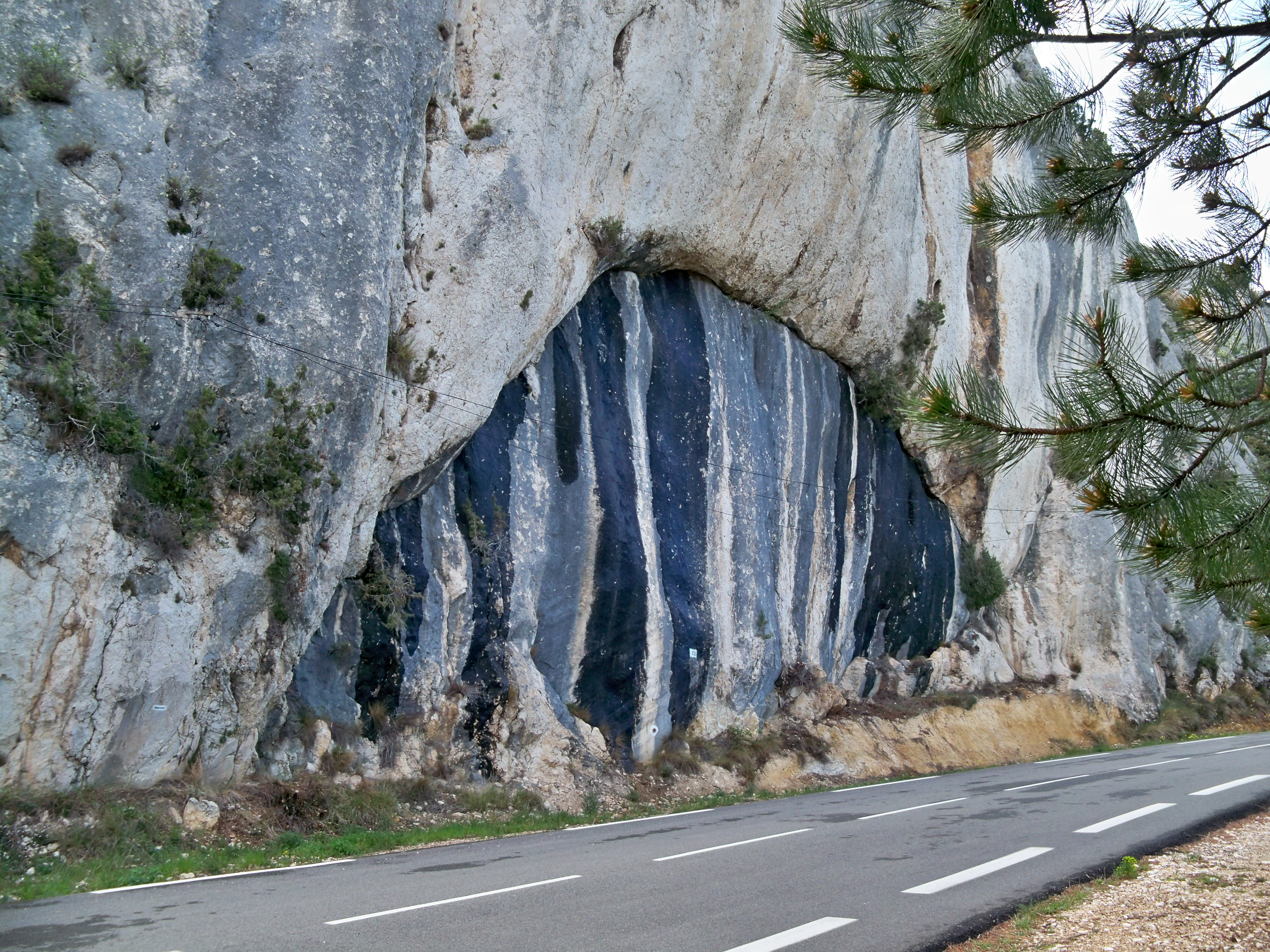
Felsformation Portail Saint-Jean in Malaucène

### Monts de Vaucluse
Getrennt vom Mont Ventoux durch die Nesque-Schlucht, der zweithöchsten Schlucht der Provence, hat dieser Höhenzug eine starke Präsenz. Er bildet einen bewaldete Hintergrund und markiert die Grenze zwischen der Landschaft rund um den Mont Ventoux und dem weiter südlich liegenden Luberon. Die Ausläufer stellen ein landwirtschaftliches Mosaiks dar, in dem abwechselnd Obstgärten (besonders mit Kirschbäumen) und Waldgebiete mit den Hügeln des Comtadin-Bogens verschmelzen. Je tiefer man in das Herz des Massivs vordringt, desto kleinteiliger wird die Landwirtschaft auf den seltenen Flachstellen. Flaumeichen und Kiefern folgen einander zwischen Tälern und Bergrücken. Dieser Landesteil war jedoch einst sehr bewohnt, insbesondere wegen einer erfolgreichen Schafzucht. Dies wird durch ein äußerst reiches Trockensteinerbe von Mauern, Schafställen, Steinhütten und Wohnhöhlen belegt. Ein interessantes Relikt stellen die Pestmauern dar, mit der man im 18. Jahrhundert die Ausbreitung dieser Seuche verhindern wollte.

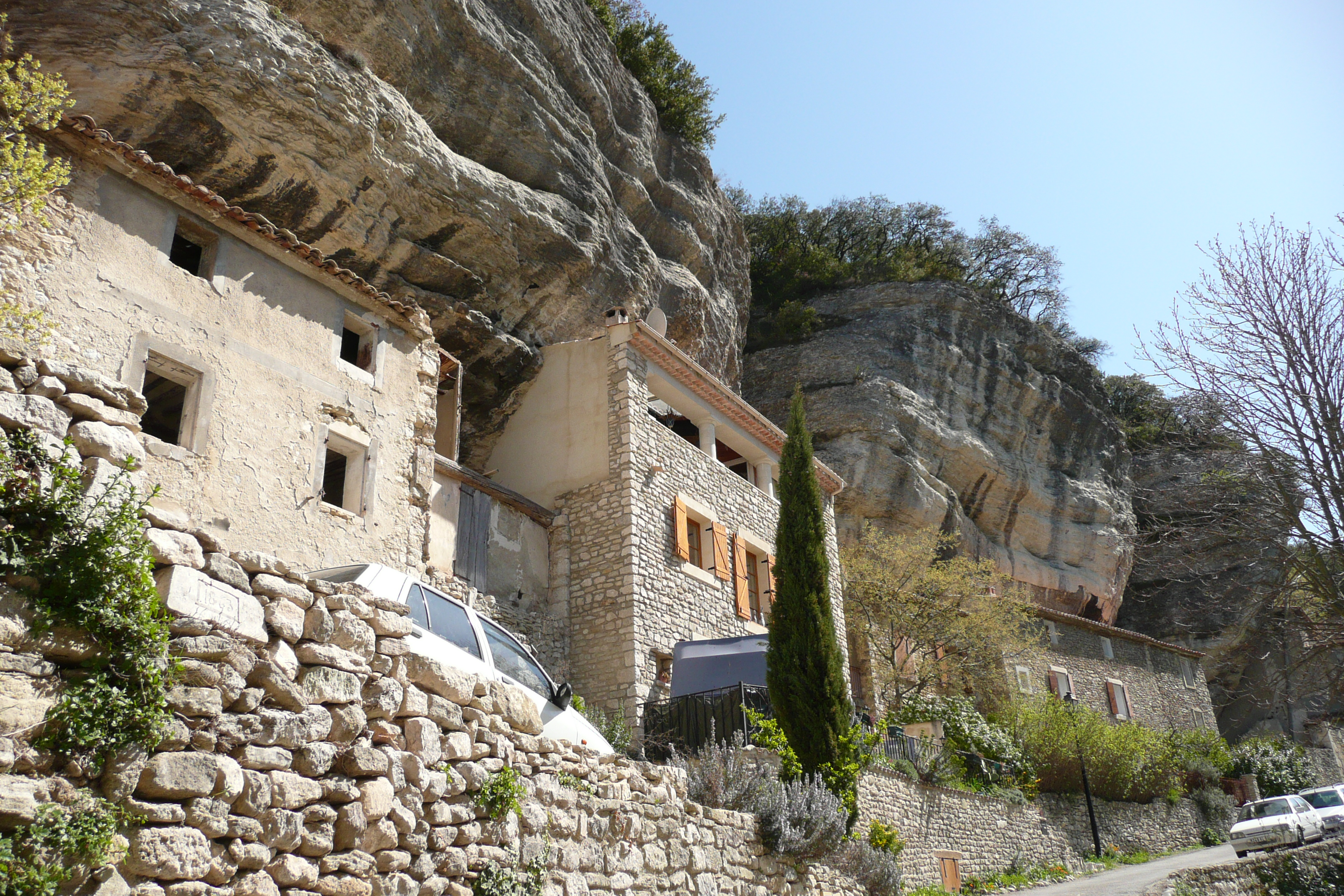
Viele Steine in Le Beaucet
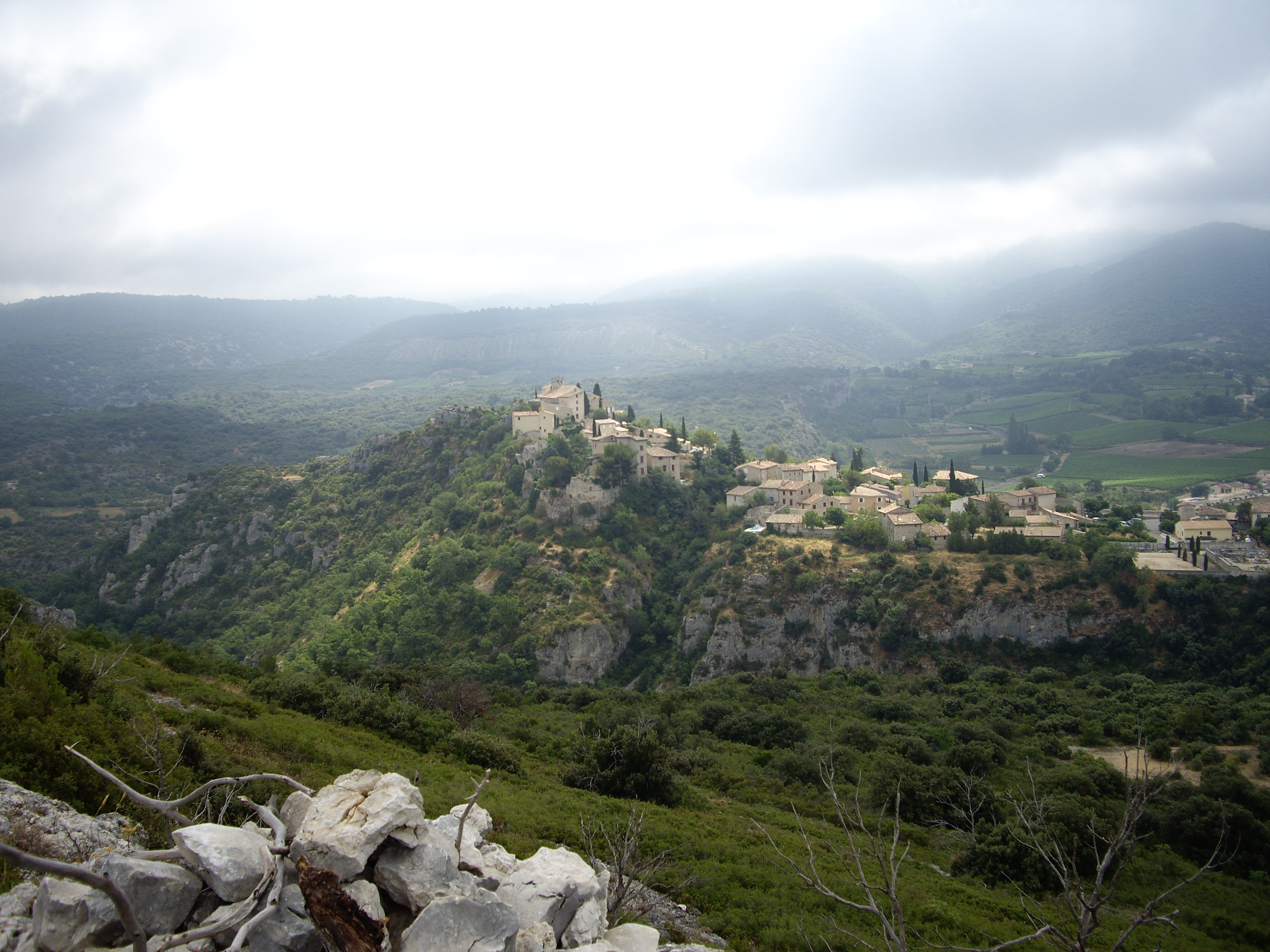
Blick auf Méthamis, im Hintergrund die Monts de Vaucluse
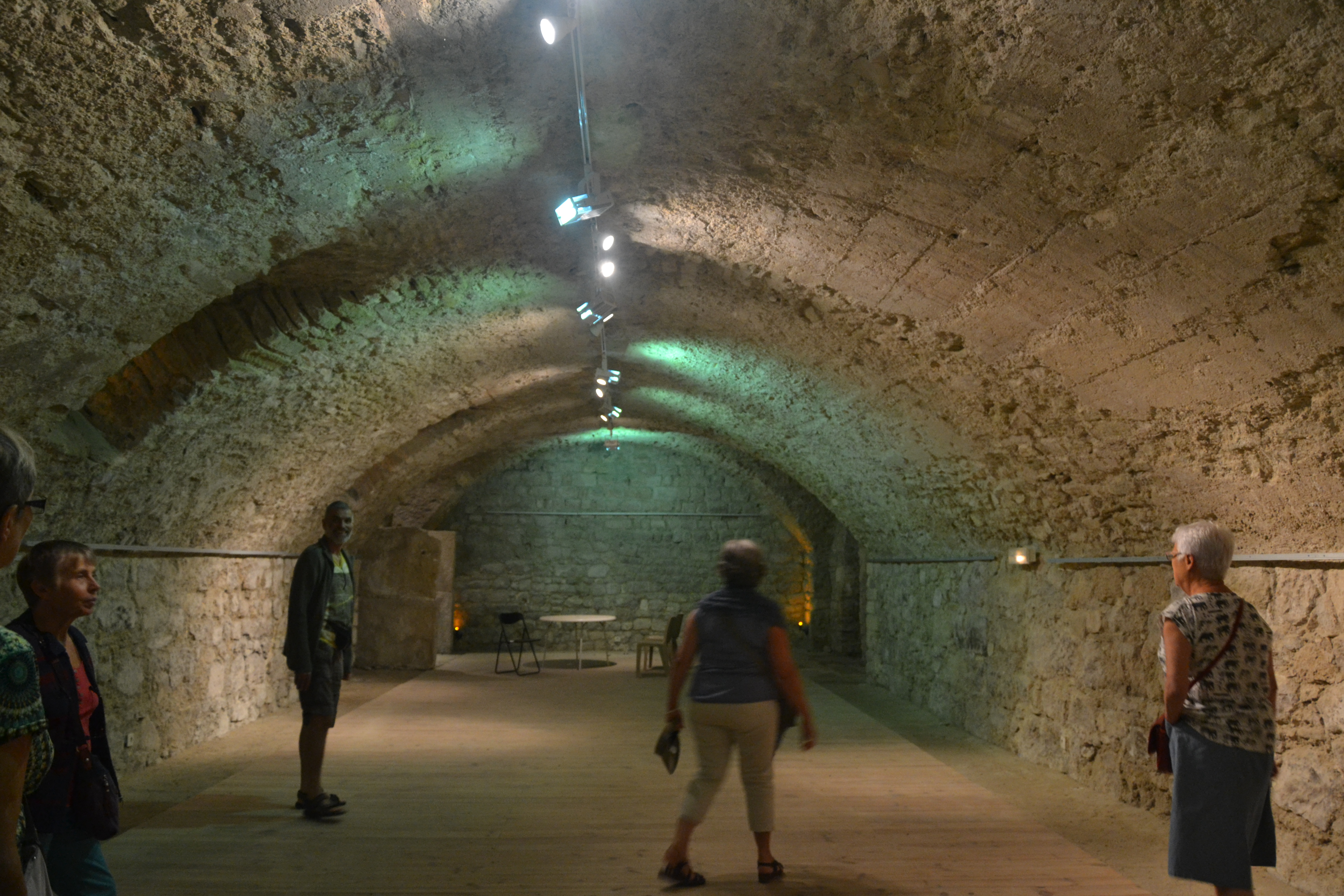
Gewölbekeller im Schloss Cambis in Velleron
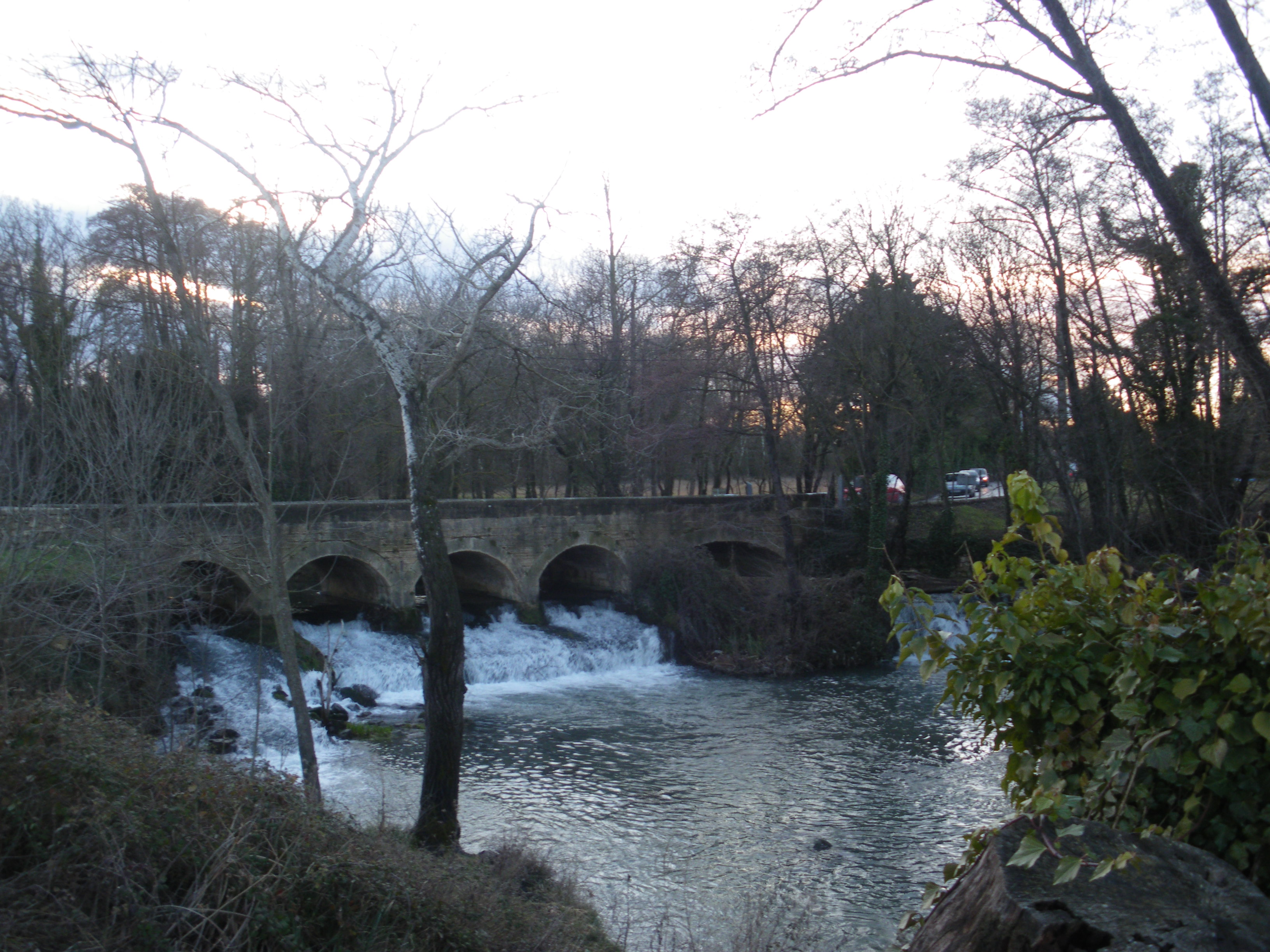
Brücke über den Fluss Sorgue bei Velleron
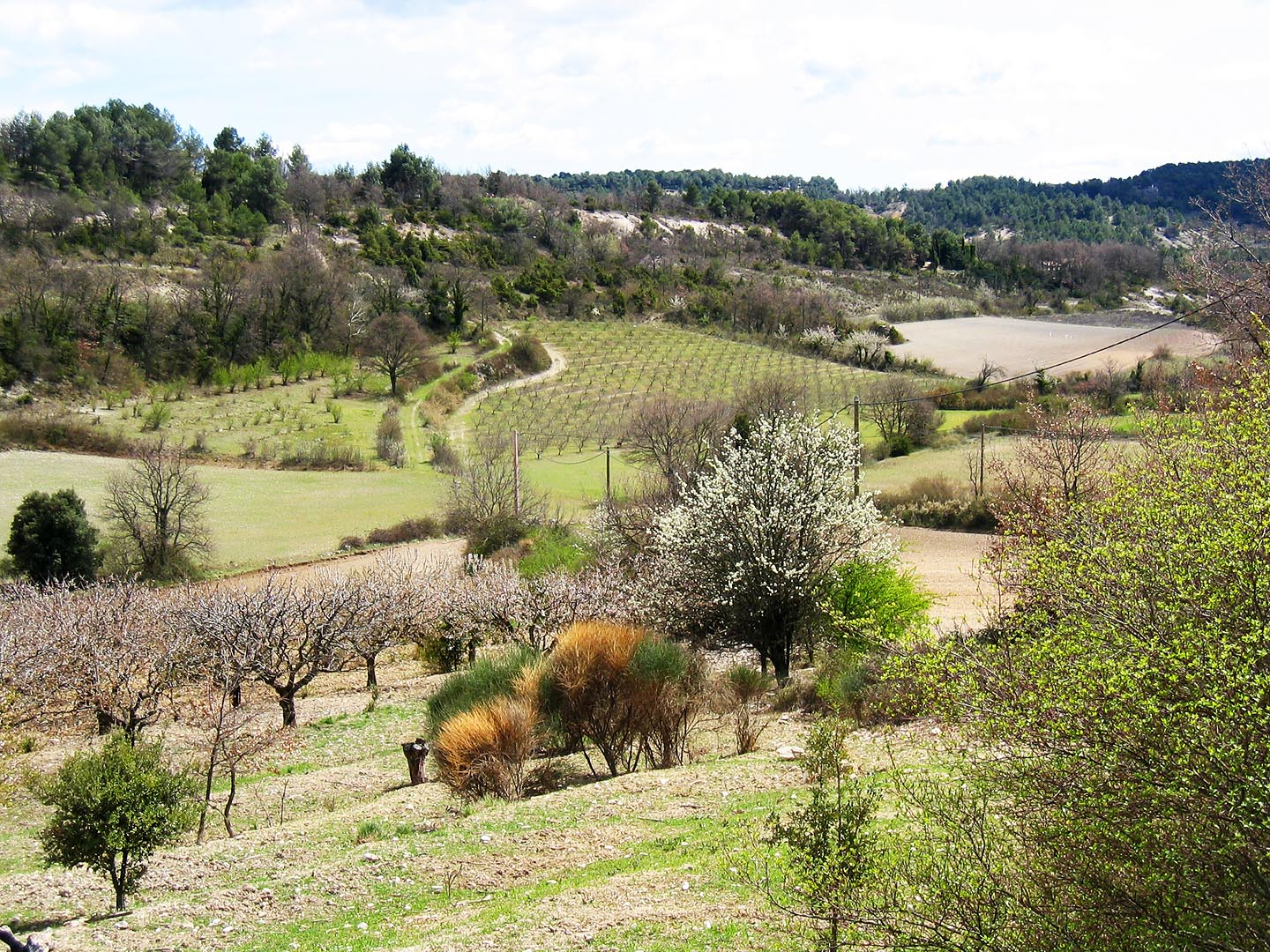
Kleinteilige Landwirtschaft bei Venasque
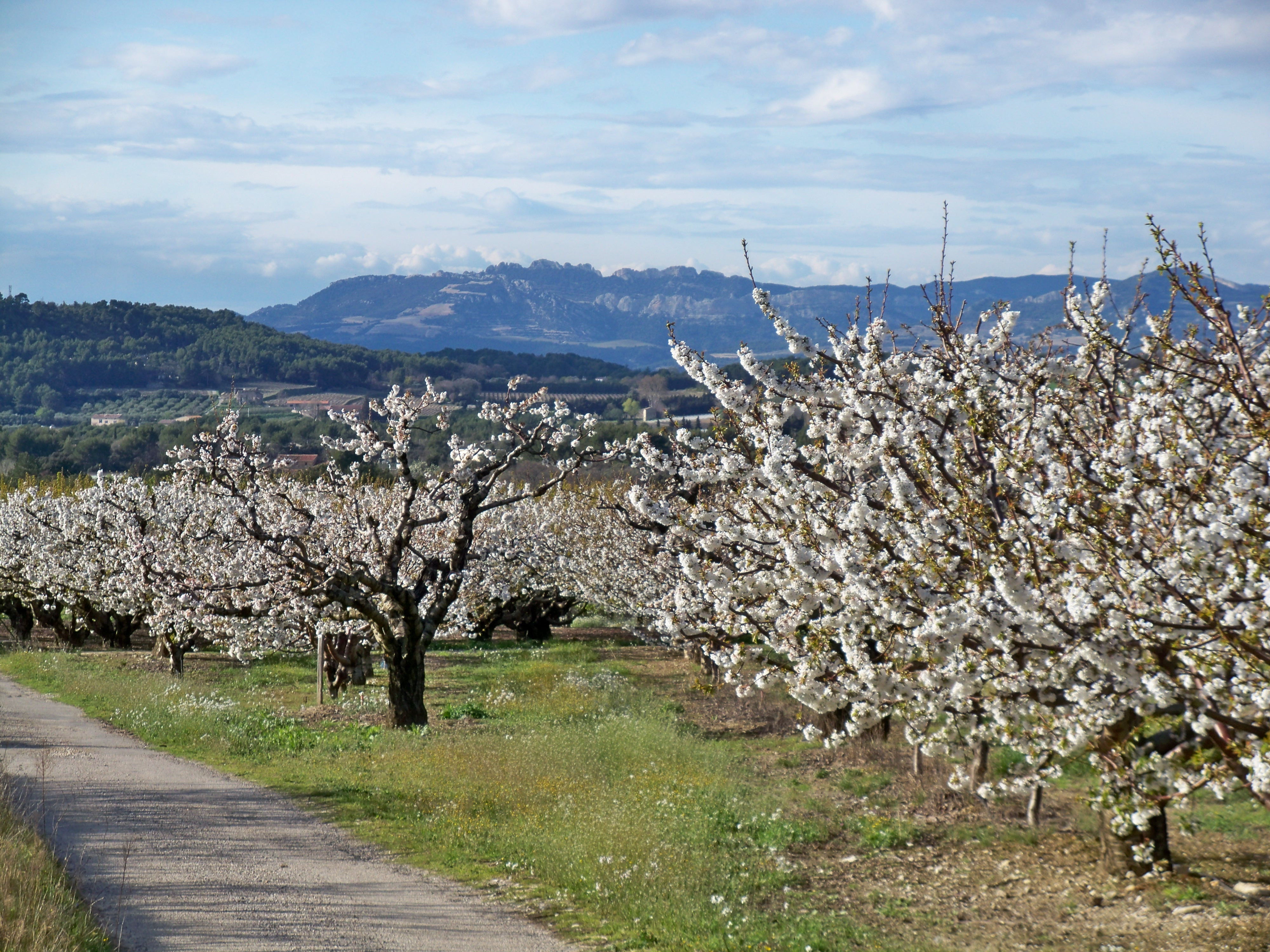
Blühende Kirschbäume, im Hintergrund die Dentelles de Montmirail
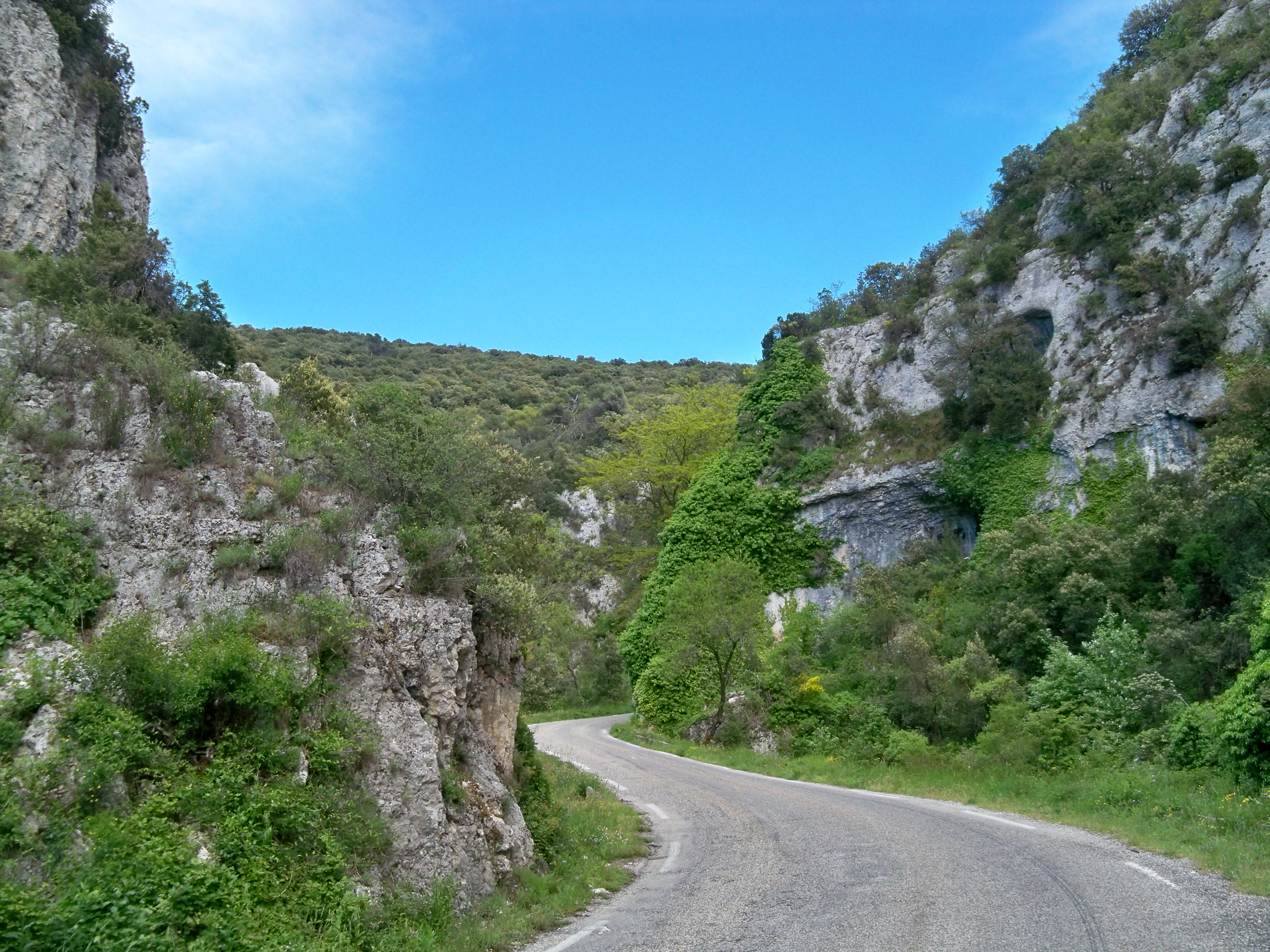
Straße über den Col de Murs bei Venasques
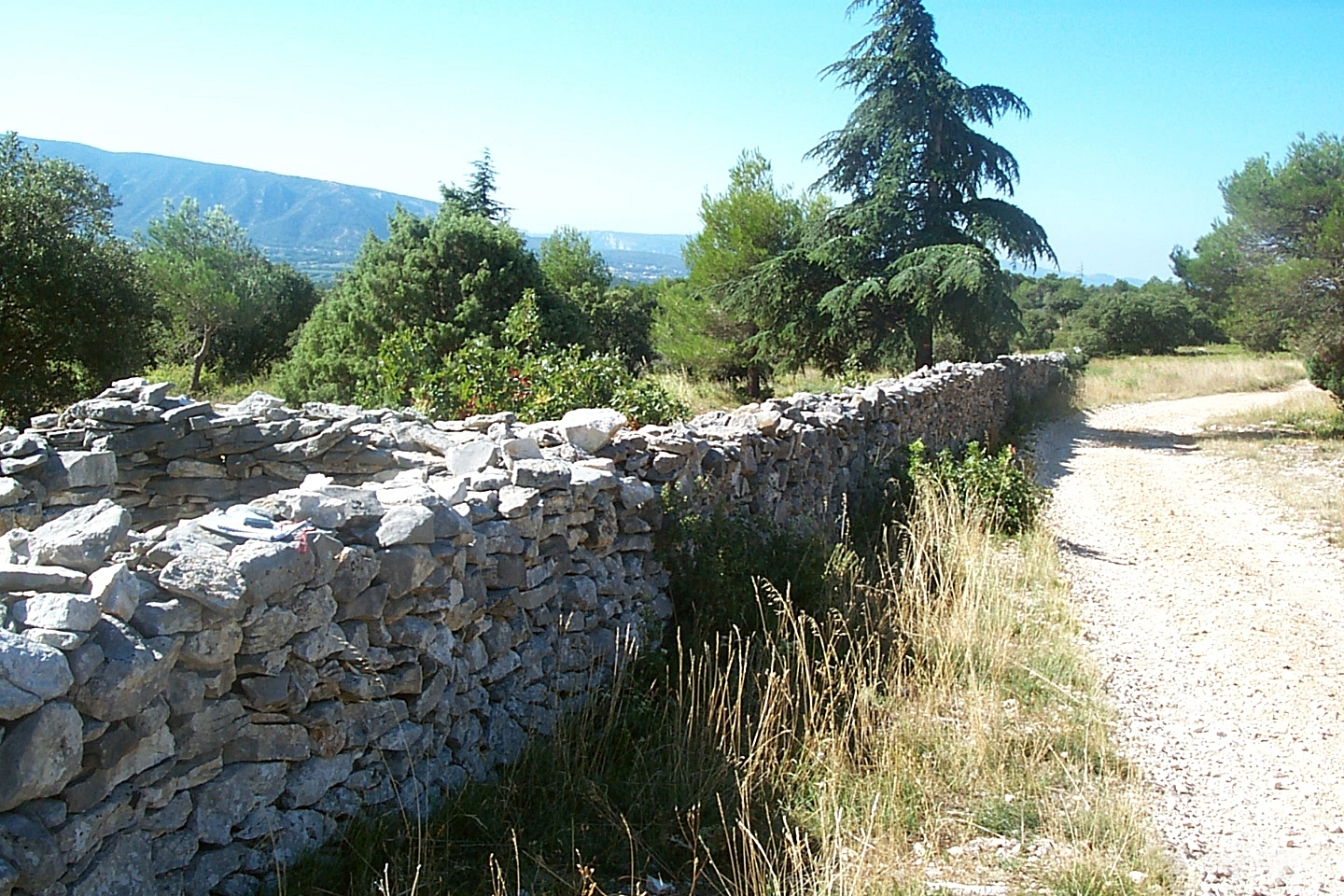
Teil der legendären Pestmauer

## Zielsetzung des Naturparks
Das Leitmotiv des Parks ist der gemeinsame Aufbau einer territorialen Dynamik, indem ein Markenimage genutzt wird, um die lokale Wirtschaft und touristische Attraktivität zu stärken und gleichzeitig das Lebensumfeld der Einwohner zu verbessern. Der Regionale Naturpark bietet eine Gelegenheit für die beteiligten Gemeinden gehört und durch konkrete Maßnahmen unterstützt zu werden. Er ist ein Qualitätsinstrument, das den ländlichen Gebieten zur Verfügung steht, damit das Territorium lebendig und stark bleibt und so den Weg einer nachhaltigen Entwicklung verfolgen kann.